# Benito Mussolini
Benito Amilcare Andrea Mussolini (Dovia di Predappio, Forlí, Regne d'Itàlia, 29 de juliol del 1883 - Giulino di Mezzegra, 28 d'abril del 1945), fou el cap de govern dictatorial d'Itàlia durant el període de 1922 fins al 1943. Va ser el creador d'un règim antidemocràtic anomenat feixisme, en el qual ell va rebre el sobrenom de Duce (guia o cap). A partir de 1936, el seu títol oficial va ser Sua Eccellenza Benito Mussolini, Capo del Governo, Duce del Fascismo e Fondatore dell'Impero («Sa excel·lència Benito Mussolini, Cap del Govern, Duce del Feixisme i Fundador de l'Imperi»).
Fill d'una família humil, el seu pare era ferrer i la seva mare mestra d'escola. Va estudiar magisteri, però només va fer de mestre en períodes mai no gaire llargs. A més de ser un actiu propagandista del socialisme, combinava l'activitat docent amb continus viatges. Aviat va tenir problemes amb les autoritats i fou expulsat de Suïssa i Àustria, on havia iniciat contactes amb sectors pròxims al moviment irredemptista. En la seva primera afiliació política, tanmateix, es va acostar al Partit Socialista, atret per la seva ala radical. Del socialisme, més que les seves postures socials i reformadores, el seduí el seu caire revolucionari.

Benito Mussolini parlant a les masses

Va crear a Milà l'any 1919 els Fasci italiani di combattimento, grups armats d'agitació que van constituir el principi del futur Partit Nacional Feixista l'any 1920, que incloïa elements del nacionalisme, corporativisme, nacional-sindicalisme, expansionisme, progrés social i antisocialisme, juntament amb la censura dels elements subversius, i la propaganda d'estat. Va aconseguir guanyar el favor dels grans propietaris i va ser elegit diputat a les eleccions del maig del 1921. Als anys que seguiren la creació de la ideologia feixista, Mussolini influencià o aconseguí l'admiració d'un ampli ventall de figures polítiques.
La total impotència del govern per fer front a la situació en què es trobava el país i la dissolució del Parlament, van aplanar el camí per la denominada «Marxa sobre Roma» el 22 d'octubre de 1922. La seva entrada triomfal a la capital italiana, a la qual no va trobar cap oposició, ja que va rebre l'ajut i el beneplàcit de l'exèrcit i del govern, va motivar el nomenament de primer ministre per part del rei Víctor Manuel III d'Itàlia el 30 d'octubre de 1922. Gradualment, encara que amb més ímpetu després de l'assassinat del diputat socialista Giacomo Matteotti el 1924, es creà com un únic poder en eliminar progressivament qualsevol forma d'oposició. Va acabar per transformar el seu govern en un règim dictatorial.
Durant el seu govern se solucionà la Qüestió Romana amb la Santa Seu a través dels Pactes del Laterà, firmats per Mussolini i el papa Pius XI.
Li van donar suport un ampli sector de la població i a favor del seu eficaç sistema propagandístic, va realitzar importants infraestructures i va recuperar vells projectes expansionistes, com ara la conquesta d'Etiòpia el 1935 i l'annexió d'Albània el 1939. També va ajudar el general rebel Francisco Franco a la Guerra Civil espanyola. Després de l'arribada al poder d'Adolf Hitler a Alemanya, es va apropar al nazisme, i després de les primeres victòries alemanyes a la Segona Guerra Mundial, que va jutjar definitives, va declarar la guerra als aliats. El fracàs de l'exèrcit italià a Grècia, Líbia i Àfrica oriental, i sobretot l'inici de la invasió aliada d'Itàlia (el 10 de juliol els aliats havien desembarcat a Sicília), va motivar el seu empresonament per ordre del rei Víctor Manuel III, que va impulsar un cop d'Estat i va decretar la fi del feixisme (juliol de 1943).
Alliberat per paracaigudistes de les SS alemanyes el 12 de setembre del 1943, va crear una república feixista al nord d'Itàlia (República Social Italiana o República de Salò) però l'avanç aliat el va obligar a fugir cap a Suïssa. Va intentar travessar la frontera disfressat de soldat alemany, però va ser descobert a Dongo per membres de la Resistència (partisana) el 27 d'abril del 1945. L'endemà va ser afusellat amb la seva companya Clara Petacci. Els cadàvers van ser exposats públicament, penjats pels peus, a la Plaça Loreto de Milà.

## Biografia

### Joventut, primera activitat política i la Gran Guerra

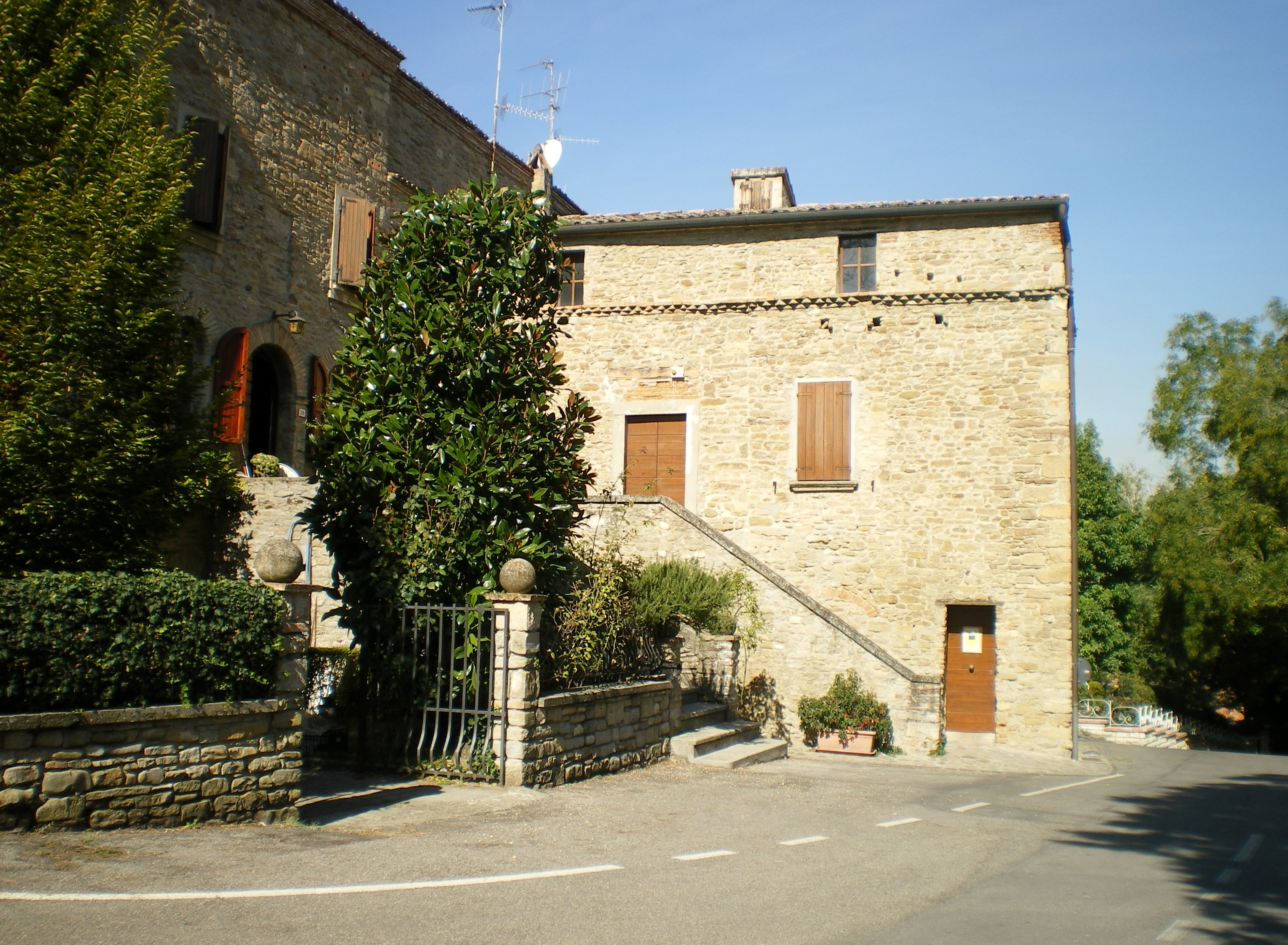
Casa natal de Benito Mussolini, avui un museu

Mussolini va néixer a Dova di Predappio, una petita ciutat de la província de Forlí a Emilia-Romagna el 29 de juliol de 1883 (durant l'era feixista, Predappio va rebre el sobrenom de «vila del Duce» i Forlì «la ciutat del Duce», i els pelegrins hi anaven per veure on havia nascut). El seu pare, Alessandro Mussolini era un ferrer socialista, mentre que la seva mare, Rosa Mussolini, nascuda Maltoni, era una mestra d'escola catòlica devota. Seguint les idees polítiques del seu pare, Mussolini va ser batejat Benito pel president reformista mexicà Benito Juárez, i els seus noms del mig Andrea i Amilcare provenien de socialistes italians: Andrea Costa i Amilcare Cipriani. Benito era el gran de tres fills (Arnaldo i Edvige eren els seus germans).
De jove, Mussolini passà temps ajudant el seu pare a la ferreria. Les seves primeres opinions polítiques estaven molt influenciades pel seu pare, un socialista revolucionari que idealitzava les figures del nacionalisme italià amb tendències humanistes com Carlo Pisacane, Giuseppe Mazzini i Giuseppe Garibaldi. Les opinions polítiques del seu pare combinava opinions de figures de l'anarquisme com Carlo Cafiero i Mikhail Bakunin, l'autoritarisme militar de Garibaldi i el nacionalisme de Mazzini. El 1902, en l'aniversari de la mort de Garibaldi, Benito Mussolini va fer un discurs públic en lloança del nacionalisme republicà. El conflicte entre els seus pares pel tema de la religió significà que, a diferència de la majoria dels italians, Mussolini no va ser batejat quan va néixer, sinó que ho va ser molt temps després. Com a compromís amb la seva mare, Mussolini va anar a una escola de salesians. Mussolini va ser rebel i no trigà a ser expulsat després de diversos incidents relatius a la seva conducta, incloent-hi el llançament de pedres a la congregació després de la missa, apunyalar la mà d'un company estudiant i llençar un tinter contra un professor. Després de començar a la nova escola, Mussolini aconseguí bones notes, qualificant-se com a mestre d'escola elemental el 1901.

#### Emigració a Suïssa i servei militar

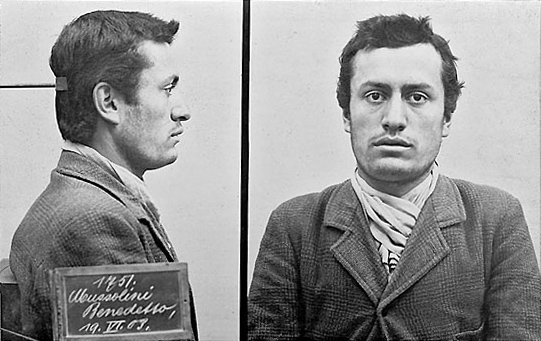
Foto de carnet de Mussolini després que fos detingut per la policia suïssa al 1903.

El 1902, Mussolini emigrà a Suïssa, en part per evitar el servei militar, però no aconseguí tenir una feina fixa. Durant aquest temps estudià les idees del filòsof Friedrich Nietzsche, del sociòleg Vilfredo Pareto i del sindicalista Georges Sorel. Mussolini també citaria després el socialista cristià Charles Péguy i el sindicalista Hubert Lagardelle entre les seves influències. L'èmfasi de Sorel en la necessitat d'enderrocar la democràcia liberal decadent i el capitalisme mitjançant l'ús de la violència, l'acció directa i la vaga general, i l'ús de les crides del neo-maquiavelisme a l'emoció impressionaren enormement Mussolini.
Mussolini esdevingué actiu al moviment socialista italià a Suïssa. Va treballar pel diari L'Avvenire del Lavoratore, organitzar mítings, pronunciar discursos als treballadors. Va esdevenir secretari del sindicat de treballadors italians a Lausanne. El 1903 va ser detingut per la policia de Berna a causa de la seva defensa d'una vaga general violenta i va passar dues setmanes a la presó. A continuació va ser deportat a Itàlia, on va ser deixat lliure, des d'on tornà a Suïssa. El 1904, després de tornar a ser detingut a Lausana per falsificar la seva documentació, tornà a Itàlia per aprofitar una amnistia per deserció, car havia estat condemnat in absentia.
Subseqüentment va allistar-se voluntari pel servei militar al Regio Esercito. Després de servir-hi durant dos anys (entre gener de 1905 i setembre de 1906) tornà a dedicar-se a la docència.

#### Periodista polític i la primera militància
Al febrer del 1908, Mussolini abandonà de nou Itàlia, en aquesta ocasió per treballar com a secretari pel sindicat a la ciutat de parla italiana de Trento, llavors sota el control de l'Imperi Austrohongarès. També treballà pel Partit Socialista local, com a editor del diari L'Avvenire del Lavoratore. De retorn a Itàlia, passà una breu temporada a Milà, quan el 1910 tornà a Formí, on edità el setmanari Lotta di classe.
Durant aquest temps publicà «Il Trentino veduto da un Socialista» al periòdic radical La Voce. També va escriure diversos assaigs sobre la literatura alemanya, alguns contes i una novel·la, L'amante del Cardinale: Claudia Particella, romanzo storico. Aquesta novel·la, que va coescriure amb Santi Corvaja, va ser publicada com un fulletó al diari de Trento Il Popolo del 20 de gener a l'11 de maig de 1910. La novel·la, amargament anticlerical, va ser retirada de la circulació després que Mussolini fes un tractat amb el Vaticà.
Llavors era considerat com un dels socialistes més preeminents italians. El setembre del 1911, Mussolini participà en una revolta, encapçalada pels socialistes, contra la guerra de Líbia. Amargament denuncià la «guerra imperialista italiana» per capturar Trípoli (Líbia), una acció que li comportà una estada de cinc mesos a la presó. Després del seu alliberament, ajudà a expulsar del Partit Socialista dos «revisionistes» que havien donat suport a la guerra, Ivanoe Bonomi i Leonida Bissolati. Com a recompensa, va ser nomenat editor del diari del partit socialista, Avanti!. Sota la seva direcció, la circulació aviat va créixer de 2.000 a 10.000 exemplars.
El 1913, publicà Giovanni Hus, il veridico, una biografia històrica i política sobre la vida i la missió del reformador eclesiàstic txec Jan Hus i els seus seguidors, els Hussites. Durant aquest període socialista de la vida de Mussolini, va fer servir el pseudònim «Vero Eretico» («eretge veritable»).
Mentre que Mussolini va estar associat amb el socialisme, també va donar suport a figures que s'oposaven a l'igualitarisme. Va ser influenciat per les idees anti-cristianes i la negació de l'existència de Déu de Nietszche. Mussolini veia Nietzsche molt semblant a Jean-Marie Guyau, que advocava per una filosofia d'acció. L'ús que Mussolini va fer de Nietzsche el va fer un socialista molt heterodox, a causa de la promoció de l'elitisme i de les opinions anti-igualitàries del filòsof. Mussolini creia que el socialisme havia faltat als deures del determinisme marxista i del reformisme socialdemòcrata, i creia que les idees de Nietzsche enfortirien el socialisme. Mentre que estava associat amb el socialisme, els escrits de Mussolini eventualment indicaven que havia abandonat el marxisme i l'igualitarisme en favor del concepte del übermensch nietzschià i de l'anti-igualitarisme.

#### Expulsió del Partit Socialista Italià
Amb l'esclat de la Primera Guerra Mundial diversos partits socialistes van mostrar suport a la guerra quan esclatà a l'agost de 1914. Un cop començat la guerra, socialistes austríacs, britànics, francesos, alemanys i russos seguiren el corrent de nacionalisme creixent en suport a la intervenció del seu país a la guerra. L'esclat de la guerra havia resultat en una onada de nacionalisme italià i la guerra va rebre suport d'una varietat de faccions polítiques. Un dels seguidors de la guerra més populars i preeminent va ser Gabriele d'Annunzio, qui va promoure l'irredemptisme italià i ajudà a moure l'opinió pública italiana en suport de la intervenció militar. El Partit Liberal Italià, sota el lideratge de Paolo Boselli, promogué la intervenció a la guerra al costat dels Aliats i emprà la Società Dante Alighieri per promoure el nacionalisme italià. Els socialistes italians estaven dividits entre els que donaven suport i els que s'oposaven a la guerra. Abans que Mussolini es posicionés davant la guerra, diversos sindicalistes revolucionaris havien anunciat el seu suport a la intervenció, incloent-hi Alceste De Ambris, Filippo Corridoni i Angelo Oliviero Olivetti. El Partit Socialista Italià decidí oposar-se a la guerra després que manifestants anti-militaristes fossin morts, fet que va produir una vaga general anomenada la Setmana Roja.
Inicialment Mussolini donà suport oficial a la decisió del Partit i, en un article d'agost de 1914, Mussolini va escriure «Avall amb la Guerra! Seguim neutrals.» Malgrat tot, va veure la guerra com una oportunitat, tant per als socialistes i per als italians com per a si mateix. Va veure's influenciat pels sentiments nacionalistes italians anti-austríacs, segons els quals la guerra oferia als italians d'Àustria-Hongria l'oportunitat d'alliberar-se dels Habsburgs. Eventualment decidí declarar el seu suport a la guerra cridant a la necessitat dels socialistes a enderrocar les monarquies a Alemany i a Àustria-Hongria, les quals, segons ell, havien reprimit el socialisme. Justificà la seva posició denunciant les Potències Centrals de ser poders reaccionaris; per perseguir dissenys imperialistes contra Bèlgica i Sèrbia i, històricament, contra Dinamarca, França i Itàlia, car centenars de milers d'italians es trobaven sota el mandat dels Habsburg. Afirmà que la caiguda de les monarquies dels Hohenzollern i dels Habsburg i la repressió de la Turquia reaccionària crearia les condicions per a la classe treballadora. Mentre que donava suport a la Triple Entesa, Mussolini respongué a la naturalesa conservadora de la Rússia Tsarista afirmant que la mobilització necessària per a la guerra minaria l'autoritarisme reaccionari rus i la guerra portaria la revolució social a Rússia. Afirmà Itàlia completaria el Risorgimento unint els italians d'Àustria-Hongria amb Itàlia i permetent que el poble italià fos membre participant de la Nació en la que seria la primera guerra nacional d'Itàlia. A més reclamà que els immensos canvis socials que la guerra podia oferir significava que calia donar-li suport com una guerra revolucionària.
A mesura que el suport de Mussolini vers la intervenció se solidificava, ell entrà en conflicte amb els socialistes que s'oposaven a la guerra. Atacà els opositors a la guerra i aclamà que aquells proletaris que donaven suport al pacifisme quedaven fora del pas amb els proletaris que s'havien unit a l'avantguarda intervencionista creixent que preparava Itàlia per a una guerra revolucionària. Començà a criticar el [Partit Socialista Italià] i el mateix socialisme d'haver fallat en reconèixer els problemes nacionals que havien portat a l'esclat de la guerra. A causa del seu suport a la guerra va ser expulsat del partit.

#### Inicis del feixisme i servei a la I Guerra Mundial
Després de ser expulsat del Partit Socialista Italià pel seu suport a la intervenció italiana, Mussolini va fer una transformació radical, acabant amb el seu suport a la lluita de classes i unint-se al suport del nacionalisme revolucionari transcendint les línies de classes. Formà el diari intervencionista Il Popolo d'Italia i el Fasci Rivoluzionari d'Azione Internazionalista a l'octubre de 1914. El seu suport nacionalista a la intervenció li va permetre aconseguir diners d'Ansaldo, una empresa armamentística, i d'altres empreses per crear Il Popolo d'Italia per convèncer els socialistes i els revolucionaris perquè donessin suport a la guerra. Una font d'ingressos addicional pels feixistes de Mussolini durant la guerra va venir de fonts franceses des de maig de 1915. Una gran font dels seus fons francesos es creu que podrien provenir dels socialistes francesos que enviarien diners als socialistes dissidents que volien la intervenció italiana al costat dels francesos.
El 5 de desembre de 1914, Mussolini denuncià el socialisme ortodox per no haver reconegut el que la guerra havia portat sobre la identitat nacional i la lleialtat per tenir un major significat que la distinció de classes. Aquesta demostració va quedar demostrada en un discurs on reconegué la nació com a entitat, una noció que havia negat abans de la guerra, en di:
| « | 'La Nació no ha desaparegut. Normalment crèiem que el concepte no tenia substància. En canvi veiem sorgir la nació com una realitat palpitant davant nostre!… Les classes no poden destruir la nació. La classe es mostra a si mateixa com una col·lecció d'interessos propis, però la nació és una història de sentiments, tradicions, llenguatge, cultura i raça. La classe pot esdevenir una part integral de la nació, però l'única no pot eclipsar l'altre. La lluita de classes és una fórmula vana, sense efecte ni conseqüència sempre que hom troba un poble que no s'ha integrat dins dels seus límits lingüístics i racials, on el problema nacional no ha estat definitivament resolt. En aquestes circumstàncies el moviment de classes es troba afectat per un clima històric desfavorable. | » |

Mussolini continuà promovent la necessitat d'una elit revolucionària d'avantguarda per encapçalar la societat, però no advocà per una elit proletària, sinó per un grup dinàmic i revolucionari de qualsevol classe social.

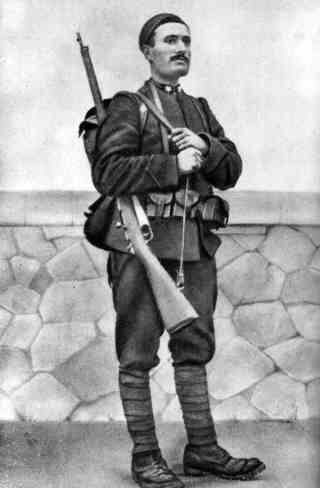
Mussolini com a soldat italià, 1917.

Encara que denuncià el socialisme ortodox i el conflicte de classes, en aquells moments mantenia que era un socialista revolucionari i un seguidor del llegat dels nacionalistes socialistes de la història italiana, com Giuseppe Garibaldi, Giuseppe Mazzini o Carlo Pisacane. Pel Partit Socialista Italià i el seu suport al socialisme ortodox, afirmà que el seu fracàs com a membre del Partit per revitalitzar-lo i transformar-lo per reconèixer la realitat contemporània mostrada per la desesperança com a desfasat i un fracàs. Aquesta percepció del fracàs del socialisme ortodox a la llum de l'esclat de la I Guerra Mundial no va ser denunciada només per Mussolini, sinó que d'altres socialistes italians prointervencionistes com Filippo Corridoni o Sergio Panunzio havien denunciat el marxisme clàssic en favor de la intervenció.
Aquestes vistes polítiques bàsiques i principis formaren la base del nou moviment polític format per Mussolini, el Fasci Rivoluzionari d'Azione Internazionalista el 1914, que s'anomenaven a si mateixos Fascisti (Feixistes). En aquells moments, els feixistes no tenien un cos integrat de polítiques i el moviment era molt petit, fracassant en els seus intents de realitzar mítings de masses, i habitualment havia de patir les escomeses de les autoritats governamentals i dels socialistes ortodoxos. L'antagonisme entre els intervencionistes, incloent-hi els feixistes, contra els socialistes ortodoxos anti-intervencionistes resultà en violència entre els feixistes i els socialistes. L'oposició i els atacs pels socialistes revolucionaris anti-intervencionistes contra els feixistes i d'altres intervencionistes eren tan violents que fins i tot els socialistes democràtics que s'oposaven a la guerra com Anna Kuliscioff va dir que el Partit Socialista Italià havia anat massa lluny en una campanya de silenciar la llibertat de discurs dels seguidors de la guerra. Aquestes hostilitats primerenques entre els feixistes i els socialistes revolucionaris donaren forma a la concepció de Mussolini de la naturalesa del Feixisme en el seu suport a la violència política.
Mussolini va fer-se aliat del polític i periodista irredemptista Cesare Battisti, i com ell entrà a l'exèrcit, servint a la guerra. Va ser destinat al front, on va resultar seriosament ferit per l'explosió d'una granada.
L'Inspector General continua:
Va ser promogut al rang de caporal «per mèrits de guerra». La promoció va ser recomanada per la seva conducta exemplar i la seva qualitat de combat, la seva calma mental i la manca de preocupació per les incomoditats, el seu zel i regularitat en portar a terme les seves tasques, on sempre era el primer en cada tasca que involucrés treball i fortalesa.
L'experiència militar de Mussolini va ser narrada al seu llibre Diario Di Guerra. En total va estar uns 9 mesos de servei actiu a les trinxeres del front. Durant aquest temps va patir de febre paratifoidea. La seva vivència militar acabà el 1917 quan va quedar accidentalment ferit per l'explosió d'una bomba de morter a la seva trinxera. Va quedar amb 40 esberles metàl·liques al seu cos. Va ser llicenciat de l'hospital a l'agost de 1917 i tornà al seu càrrec d'editor en cap al seu nou diari, Il Popolo d'Italia, on va escriure articles sobre les Legions Txecoslovaques a Itàlia.
El 25 de desembre de 1915, a Trevalglio, va casar-se amb Rachele Guidi, amb qui ja havia tingut una filla, Edda, a Forlí el 1910. El 1915 va tenir un fill amb Ida Dalser, fill que va reconèixer com a propi l'11 de gener de 1916.

### Creació del Feixisme
Per quan Mussolini tornà del servei a la I Guerra Mundial ja havia decidit que el socialisme era una doctrina que havia acabat sent un fracàs. El 1917, Mussolini començà a la política amb l'ajut d'un sou de £100 setmanals del MI5, el Servei de Seguretat britànic; un ajut autoritzat per Sir Samuel Hoare. A inicis de 1918, Mussolini demanà l'aparició d'un home «despietat i enèrgic per fer taula rasa» per reviure la nació italiana. Molt temps després a la vida de Mussolini va dir que el 1919 va sentir que «el socialisme era una doctrina ja morta; continuà existint només com una rancúnia». 
El 23 de març de 1919, Mussolini fundà el fascio a la Piazza San Sepolcro de Milà com el Fasci Italiani di Combattimento (Esquadra Italiana de Combat), consistent en 200 membres.; tot i que segons Mussolini només hi havia presents 50 membres, però en anys posteriors, quan la qualificació de «sansepolcrista» donava automàticament drets a beneficis substancials econòmics i socials, van ser centenars de persones els qui van aconseguir afegir el seu nom a la llista.

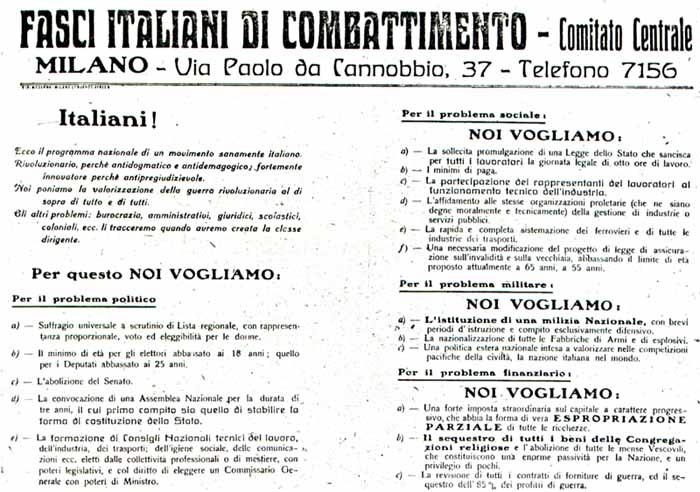
El «Manifest Feixista» publicat al diariIl Popolo d'Italia del 6 de juny de 1919.

 Un factor important al feixisme per guanyar suport a les seves etapes inicials va ser el fet que es declaraven opositors a la discriminació basada en la classe social i s'oposava fermament a totes les formes de lluita de classes. El feixisme, en canvi, donava suport als sentiments nacionalistes com una unitat forta, sense importar les classes, en l'esperança d'aixecar Itàlia als nivells del seu gran passat romà. Les bases ideològiques pel feixisme provenien de diverses fonts: Mussolini va fer servir paraules de Plató, Georges Sorel, Nietzsche i les idees socialistes i econòmiques de Vilfredo Pareto. Mussolini admirava La República, que llegia sovint per a inspirar-se. La República li concedí diverses idees que el feixisme va promoure com el mandat d'una elit promovent l'estat com a últim final, l'oposició a la democràcia, protegint el sistema de classes i promoure la col·laboració de classes, rebuig de l'igualitarisme, promoció de la militarització d'una nació creant una classe de guerrers, demanant que els ciutadans realitzessin deures cívics en interès de l'estat, i emprant la intervenció de l'estat en l'educació per promoure la creació de guerrers i mandataris futurs de l'estat. La República diferia del feixisme en el fet que no promovia la guerra agressiva, sinó només la defensiva, a diferència del feixisme que promovia vistes gairebé comunistes sobre la propietat, i Plató era un idealista centrat a aconseguir la justícia i la moralitat, mentre que Mussolini i el Feixisme eren realistes, centrant-se a assolir objectius polítics.
Mussolini i els feixistes aconseguiren ser simultàniament revolucionaris i tradicionalistes; com que això era molt diferent de tot el que hi havia al clima polític de l'època, sovint és descrit com «La Tercera Via». Els fascisti van créixer tan ràpidament en 2 anys, convertint-se en el Partit Nacional Feixista a un congrés a Roma. Mentrestant, entre 1911 i 1938 Mussolini va tenir diversos affairs amb l'autora i acadèmica jueva Margherita Sarfatti.
Entre març i juny, el futurista Filippo Tommaso Marinetti va convertir-se en el component principal del Fascio milanès, fent sentir la seva influència ideològica. Malgrat tot, Mussolini afirmava que «Som, malgrat tot, defensors de les llibertats de la gent que estimen la llibertat per a tot, inclosos els seus opositors (...) Farem tot el possible per impedir la censura i per preservar la llibertat de pensament i de paraula, les quals constitueixen una de les més altes fites i expressions de la civilització humana.»
A partir de l'experiència dels Freikorps alemanys s'arribà a la conclusió que els grups d'homes armats podien ser útils per intimidar l'oposició: el 15 d'abril de 1919, els feixistes liderats per Marinetti i per Ferruccio Vecchi van llançar-se contra la seu del Avanti!, atacant-la i destruint-la. Mussolini va quedar-se al marge, creient que els seus homes encara no estaven llestos per lliurar una «batalla als carrers», però defensà el fet consumat. Posteriorment procediria a reclutar un exèrcit per realitzar assalts frontals i portà a la seu del Popolo d'Italia una gran quantitat de material bèl·lic, per tal de prevenir un possible «contraatac roig». Els Fascisti, comandats per Dino Grandi, un dels més propers a Mussolini, formaren esquadres armades amb veterans de guerra anomenades Camises Negres (o squadristi) amb l'objectiu de restaurar l'orde a Itàlia amb mà dura. Els camises negres toparen amb els comunistes, socialistes i anarquistes en les desfilades i parades; totes aquestes faccions també topaven les unes contra les altres. El govern rarament interferia en les accions dels camises negres, degut en part a una amenaça imminent i el temor generalitzat vers una revolució comunista.
Al juny Mussolini es mostrà contra el govern de Francesco Saverio Nitti; pels feixistes, el nou president del consell era el representant d'una vella classe política que pretenien substituir. Mussolini volia ressaltar la feblesa de l'executiu per llançar una revolució i durant tot l'estiu el seu nom s'associà a diversos complots que pretenien donar un cop d'estat.
El 12 de setembre, Mussolini va promoure a l'exterior de la seu d'una subscripció a favor de l'Empresa de Fiume de Gabriele D'Annunzio, després d'haver-se trobat per primera vegada al juny a Roma. El 7 d'octubre va anar a Fiume, on s'entrevistà amb D'Annunzio. La relació amb el poeta, però, va ser molt fugaç i va estar condicionada per una desconfiança mútua i per la rivalitat: Mussolini no suportava la idea que D'Annunzio pogués deixar-lo a un segon pla, mentre que D'Annunzio va escriure-li una carta acusant-lo de covardia, però quan la carta va ser publicada a Popolo d'Italia aquesta frase va quedar censurada.
El 9 d'octubre va celebrar-se a Florència el primer Congrés dels Fasci di Combattimento: va decidir-se presentar-se a les imminents eleccions polítiques sense unir-se a cap aliança. A les eleccions generals del 16 de novembre de 1919 els feixistes, malgrat les candidatures «excel·lents» de Mussolini i de Marinetti a Milà, no van aconseguir ni un escó, i a la província de Milà només aconseguiren 4.795 vots. A més, el 18 de novembre, Mussolini va ser detingut durant unes hores acusat de possessió d'armes i explosius, alliberant-se gràcies a la intervenció del senador liberal Luigi Albertini.
A partir de la desafortunada experiència Mussolini arriba a la conclusió que el feixisme és vist amb recel per l'electorat conservador i que és massa semblant als socialistes per l'electorat progressistes; per tant, si el feixisme ha fracassat com un moviment d'esquerres, pot trobar el seu espai a la dreta. A inicis de 1920 Mussolini es compromet a augmentar el seu propi consens al nord-est, en particular a Trieste, ciutat fronterera on conviuen, no sense friccions, italians i eslaus.
El 24 i el 25 de maig de 1920 Mussolini participa en el segon congrés dels Fasci di combattimento, celebrat al teatre líric de Milà. Al juny es pronuncia a favor de Giolitti, amb el qual es troba a l'octubre per la resolució de la qüestió de Fiume, mentre que culpa l'ordre de retirar les tropes d'Albània, opinant que un acord amb els liberal-conservadors és possible. El 12 de novembre, a l'article Rapallo, es manifesta favorable al tractat italo-iugoslau signat per Giolitti, amb Fiume esdevenint una ciutat lliure.
El gener de 1921 la minoria comunista s'escindeix del Partit Socialista per fundar el Partit Comunista d'Itàlia, que alarma a Mussolini perquè els socialistes, ara situats en una posició més moderada, poden cooperar en el govern de Giolitti, excloent així els feixistes del principal escenari polític. Després d'haver desfilat amb els camicia nera en ocasió dels funerals per les víctimes del terrorisme anarquista al teatro Diana (28 de març), Mussolini demana noves eleccions al líder liberal. Giolitti accepta, amb l'esperança que podrà domar els feixistes a les seves posicions polítiques i els farà servir per afeblir l'oposició.
El futur Duce es presenta com un aliat dels estadistes de Mondovì i dels nacionalistes a les eleccions del 15 de maig de 1921 a les llistes del Bloc nacional antisocialistes: obtenen 35 escons i esdevé diputat per primera vegada, i gràcies a la immunitat parlamentària aconsegueix evitar el procés relatiu als fets de 1919 (conspiració i tinença il·lícita d'armes). Les eleccions van tenir lloc en un clima de violència; es va arribar fins a un centenar de morts i, en moltes zones, aprofitant el favor tàcit de la Policia, els feixistes impedien als partits d'esquerra que poguessin estar als comicis.

#### La cursa vers el poder
El 2 de juliol, mitjançant un article al Popolo d'Italia, Mussolini convidà a socialistes i a populars a unir-se en un pacte de pacificació per tal de finalitzar amb la violència esquadrista. L'acord se signà el 2 d'agost gràcies a la mediació del President de la Cambra Enrico De Nicola; però la violència no cessà a causa del fet que l'execució de l'acord va veure's desafiada pels ras particulars i perquè excloïa els comunistes: la violència continuà i el sentit del pacte quedà buit; i per l'altre costat, a Mussolini no li convenia jugar el paper de pacificador perquè els ras amenaçaven de deixar-lo de costat i destituir l'autoritat del feixisme.
Pel que fa a l'autonomia de la qual gaudien els diversos grups d'esquadristes, Renzo De Felice informà que el futur Duce s'enfrontà amb alguns membres que posaren en dubte la seva posició com a cap del moviment (sobretot Dino Grandi) i no acceptaven la voluntat mussoliniana de presentar-lo com a «normalització» de l'ordre social. Sobre aquest punt de vista és emblemàtic, sempre segons De Felice, el que va escriure Mussolini: «El feixisme pot fer sense mi? Cert! Però jo també puc fer sense el feixisme.»
No obstant això, les divergències van superar-se, i el 7 de novembre se celebrà a Roma el tercer congrés del Fasci di Combattimento, convertint-se en el Partit Nacional Feixista, amb Michele Bianchi com a primer secretari. L'1 de gener de 1922 Mussolini fundà la revista mensual Gerarchia, on col·laborava Margherita Sarfatti, però ja a l'agost anterior havien creat una escola de cultura feixista per tal d'exposar la doctrina.
Al febrer de 1922 Luigi Facta esdevingué Primer Ministre, el darrer liberal abans de Mussolini. El seu nomenament va fer el joc dels feixistes, car van donar una nova demostració de la incapacitat del sistema parlamentari democràtic per produir un govern estable i per mantenir l'orde. Sota el seu mandat les incursions de les esquadres feixistes van multiplicar-se, sobretot a les províncies de Ferrara i de Ravenna, atacs on es distingí Italo Balbo.
El 2 d'agost l'esquerra cridà a una vaga contra la violència dels camises negres, que van intervenir per fer-la fracassar: a Milà, per exemple, els esquadrons van dispersar els piquets i van conquerir les cotxeres dels tramvies, fent-los circular regularment i amb la inscripció «Gratis – proporcionat pel Fascio». Però mentrestant, entre el 31 d'agost i el 5 de setembre, les esquadres feixistes van ocupar els municipis d'Ancona, Milà, Gènova, Livorno, Parma, Bolzano i Trento, controlant-los després de violents enfrontaments armats. Es tractà del crescendo de la Revolució Feixista, en la que Mussolini intentà un ambiciós cop d'estat per capturar el poder, explotant el consentiment obtingut dels cercles socials més influents del regne. El 24 d'octubre es passà revista a Nàpols dels 40.000 camises negres allà reunits, afirmant el dret del feixisme a governar Itàlia.

#### Marxa sobre Roma

Mussolini i els camises negres durant la Marxa sobre Roma de 1922.

Molts van convèncer-se que el diàleg amb Mussolini s'havia convertit en quelcom inevitable: Giovanni Amendola i Vittorio Emanuele Orlando van pensar en una coalició de govern que incloïa també els feixistes, i Nitti, que esperava a la Presidència del Consell per formar una aliança amb Mussolini per tal d'afeblir el seu oponent Giolitti.
Només Giolitti, d'acord amb Mussolini, era l'únic que podia impedir l'èxit del feixisme: Facta l'instà en repetides ocasions que intervingués, però el gran home de la política italiana va anunciar-li que no es molestaria si no prenia directament les regnes del govern (aquest seria un error que posteriorment lamentaria). Els feixistes van persuadir-lo prometent-li la presidència del Consell i els acreditaren amb el món industrial milanès.
Entre el 27 i el 31 d'octubre de 1922 la «Revolució Feixista» tindria el seu punt culminant amb la «Marxa sobre Roma», realitzada per grups de camises negres provinents de diferents zones d'Itàlia i dirigits pels quadrumviri (Italo Balbo, Cesare Maria De Vecchi, Emilio De Bono i Michele Bianchi). La xifra de participants mai no s'ha establert amb certesa, però segons les fonts, aquesta oscil·là entre les 30.000 i les 300.000 persones.
Mussolini no va participar directament a la Marxa, car temia una intervenció repressiva de l'exèrcit que portaria al fracàs. Va quedar-se a Milà (on una trucada telefònica del prefecte va informar-lo del resultat positiu), marxant només a Roma en assabentar-se de l'èxit de l'acció. A Milà, la nit del 26 d'octubre, Mussolini fa front a l'opinió pública assistint a «Cigno» de Molnár al Teatro Manzoni. Aquells dies, en realitat estava tractant amb el govern de Roma sobre les concessions que estava disposat a fer al feixisme, i el futur líder no estava segur del resultat que hauria obtingut la Marxa.
El Rei Víctor Manuel III, davant l'oposició de Mussolini a qualsevol compromís (el 28 d'octubre rebutjà la cartera d'Exteriors) i pel suport que mostraven els alts funcionaris i empresaris al Feixisme, els quals veien en Mussolini a l'home fort que podia portar l'ordre al país normalitzant la situació social italiana, no proclamà l'estat de setge proposat pel Primer Ministre Luigi Facta i pel general Pietro Badoglio, sinó que encarregà a Mussolini que formés un nou govern de coalició (29 d'octubre). Si el rei hagués acceptat el consell de Facta i Badoglio, no hi havia esperança pels camises negres, car el mateix De Vecchi havia optat per la fidelitat al Rei.

### Mussolini President del Consell de Ministres
Com a Primer Ministre, els primers anys del mandat de Mussolini es caracteritzaren per un govern de coalició de dretes compost per feixistes, nacionalistes, liberals i dos clergues catòlics del Partit Popular. Els feixistes construïren una petita minoria als seus primers governs. L'objectiu domèstic de Mussolini era l'establiment eventual d'un estat totalitari amb ell mateix com a líder suprem (Il Duce), un missatge que va ser articulat pel diari feixista Il Popolo, ara editat pel germà de Mussolini, Arnaldo. El 16 de novembre Mussolini es presentà a la Cambra i pronuncià el seu primer discurs com a President del Consell (el Discurs de Bivac), en el que va dir:
| « | Senyors! Això que faig avui en aquesta cambra és un acte formal de respecte cap a vostès i pel qual no hi ha d'haver cap reconeixement especial. De fa molts anys, de fet, massa anys, les crisi de govern es plantejaven i es resolien en aquesta cambra mitjançant unes maniobres més o menys tortuoses i emboscades., tant que una crisi venia degudament qualificada i un assalt al ministeri es representava per una gastada diligència. Ara bé, per segona vegada en una dècada el poble italià, la seva part millor, ha pres un ministeri i se li ha donat un ministeri, per sobre i contra de qualsevol designació del Parlament. La dècada de la qual us parlo va del maig de 1915 a l'octubre de 1922. Deixo als malenconiosos zeladors del constitucionalisme la tasca de parlar-ne. Jo sostinc que la revolució té els seus drets. Puc afegir, perquè tothom ho sàpiga, que jo sóc aquí per defensar i potenciar en la màxima potència la revolució dels "camises negres", inserint-la íntimament com una força pel desenvolupament, el progrés i l'equilibri a la història de la nació. Vaig negar-me a guanyar a lo gran i vaig poder-ho fer. M'han imposat límits. M'han dit que la millor ensenyança és aquella que no t'abandona amb la victòria. Amb tres-cents mil homes armats fins a les dents, decidit i gairebé disposat místicament, podria castigar a tots aquells que m'han difamat i que han volgut difamar el Feixisme. Podria convertir aquesta Cambra en un bivac sord i gris: podria lligar el Parlament i constituir un govern exclusivament format per feixistes. Podria, però aquesta primera vegada, no ho he volgut. | » |

Mussolini rebé l'aprovació amb 316 vots favorables, 116 en contra i 7 abstencions; obtenint poders dictatorials legislatius per a un any (legal sota la constitució italiana d'aquella època). Davant dels resultats favorables Giovanni Giolitti, Vittorio Emanuele Orlando, Luigi Facta, Antonio Salandra i Francesco Saverio Nitti abandonaren l'hemicicle en senyal de protesta. El 24 de novembre va obtenir poders plens en els àmbits econòmic i administratiu fins al 31 de desembre de 1923, a «fi de restaurar l'ordre». El 15 de desembre es reuní per primera vegada el Gran Consell del Feixisme. El 14 de gener de 1923 els camicie nere s'institucionalitzaren mitjançant la creació de la  Milizia Volontaria per la Sicurezza Nazionale, integrant-les a les Forces Armades. El 9 de juny presentà a la Cambra la Llei Acerbo, que transformava Itàlia en una única circumscripció nacional. També garantia una majoria de dos terços dels escons al Parlament al partit o al grup de partits que hagués obtingut un mínim del 25% dels vots. (aquesta llei s'aplicà a les eleccions del 6 d'abril de 1924. «L'Aliança Nacional», formada per feixistes, vells liberals i d'altres, va obtenir el 64% dels vots, principalment gràcies a la violència i a la intimidació. Aquestes tàctiques van ser habituals especialment al sud.); aprovant-se el dia 21 de juliol. També al juliol, i gràcies al suport britànic, la Conferència de Lausana reconegué el domini italià sobre les illes del Dodecanès, ocupades el 1912.
El 28 d'agost tingué lloc la massacre de Giannina, on l'expedició militar Tellini, que havia de definir la línia fronterera entre Grècia i Albània, van ser massacrats. Mussolini envià un ultimàtum a Grècia exigint reparacions i, després de la negativa del govern grec, ordenà a la Marina que ocupés Corfú. Amb aquesta acció, el nou President del Consell demostrà que volia seguir una política exterior forta i, al final, la Societat de Nacions es demostrà impotent i Grècia va veure's obligada a satisfer les exigències italianes (després que els italians abandonessin l'illa).
El 19 de desembre presidí la signatura de l'acord entre la Confindustria i la Confederació de les Corporacions Feixistes. El Reial Decret 284 de 30 de desembre de 1923 establí la creació dels Ents Comunals d'Assistència (Enti Comunali di Assistenza - ECA) amb competències de «coordinar totes les activitats, públiques o privades, destinades a ajudar els indigents, proporcionant-los cura si és necessari i, si és possible, mitjançant la promoció de l'educació, la instrucció i la bona voluntat de les professions, arts i oficis». Es veié unificat en dos ents territorials destinats a l'assistència sanitària i material dels pobres i dels nens abandonats mitjançant Reial Decret 383 del 3 de març. En política i economia social, aprovà legislació que afavorí els grans industrials i les classes agràries (privatitzacions, liberalitzacions de les lleis de lloguers i desmantellament dels sindicats).
El 27 de gener se signà el Tractat de Roma entre Itàlia i Iugoslàvia, mitjançant el qual els iugoslaus reconeixien que Fiume era italiana. De resultes d'aquest tractat, el Rei conferí a Mussolini el Collar de l'Anunciació. A partir del 7 de febrer, el govern italià establí relacions diplomàtiques amb la Unió Soviètica. Un acord amb el Regne Unit va permetre a Itàlia adquirir la regió de Oltregiuba, que va ser annexionada a la Somàlia Italiana. El 24 de març es realitzà el primer intent de retransmetre per ràdio un discurs polític.
A les eleccions del 6 d'abril de 1924, la Lista Nazionale (coneguda com a «Listone») va obtenir el 60,% dels vots i 356 diputats (que després de la mort de Giuseppe De Nava van reduir-se a 355, car no va ser substituït); als que s'afegiren el 4,8% dels vots i 19 escons aconseguits per la «Segona Llista». En general, les dues llistes del govern aconseguiren el 64,9% dels vots, aconseguint 375 parlamentaris, dels quals 275 estaven inscrits al Partit Nacional Feixista. A més de la llista del PNF la majoria del «Listone» eren liberals i demòcrates (incloent-hi a Vittorio Emanuele Orlando, Antonio Salandra, i Enrico De Nicola, que retirà la seva candidatura abans de les eleccions), un expopular expulsat del partit, demosocials i sards filofeixistes i nombroses personalitats de la dreta italiana.
Les eleccions es portaren a terme enmig d'un clima general de violència i intimidació, malgrat les crides reiterades de Mussolini a l'ordre i els telegrames enviats als prefectes perquè impedissin qualsevol intimidació, provocació i agressions, que podrien haver portat a les forces minoritàries a sol·licitar l'anul·lació de les eleccions. Al mateix temps, Mussolini havia demanat telegràficament als prefectes que no s'escatimessin esforços per assegurar la victòria de la Llista Nacional, mitjançant la persuasió dels indecisos i la lluita contra l'abstencionisme, mitjançant la propaganda i, especialment, mitjançant les manifestacions i les celebracions públiques patriòtiques i religioses, mitjançant les quals els feixistes locals podien presentar-se com els únics que tenien la legitimitat de representar la nació.

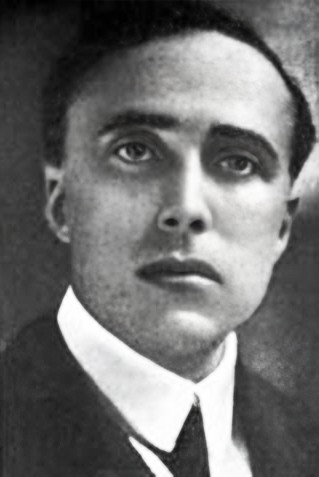
El líder socialista Giacomo Matteotti va ser assassinat pocs dies després que denunciés la violència feixista durant les eleccions de 1924.

Les eleccions van concloure amb una victòria aclaparadora de la Llista Nacional, superant les expectatives de Mussolini, que sobre la base de les informacions rebudes pels prefectes s'esperava un resultat de poc més del 50%. El «Listone» va obtenir un 64,9% a escala nacional, suficient per aconseguir per si sola la majoria del 65% requerida per la Llei Acerbo pel partit amb una majoria relativa. La derrota de l'oposició portava el segell antifeixista, i encara que els antifeixistes van fer un atac intens contra la violència i les il·legalitats comeses pels feixistes i els òrgans de l'estat alineats al feixisme. Només alguns diaris van reconèixer la victòria electoral del bloc nacional. Els abusos, els fraus i la violència perpetrada pels feixistes van ser denunciats el 30 de maig pel diputat socialista Giacomo Matteotti, que en un dur discurs a la Cambra demanà anul·lar els resultats de les eleccions. El discurs provocà una sessió agitada, i Matteotti va ser detingut en diverses ocasions, sobretot per Farinacci, qui culpà a l'oposició de les il·legalitats comeses pel moviment antifeixista, mentre que la majoria i l'oposició s'intercanviaven acusacions mútuament. Alguns membres de la Llista Nacional abandonaren l'hemicicle com a protesta per les acusacions de Matteoti.
El 10 de juny de 1924 Matteoti va ser segrestat i assassinat en mans d'esquadrons feixistes. El fet causà una gran torbació a tot el país i els partits d'oposició respongueren tímidament o generalment quedaren sense resposta. Molts dels socialistes, liberals i moderats boicotejaren el Parlament a la Secessió de l'Aventí, esperant que obligarien al Rei que despatxés a Mussolini. Malgrat el lideratge de comunistes com Antonio Gramsci, socialistes com Pietro Nenni i liberals com Piero Gobetti o Giovanni Amendola, mai no s'arribà a cristal·litzar un moviment antifeixista. Tot i que la premsa, l'oposició i alguns dels seus aliats senyalaren a Mussolini com l'ideòleg, no va ser imputat al judici, que va condemnar a 6 anys de presó per homicidi a 3 militants feixistes (Amerigo Dumini, Albino Volpi i Amleto Poveromo), que segons la sentència havien actuat per iniciativa pròpia. Mussolini ordenà que es tapés, però diversos testimonis van veure el cotxe que es va fer servir per transportar el cos de Matteotti aparcat fora de casa seva, la qual cosa enllaçava amb Dumini a l'assassinat. La crisi de Matteotti provocà proclames per la justícia i contra l'assassinat d'un crític contra la violència feixista; però la violència política dels squadristi havia treballat, i no va haver-hi cap manifestació en protesta per l'assassinat de Matteotti. Mussolini posteriorment confessaria que una colla d'homes decidits podrien haver alterat l'opinió pública i iniciar un cop que hagués fet fora el feixisme. Dumini va ser empresonat dos anys. Al seu alliberament Dumini afirmà que Mussolini n'era el responsable, motiu pel qual passà més temps a la presó. Durant els següents 15 anys, Dumini rebé una pensió de Mussolini, del Partit Feixista i d'altres fons. El procés davant el Tribunal Suprem del Regne contra Emilio De Bono no involucrà a Mussolini. Malgrat el fet que alguns exponents de la historiografia contemporània sostenen la responsabilitat de Mussolini a l'homicidi com a director, aquesta és una opinió contestada per Renzo De Felice a la seva biografia de Mussolini, senyalant que aquell va ser el període més corrupte de la seva política i la seva persona.
La tardor de 1924 va estar plena de tensions per a Mussolini: diversos feixistes van anar distanciant-se d'ell, i molts demanaren la seva dimissió, per la qual cosa «el feixisme podia restaurar-se a si mateix lliure de les responsabilitats dels poders suprems» (com el Ministre d'Hisenda De Stefani, que presentà la seva dimissió, rebutjada per Mussolini). La publicació del «memoriale Rossi» (potser volgut per Mussolini) portà una nova acusació, però per les incoherències internes Mussolini va obtenir una beneficiosa campanya de premsa a favor seu. Mussolini es limità a cedir durant l'ínterim el ministeri d'Interiors a Federzoni, que va haver de fer front a la repressió de tot el moviment espontani de l'oposició i dels squadristi (que després de l'assassinat de Matteotti van matar com a venjança a Armando Casalini, que tornava a casa amb la seva filla, el 12 de setembre de 1924 es reconstituïren algunes squadracce i es va reprendre la violència arbitrària).
Mentre que la situació es tornava cada cop més tensa i agitada, circulant fins i tot rumors segons els quals Mussolini pensava a donar un cop d'estat per resoldre la qüestió; una tesi que De Felice desmenteix: la voluntat inicial de Mussolini era resoldre la crisi dins dels límits de la legalitat constitucional. Després d'una duríssima campanya de premsa portada a terme pels diaris feixistes extremistes, al vespre del 31 de desembre un grup de cònsols de la Milizia encapçalats per Aldo Tarabella i per Enzo Galbiati es dirigiren al Palazzo Chigi. L'enfrontament verbal va ser molt violent: els esquadristes acusaren a Mussolini de voler desfer-se'n de la Milizia i del partit i l'amenaçaren amb un pronunciamiento . A Florència, mentrestant, s'havien reunit més de deu mil  squadristi , preparats per a l'acció violenta: van cremar la seu del Giornale nuovo, així com d'altres seus antifeixistes, i van assaltar la presó de Murate, on estaven tancats els feixistes que havien estat presoners. Enmig de tota aquesta situació, el Rei restà en silenci i ordenà a l'Exèrcit que no es mogués. Mussolini, en aquell moment, decidí jugar gros: aprofità la letargia del rei per deixar l'oposició fora del joc, reafirmant el seu poder que trontollava i satisfent els partidaris de la línia dura, alhora que donava un cop mortal.
Davant la gran indecisió de l'oposició i la pressió dels seus companys més radicals (principalment Balbo, Farinacci i Bianchi), el 3 de gener de 1925, Mussolini va pronunciar un truculent discurs davant la Cambra sobre l'assassinat de Matteotti), en el que es responsabilitzà de la violència dels squadristi; i acceptava ser portat davant un tribunal especial si se'l considerava còmplice de l'assassinat, després de rebutjar totes les acusacions sobre l'homicidi, exposà la història de la revolució feixista, les lluites internes i l'ascensió al poder, arribant a desafiar a la Cambra sobre si el feixisme no era més que una «colla de criminals», que es preparessin immediatament «la corda i el sabó» per penjar-lo allà mateix i concloent, per reafirmar el seu poder, que volia assumir «tota la responsabilitat històrica, política i moral» del moment en què tingué lloc l'assassinat. Va prometre una ofensiva contra els dissidents. Abans del seu discurs, els destacaments de la  Milizia atacaren l'oposició i evitaren la publicació dels seus diaris. Mussolini correctament havia previst que tan aviat l'opinió pública el veiés controlant als indecisos, la majoria silent es posaria darrere seu.
L'endemà que Mussolini va fer que Federzoni cursés una sèrie de telegrames als prefectes abocant per a una aplicació més estricta de qualsevol motí o tumult de qualsevol facció, especialment dels comunistes i dels subversius, el control de la premsa i després, dirigint-se directament als dirigents de les federacions feixistes, una crida a l'ordre amb una amenaça directa contra els dirigents que haguessin permès els desordres per part dels propis membres del partit.
Al gener s'iniciaren les accions policíaques de segrests de diaris (el primer va ser La conquista dello stato, de l'esquerra feixista), de clausura de les seus i dels cercles de l'oposició (95 seus i 150 exercicis públics de reunió pública, en particular comunistes i del cercle de «Italia libera») i la detenció d'elements sospitosos (van detenir-se 111 «subversius perillosos»). Les dimissions d'alguns membres liberals moderats del govern de Mussolini va ser resposta amb una veloç «ronda de seients», portant als ministeris personalitats destacades del feixisme com l'advocat Alfredo Rocco o Giovanni Giuriati. Aquests homes, liderats per Mussolini, construirien en un any el marc jurídic i operatiu de l'estat dictatorial feixista.

### Mussolini primer ministre: la dictadura feixista
| «                     | Després de la Roma dels Cèsars i la dels Papes, avui hi ha una Roma, la feixista, en la qual es barreja l'antic i el modern i causa l'admiració del món | » |
| — 19 d'abril de 1934. | |   |

Mitjançant la llei 473 del 17 d'abril de 1925 se sancionaren les noves normes higièniques per a les empreses, amb l'obligació d'oferir servei sanitari a l'empresa, que les dones i els nens no haguessin de fer tasques excessives, i que s'informés sobre com es custodiaven les substàncies nocives. El contracte nacional de treball assumia forma de llei i els «patrons» podien estipular contractes individuals amb categoria col·lectiva només si es milloraven les condicions pels treballadors. En compliment d'aquesta llei es constituí la Inspecció d'Empreses. Mitjançant el Reial Decret 582 de l'1 de maig de 1925 es fundà l'Opera Nazionale Dopolavoro (OND), amb l'objectiu de «promoure un ús sa i rendible de les hores de lleure dels treballadors manuals i intel·lectuals amb l'objectiu de desenvolupar el seu potencial físic, intel·lectual i moral».

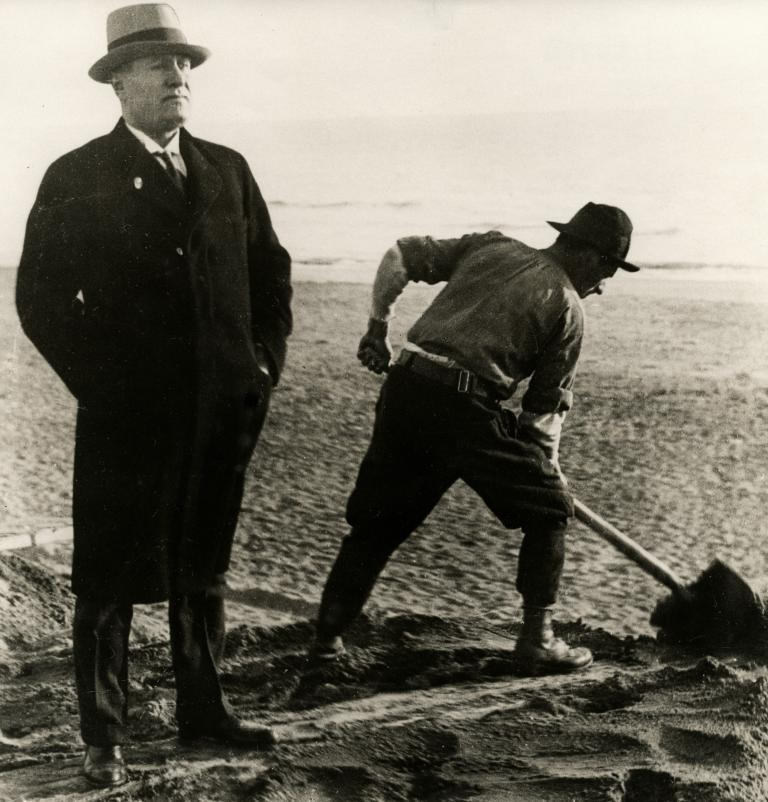
Mussolini amb un treballador cavant.

Mussolini llançà diversos programes de construcció pública i iniciatives governamentals per tot Itàlia per combatre els entrebancs econòmics o els nivells d'atur. L'11 de juny de 1925 el President del Consell anuncià l'inici de la «Batalla pel Blat», en què s'establiren 5.000 granges noves i 5 noves ciutats agrícoles (entre elles Littoria i Sabaudia) sobre les terres adquirides dessecant els Aiguamolls Pontins. La campanya tenia com a objectiu aconseguir l'autosuficiència italiana pel que fa a la producció de blat (la importació del qual era la causa directa del 50% de dèficit de la balança de pagaments) i, més generalment, de tots els productes agrícoles. Tot i que l'objectiu de l'autosuficiència no va aconseguir-se, sí que va assolir-se un èxit notable en termes d'augment de producció. A Sardenya es fundà una ciutat agrícola model anomenada Mussolinia, però posteriorment passà a anomenar-se Arborea. Aquesta va ser la primera del que Mussolini esperava que hi hauria milers de nous assentaments agrícoles pel país. La «Batalla pel Blat» va distreure valuosos recursos per la producció de cereals d'altres econòmicament més viables. Els terratinents van llaurar blat sobre terra apte usant tots els avantatges de la ciència moderna, i malgrat que s'incrementà, els preus van pujar, el consum caigué i s'imposaren altes tarifes. Les tarifes van provocar una ineficàcia generalitzada i els subsidis que el govern concedí als grangers no va fer més que augmentar el deute de l'estat. L'agricultura havia perdut rendibilitat, i registrà una pèrdua dels mercats d'exportació pels productes agrícoles de major valor, a causa que moltes zones destinades a altres cultius van ser sembrades de cereals.

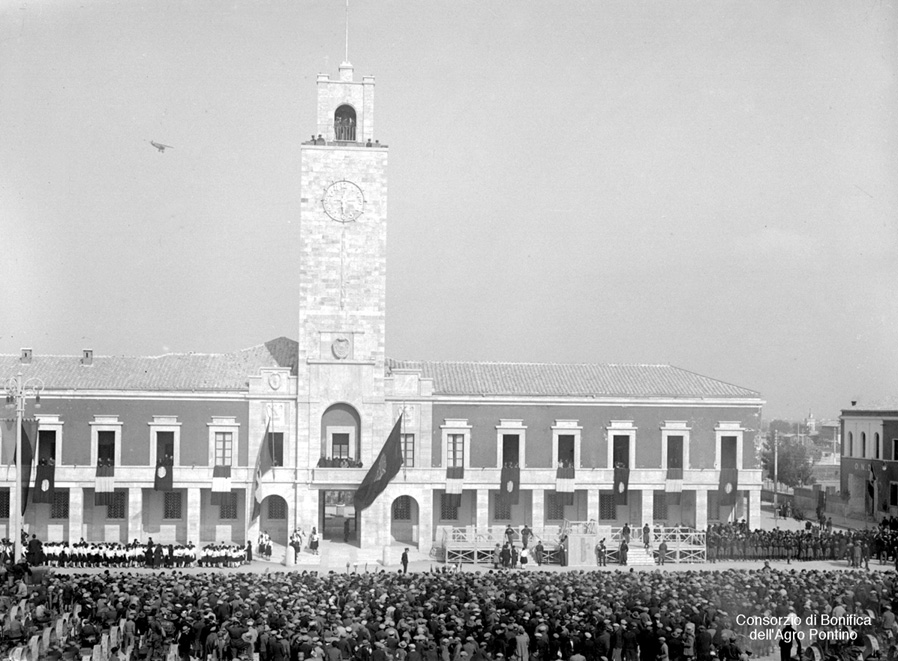
La inauguració de Littoria el 1932.

Més fortuna va tenir el projecte de recuperar els terrenys d'aiguamolls encara existents a la península italiana (incloses els Aiguamolls Pontins), que es portà a terme entre 1928 i 1932. Els nous municipis van néixer sovint amb relació a un destí econòmic determinat (Carbonia, per exemple, va ser fundada per explotar les vetes de carbó de la zona). La rehabilitació també va permetre la implementació d'un programa de salut eficaç que va permetre erradicar la malària, aconseguint-se resultats significatius també en la lluita contra la tuberculosi, la verola, la pel·lagra i la ràbia.
El 21 de juny de 1925 va tenir lloc el quart i darrer congrés del Partit Nacional Feixista, on Mussolini invità els camicie nere a abandonar definitivament la violència. Molts dels esquadristes van quedar reduïts a la impotència a final d'any gràcies a la reforma de la policia (la qual cosa permeté reforçar el poder de l'executiu), però la història de Giovanni Amedola i Piero Gobetti, que van morir tràgicament a inicis de 1926, demostrà que els esquadrons encara estaven actius.
El 18 de juliol Itàlia i Iugoslàvia van signar el Tractat de Neptú per definir les seves fronteres a la Dalmàcia; al mateix període, de resultes de la decisió d'italianitzar el Tirol del Sud, que sovint es realitzà de manera brutal (el mateix Mussolini parlà de la deportació en massa de les minories lingüístiques), el govern italià posà en perill durant un temps les relacions diplomàtiques amb Àustria.
Per tal de guanyar el control del sud del país, el 20 d'octubre Mussolini nomenà a Cesare Mori prefecte de Palerm, amb poders extraordinaris i jurisdicció sobre tota Sicília, amb la missió d'eliminar el fenomen mafiós existent a l'illa a qualsevol preu. El «prefecte de ferro», tot i que emprà mètodes il·legals (no dubtà en posar setge a les ciutats, en torturar o retenir dones i nens com a ostatges per obligar els sospitosos a rendir-se), amb el suport explícit de Mussolini, va obtenir resultats significatius i les seves accions s'estengueren durant el bienni 1926-27. Al telegrama Mussolini va escriure a Mori:
Vostra Excel·lència té carta blanca; l'autoritat de l'Estat ha de ser absolutament, repeteixo absolutament, restablert a Sicília. Si les lleis encara en vigència li impedeixen fer-ho, no hi ha problema, ja farem lleis noves.
Entre les «víctimes excel·lents» figuraren personalitats com el general de cos d'exèrcit Antonio de Giorgio, que tot i que podia aconseguir entrevistar-se en privat amb Mussolini, no li evitaria la jubilació anticipada. Ben aviat, però, els cercles polítics de la zona feixista començarien una política de connivència amb la Màfia, iniciant una activitat d'expedientació, les investigacions de Mori i del fiscal general Luigi Giampietro sobre l'ala radical del feixisme, amb la participació d'Alfredo Cucco, un dels màxims exponents del feixisme a l'illa. Cucco seria expulsat del Partit Feixista el 1927 per «indignitat moral» i sotmès a judici acusat de rebre diners per afavorir la Màfia, tot i que va ser absolt quatre anys després, però per llavors el feixisme sicilià havia estat decapitat dels seus elements més radicals. L'eliminació de Cucco de la vida política de l'illa afavorí l'assentament al Partit Feixista dels latifundistes de l'illa, afiliant-se a si mateixos o en connivència amb la Màfia.
A aquestes accions s'afegí l'anomenada de les «cartes anònimes», que innundaren els despatxos de Mussolini i del ministeri de justícia Alfredo Rocco, advertint de l'exasperació dels habitants de Palerm i amenaçant de revoltes, si el treball massa moralista de Giampedro no es moderava. Al mateix temps el procés a Cucco revelà un escàndol, en el qual Mori va ser representat pels advocats de Cucco com un perseguidor polític i el 1929 decidí rellevar a Mori, nomenant-lo Senador. La propaganda feixista afirmà orgullosa que la Màfia havia estat derrotada, però el treball de Mori i Giampietro va tenir uns efectes dràstics només en les xifres de segon terme, deixant intacta el que es considerava la cúpula (formada pels notables, latifundistes i polítics), els quals podien reaccionar mitjançant l'eliminació de Cucco i, per tant, instal·lar-se dins de la federació del feixisme sicilià.

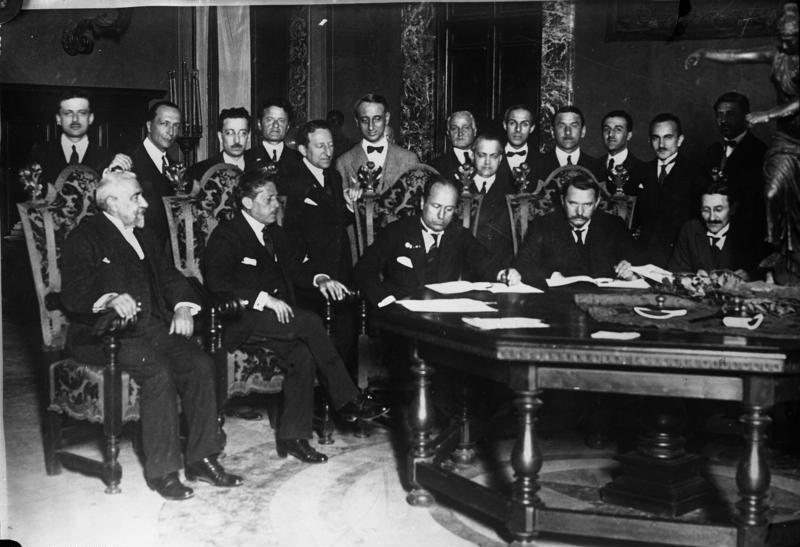
Mussolini amb una delegació russa al Palazzo Chigi, 2 de febrer de 1924.

Encara que alguns autors sostenen que Mussolini havia retirat a Mori perquè les seves inquisicions apuntaven massa a dalt, dirigides a colpejar els interessos i les connexions entre l'Estat i la Màfia. Aquesta tesi, però, és rebutjada per molts autors, com Alfio Caruso.
Entre 1925 i 1926 es promulgaren les lleis feixistíssimes, inspirades pel jurista Alfredo Rocco, destinades a desmantellar progressivament totes les restriccions constitucionals i convencionals al seu poder, construint un estat policial. La llei 2029 del 26 de novembre de 1925 establia que els òrgans col·lectius que operaven a Itàlia (associacions, instituts i organitzacions) havien, a sol·licitació de les Autoritats de la Seguretat Pública, havien de declarar els estatuts, constitucions, reglaments interns i les llistes de mèrits i dirigents, amb risc de si ho ometia o si lliurava informació incorrecta, de ser dissolt, ser sancionat amb una multa d'entre 2.000 i 30.000 lires. D'aquesta manera, el govern disposava d'un mapa detallat del tipus i del nombre d'organitzacions no-governamentals existents.

Estendard de Benito Mussolini.

La llei 2.300 de 24 de desembre de 1925 requeria que tots els funcionaris públics que es neguessin a jurar fidelitat a l'Estat italià serien destituïts. La Llei 2263 modificà el títol de Mussolini de «President del Consell de Ministres» al de «Cap del Govern Primer Ministre Secretari d'Estat»; el «cap del govern» era nomenat i revocat només pel Rei i era responsable només davant de si mateix. Els ministres passaven a ser responsables tant davant del Rei com de Mussolini (a la pràctica era impossible governar contra la voluntat expressa del Parlament; i la Llei de la Vigília de Nadal acabà amb aquesta pràctica, a més de fer de Mussolini l'únic competent per determinar l'agenda del cos.). La Llei de Premsa de 31 de desembre de 1925 reconeixia com a il·legals tots els diaris que no tinguessin un responsable reconegut pel prefecte (i, indirectament, per Mussolini). La llei 100 del 31 de gener de 1925 atribuïa a Mussolini, com a Cap del Govern, la facultat de promulgar lleis.
Amb la llei 237 del 4 de febrer de 1926 s'eliminaren els ordenaments municipals i els consells comunals i els batlles, sent substituïts aquests darrers per la figura del podestà, qui exercia les funcions del batlle, de la junta i del consell comunal, sent nomenat mitjançant reial decret de l'executiu. El 3 d'abril de 1926 s'abolí el dret a la vaga i s'establí que els convenis col·lectius només podien ser estipulats pels sindicats legalment reconeguts per l'Estat; i en aquest context, el 8 de juliol de 1926 es constituí el Ministeri de Corporacions, del qual Mussolini assumí la cartera.
Mentrestant, Mussolini imposà a l'Albània d'Ahmet Zogu una forma no oficial de protectorat. A més, Itàlia s'uní al Tractat de Locarno per la garantia de les fronteres i la seguretat general. L'abril del 1926, en un discurs a Trípoli (Líbia), Mussolini avançà la idea del mare nostrum (és a dir, una talassocràcia italiana sobre la Mediterrània), i creà una gran base naval a l'illa grega de Leros per reforçar la presència estratègica a la Mediterrània oriental; i contraposà per primera vegada feixisme i democràcia. També el 1926, els límits de Líbia van ser redefinits a favor d'Itàlia, adquirint, entre d'altres, el Fezzan.
El 3 d'abril es fundà l'Opera Nazionale Balilla (ONB), amb el propòsit de «reorganitzar la joventut des d'un punt de vista moral i físic», o per l'educació espiritual i cultural, així com per la instrucció pre-militar, de gimnàstica i esport, professional i tècnica dels joves italians entre 8 i 18 anys. El 1927 tota la resta d'agrupaments juvenils van ser dissoltes per llei, a excepció de la Joventut Catòlica Italiana. El 1937 la ONB seria substituïda per la Gioventù Italiana del Littorio (GIL).
El 18 d'agost el Duce pronuncià un discurs a Pesaro on proclamà que, per combatre la devaluació, el canvi lira-lliura esterlina s'establiria en la fatídica «Quota 90»: durant el període següent a aquesta declaració la lira continuà caient fins a arribar a un canvi de 150 lires per lliura, però insistí que calia arribar a la taxa de 90 al preu que fos, pel prestigi personal i polític que comportaria a ell personalment, així com al feixisme i a Itàlia, tot i que no li importaven les conseqüències econòmiques pels ciutadans. El ministre d'economia Giuseppe Volpi era conscient que s'havia arribat massa lluny (els valors de les accions queien mentre que augmentaven els costos de producció i el preu de la vida), però Mussolini va mantenir-se ferm i no va voler admetre que estava equivocat. Uns anys després va veure's obligat a acceptar una devaluació massiva, però ningú no podia dir en públic que la «Quota 90» havia estat un error. També va combatre la recessió econòmica introduint la iniciativa «Or per la Pàtria», encoratjant la gent a donar públicament la joieria en or (com collars i anells de casament) al govern, rebent a canvi de polseres d'acer, amb la inscripció «Or per la Pàtria». Fins i tot Rachele Mussolini donà el seu propi anell de noces. L'or recollit va ser fos i convertit en lingots, que van ser distribuïts als bancs nacionals.

Escut del Regne d'Itàlia durant el feixisme, combinant els símbols dels Savoia amb els feixistes.

El 8 d'octubre el General Consell va presentar el nou estatut del Partit Feixista, amb el qual s'abolien les eleccions internes dels membres del Partit. A més, el 12 d'octubre Mussolini assumí el control de la Milícia Voluntària per a la Seguretat Nacional. El 5 de novembre es van dissoldre tots els partits polítics, fora del Partit Feixista, i s'establí la censura sobre les publicacions. S'introduí el confinament policial i la pena de mort per les accions perpetrades contra les principals figures de l'Estat, i s'instituí el Tribunal Especial per la Seguretat de l'Estat. El 30 de desembre el símbol del feix] passaria a ser un símbol de l'Estat.
El 15 de gener de 1927, Winston Churchill, llavors Canceller de l'Erari, va ser rebut a Roma per Mussolini. Mentrestant, Mussolini llançà la campanya a favor del creixement de la població: els solters haurien de pagar un impost especial, i amb motiu del matrimoni l'Estat atorgaria un premi monetari als noucasats, així com ajut financer per l'educació dels infants i excepcions fiscals per a les famílies nombroses (premis de natalitat).
S'instituïren els Grups Universitaris Feixistes (Gruppi Universitari Fascisti - GUF) per a la formació de la futura classe dirigent. El 21 d'abril el Gran Consell aprovà la Carta del Treball per a la reforma de l'economia italiana en el sentit corporatiu. El 5 de juny, parlant al Senat, Mussolini reforçà la línia del revisionisme en política exterior, declarant que els tractats estipulats després de la I Guerra Mundial eren vàlids, però no es consideraven eterns ni immutables.
Mitjançant la llei 2693 del 9 de desembre de 1928 s'institucionalitzà el Gran Consell del Feixisme, òrgan suprem del Partit Nacional Feixista (presidit pel mateix Mussolini) i passa a ser l'òrgan constitucional suprem de l'Estat. El 15 de gener de 1928 es fundà l'Ente Italiano Audizioni Radiofoniche (EIAR), un ens estatal amb competència exclusiva sobre la gestió del servei públic radiofònic sobre el territori italià. El 1944 passaria a anomenar-se RAI (Radio Audizioni Italiane).
El 14 de març Mussolini presentà a la Cambra un disseny de reforma (que seria aprovada) per la reducció del nombre de diputats a 400, que haurien estat elegits en un únic col·legi nacional; la confederació nacional del sindicat feixista i les associacions culturals habilitades s'ocuparien de la presentació de les candidatures.
L'11 de febrer de 1929 Mussolini conclouria dècades de disputes per la qüestió romana, signant amb el cardenal Peitro Gasparri els Pactes del Laterà, mitjançant el qual l'Església Catòlica reconeixia finalment l'estat italià, i l'estat italià reconeixia la independència de la Ciutat del Vaticà. El Pacte va ser ratificat per la Cambra al maig. El tractat de 1929 incloïa una previsió segons la qual el govern italià protegiria l'honor i dignitat del Papa perseguint els ofensors. El 1927, Mussolini tornar a ser batejat per un capellà catòlic per alleugerir certes crítiques de l'oposició catòlica, que encara era crítica. Després de 1929, Mussolini, amb les seves doctrines anti-comunistes, va convèncer molts catòlics per a donar-li suport activament. A l'encíclica Non abbiamo bisogno de juny de 1931 però, el Papa Pius XI atacà el règim feixista per les seves polítiques contra l'Acció Catòlica i certes tendències per anul·lar l'educació catòlica.
A les eleccions del 24 de març de 1929, per renovar la Cambra de Diputats, es realitzà un plebiscit que finalitzà amb la victòria de Mussolini. Els electors van ser cridats a votar «si» o «no» per aprovar una llista de diputats decidits pel Gran Consell del Feixisme. La consulta es va realitzar en un ambient intimidatori: les paperetes amb el «sí» eren tricolors, mentre que les del «no» simplement eren blanques, reconeixent-se així què votava la gent. La participació va ser del 90%, i els vots favorables a la llista proposada va ser del 98,4%.
El 2 d'abril el Duce es reuní amb el Canceller de l'Erari britànic Neville Chamberlain i, a final d'any, la seu del govern es traslladà del palazzo Chigi al palazzo Venezia. El 1930 Itàlia signà un tractat d'amistat amb Àustria. El gener de 1931 Mussolini, a una entrevista al diari anglès Daily Mail, va remarcar la necessitat d'una revisió dels tractats de pau de la Gran Guerra. El 9 de juliol rebé el Secretari d'Estat dels Estats Units Henry Lewis Stimson, mentre que a l'octubre rebia Mahatma Gandhi al Palazzo Venezia. Entre el 23 de març i el 4 d'abril de 1932 Mussolini es reuniria en diverses ocasions amb Emil Ludwig, qui escriuria Converses amb Mussolini.
Durant aquest període començaria a abandonar la relació sentimental amb Margherita Sarfatti; i a inicis de 1932 va conèixer a Claretta Petacci.
El 12 d'abril es presentà a la Fira Internacional de l'Automòbil de Milà el nou FIAT Balilla, el qual Mussolini volia que es convertís en l'automòbil de tots els italians; a partir d'aquí s'afavoriria la publicitat, tot i que no s'assolirien els resultats esperats (Adolf Hitler adoptaria una iniciativa semblant amb el Volkswagen Escarabat)
Al juny es publicà a Enciclopedia Treccani l'article Feixisme, signat per Mussolini i escrit conjuntament amb Giovanni Gentile; on s'explicava la doctrina del Partit Feixista. En ocasió del desè aniversari de la «Revolució Feixista», el 28 d'octubre s'inaugurà la (actual), i va tornar a ser possible afiliar-se al Partit Feixista, car no era possible fer-ho des de 1928. El 18 de desembre Mussolini inaugurà Littoria (futura (Latina), la primera de les ciutats noves construïdes als Aiguamolls Pontins, dessecats durant els anys anteriors.
El 29 de març de 1933 es reuní a Roma amb el ministre de propaganda alemany Joseph Goebbels. Per iniciativa de Mussolini, el 4 de juny se signà a Roma el Pacte a Quatre entre Itàlia, França, el Regne Unit i Alemanya, segons el qual aquests quatre estats eren responsables del manteniment de la pau a Europa, així com del respecte als principis i els procediments previstos als estatuts de la Societat de Nacions.
També el 1933 es creà l'Institut Nacional Feixista de la Seguretat Social (Istituto Nazionale Fascista della Previdenza Sociale INFPS), que el 1943 assumiria el nom de INPS, un ens públic amb personalitat jurídica i gestió autònoma amb l'objectiu de garantir la seguretat social als treballadors. Aquell any s'originà el primer sistema real de pensions italià: a càrrec de l'INFPS havia de fer-se l'assegurança (obligatòria) contra la vellesa, estesa només als funcionaris públics (per això reberen el nom de «pensionistes»). El mateix any els casos d'accidents de treball (assegurança obligatòria des del 1898, però limitada a alguns sectors) s'unificà a l'Institut Nacional Feixista per les Assegurances per Accidents de Treball (Istituto Nazionale Fascista per l'Assicurazione contro gli Infortuni sul Lavoro - (INFAIL), rebatejat INAIL el 1943. L'objectiu de les empreses estatals era «exercir l'assegurança contra els accidents de treball i les malalties professionals (part de les quals s'equiparaven jurídicament als accidents de treball), les reassegurances per altres ens autoritzats i assumir funcions i serveis particulars en nom d'ells».
El 5 de febrer de 1934 es crearen les 22 Empreses. El 1934 se celebrà la primera edició de la Littoriali de la Cultura i de l'Art, i s'instituí, a l'àmbit de la tercera edició del Festival Internacional de Cinema de Venècia, la Copa Mussolini, predecessora del Lleó d'Or.
El 14 de març Mussolini es trobà a Roma amb el Canceller d'Àustria Dollfuß i amb el cap del govern hongarès Gyula Gömbös per discutir una revisió dels ents territorials als Balcans. El dia 17 es conclouria el Pacte a Tres amb Hongria i Àustria, amb un objectiu antialemany i antifrancès (els Protocols de Roma).
A les eleccions del 25 de març de 1934 per la renovació de la Cambra dels Diputats, realitzades amb el mateix sistema dels «listone», amb la papereta tricolor pel «sí» i la blanca pel «no», es resolgué en un nou plebiscit: augmentà el nombre dels participants, i els vots negatius van ser 15.201 (el 0,15%).
La Llei 654 del 22 de març de 1934 per la protecció de les treballadores que havien estat mares i la llei 653 del 26 d'abril de 1934 per la protecció de les dones treballadores i dels drets dels nens per la conservació de la feina per a les embarassades, un període de baixa posterior al part, i s'havia de permetre obligatòriament l'alletament (per a les empreses amb més de 50 treballadors havia l'obligació de disposar una habitació per aquesta finalitat). La llei 2316 del 24 de desembre de 1934 establia la creació de l'Institut Nacional de la Protecció de la Maternitat i la Infància (Opera Nazionale per la Protezione della Maternità e dell'Infanzia - ONMI); per finançar les institucions privasdes que operaven als mateixos camps. El 1935 s'instituïa el Dissabte Feixista.

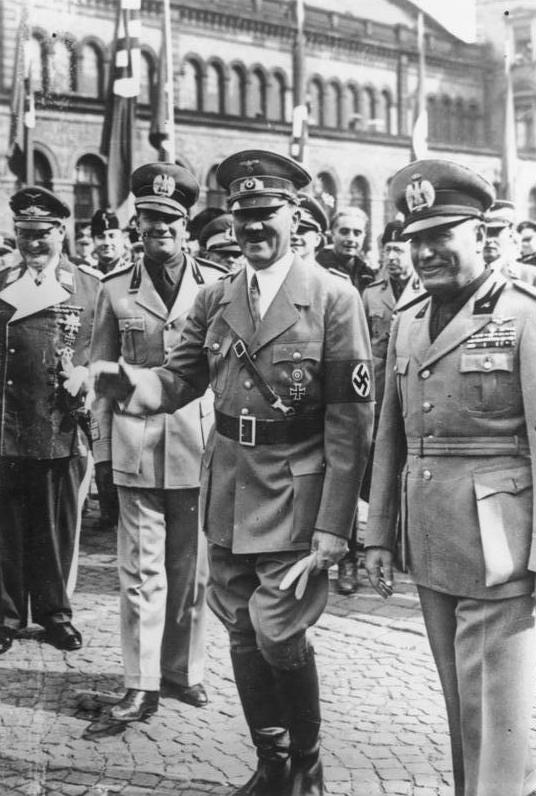
Göring, Ciano, Hitler i Mussolini

El 14 i 15 de juny Mussolini i Hitler es trobaren a Stra i a Venècia, i les converses se centraren principalment sobre la qüestió austríaca (el canceller alemany apuntava a l'annexió d'Àustria). Malgrat això, les relacions entre ambdós seguiren sent tenses: el 25 de juliol, després del fracassat cop d'estat a Àustria (mitjançant el qual l'Alemanya nazi intentava annexionar-se el país) comportà l'assassinat de Dollfuß. La situació es resolgué després que Hitler desistís del seu propòsit. El 21 d'agost Mussolini es trobà amb Kurt von Schuschnigg, successor de Dollfuß. El 6 de setembre, a Bari, es manifestà contrari a la política exterior i la doctrina racial nazi, proclamant que «trenta segles d'història que ens permeten mirar amb pietat suprema certes doctrines més enllà dels Alps».

### Guerres d'Etiòpia, Espanya i l'aproximació vers l'Alemanya nazi
| «                                                              | Finalment Itàlia té el seu imperi! | » |
| — A la constitució de la colònia de l'Àfrica Oriental Italiana |                                    |   |

El tractat entre Itàlia i Etiòpia del 1928, signat amb el beneplàcit de la Gran Bretanya, fixava la frontera entre la Somàlia Italiana i Etiòpia mitjançant una línia distant a 21 milles de la costa del Benadir i paral·lela a ella. Pretenent actuar sota la base d'aquest acord (mentre que els etíops creien que l'acord es referia a «milles imperials», més curtes que les «milles nàutiques»), els italians començaren la construcció d'un fort el 1930 a l'oasi de Ual-Ual, al desert d'Ogaden, destinant-hi com a guarnició tropes somalis comandades per oficials italians. L'oasi va ser elegit pels militars italians com un lloc on estar-s'hi en absència d'altres posicions possibles al desert. El novembre de 1934, tropes regulars etíops, escortant una comissió mixta britànico-etíop per la delimitació de les fronteres, impugnant la invasió italiana. Els britànics, per tal d'evitar un conflicte internacional, abandonaren la comissió i les tropes italianes i les etíops van estar acampades a poca distància les unes de les altres. Als primers dies de desembre, enmig de circumstàncies estranyes, un incident entre italians i etíops costà la vida a 150 soldats etíops i a 50 soldats somalís).
Mussolini exigí una excusa oficial i el pagament d'una indemnització per part del govern etíop, d'acord amb el que s'estableix en un tractat signat el 1928. El negus Haile Selassie I, decidí dirigir-se a la Societat de Nacions el 2 de gener, en virtut a les disposicions de l'acord. Per donar llum a l'afer, es realitzà un arbitri, però les relacions italo-etíops estaven irremeiablement compromeses i Mussolini es referí a l'episodi com a causa per amenaçar amb la guerra i pressionar així a britànics i francesos. Els abissinis ja havien penetrat la frontera anteriorment, per exemple, el 4 de novembre de 1934, quan el cònsol italià a Gondar va ser atacat per un grup armat etíop. Per l'altre costat, eren freqüents i deliberades les incursions italianes. La tensió italo-etíop era deguda al desig italià d'unificar territorialment Eitrea, Somàlia a costa d'Etiòpia i el desig etíop de disposar d'un accés al mar. També cal tenir present que Etiòpia era un dels pocs estats africans independents, és a dir, no controlat per cap potència colonial europea, i un estat ideal per a les ambicions expansionistes de Mussolini.
Entre el 4 i el 7 de gener de 1935 Mussolini es trobà a Roma amb el Primer Ministre francès Pierre Laval, signant acords en virtut dels quals França es comprometia a cedir a Itàlia la Somalia Francesa, a reconèixer la minoria italiana existent a Tunísia (que havia estat objecte de reivindicacions per part dels italians) i de donar suport diplomàtic als italians en cas de guerra amb l'Etiòpia. Laval i Mussolini esperaven que s'establís un apropament entre Itàlia i França, a fi d'establir una aliança davant l'Alemanya Nazi.
El 16 de gener Mussolini assumí la direcció del Ministeri de Colònies. El 19 de gener la Societat de Nacions reconegué la bona fe d'Itàlia i d'Etiòpia a l'incident d'Ual-Ual i decidí que el cas calia ser tractat per les dues parts interessades, però el 17 de març els etíops presentaren un nou recurs, apel·lant a l'article XV de l'organització. A la Conferència de Stresa, celebrada entre l'11 i el 14 d'abril, Itàlia, França i el Regne Unit condemnaren conjuntament la violació del Tractat de Versalles per Alemanya. El 8 de juny, a Cagliari, davant de l'hostilitat mostrada per la Gran Bretanya, Mussolini reivindicà el dret d'Itàlia a aplicar la seva pròpia política colonial. El 18 de setembre, en un article publicat al Morning Post, s'afirmava que no es veurien afectats els interessos francesos i britànics a l'Àfrica Oriental.
En atacar Etiòpia, membre de la Societat de Nacions, Mussolini havia violat l'article XVI de l'organització. Per aquest motiu, la Societat de Nacions, impulsada per França i el Regne Unit (els dos estats llavors més forts i influents) condemnaren l'atac italià del 7 d'octubre. Els Estats Units, a més que condemnaven l'operació italiana, també condemnava les sancions franceses i britàniques, car també posseïen imperis colonials.
El 31 d'octubre de 1937 inaugurà la nova ciutat de Guidonia, un important centre estratègic de recerca aeronàutica amb la DSSE, i Pontinia el 13 de novembre.
El 18 de novembre Itàlia va veure's afectada per les sancions econòmiques (tot i que no se n'havien imposat al Japó per la invasió de Manxúria ni a Alemanya el 1934 per l'intent d'annexionar-se Àustria) imposades per la Societat de Nacions, amb 52 vots favorables (i únicament els vots contraris d'Àustria, Hongria i Albània), en resposta a les quals es promocionaren els programes autàrquics. Les sancions van resultar ineficaces, car nombrosos països, tot i que les havien votat oficialment, mantenien bons tractes amb Itàlia exportant-li matèries primeres. L'Alemanya Nazi va ser un d'aquests, i la Guerra d'Etiòpia representaria l'inici de l'apropament entre Hitler i Mussolini. El 1935 les sancions no s'aplicaven íntegrament per tots els països de la Societat, i el 15 de juliol de 1936 se suprimirien.
La guerra a Etiòpia s'hauria evitat en el cas que la Gran Bretanya hagués tingut una actitud més resolta, car no era conscient que havia concedit a la Itàlia feixista el pretext per a la guerra amb la signatura del Tractat Naval Angloalemany, i perquè volia salvaguardar el Front de Stressa. Les línies de reforç italianes passaven pel Canal de Suez, i un bloqueig britànic del canal hauria capgirat la logística italiana, en haver de circumval·lar Àfrica.

#### Conducció del conflicte i crims de guerra

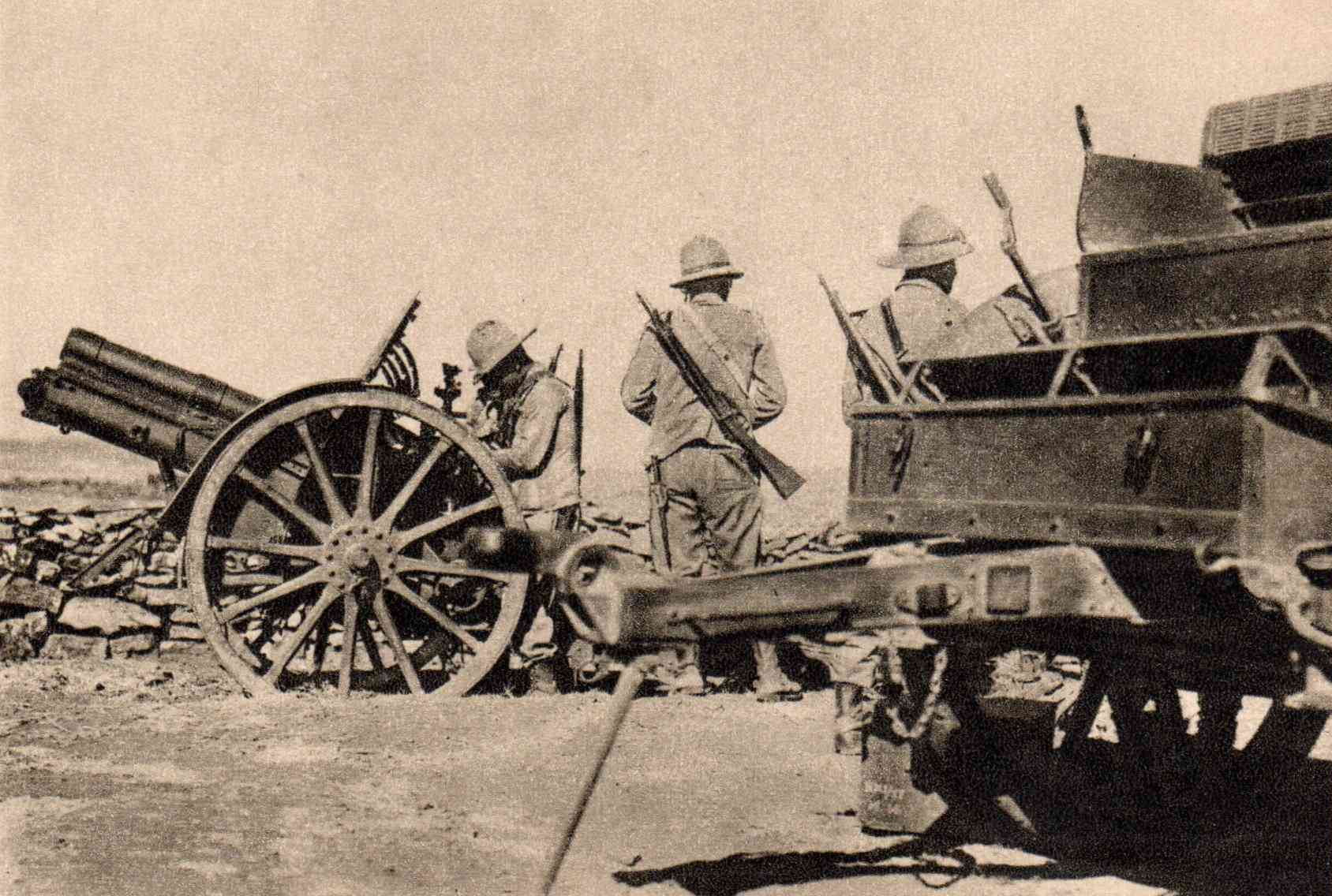
Artilleria italiana a Tembien.

Conscient de la dolorosa derrota patida a Àdua per les tropes italianes, i conscient de la força del seu armament, Mussolini seguí personalment els preparatius i la realització de les operacions armades, que en només 7 mesos comportarien la destrucció de les forces armades del darrer estat independent africà, hereu de l'antic Imperi Etíop.
Per tal d'assegurar-se una victòria ràpida, Mussolini, després d'examinar les peticions dels militars, gairebé triplicà la quantitat d'homes i mitjans: al maig de 1936 hi havia destinats gairebé mig milió d'homes (incloent-hi 87.000, 492 tancs, 18.932 automòbils i 350 aeronaus. A més, els italians disposaven de grans quantitats d'armes químiques, prohibides per la Convenció de Ginebra i portades en secret a Massaua: 60.000 granades d'arsina per artilleria, 1.000 tones de bombes de gas mostassa per l'aviació i 270 tones d'agents químics per a ús tàctic.
Des de l'inici dels combats, el 3 d'octubre, Mussolini assumí la direcció de les operacions, enviant sovint ordres radiotelegrafiades als seus generals allà destinats (Rodolfo Graziani al front sud i Emilio De Bono i Pietro Badoglio al front nord), detallant-los les línies i les ordres operatives, incloent-hi les relatives a l'ús de l'armament químic, l'ús del qual quedava a la seva decisió.
La primera ordre que preveia l'ús d'armes químiques va arribar a Graziani el 27 d'octubre de 1935, per preparar l'assalt a la plaça forta abissínia de Gorrahei, tot i que van ser suficients sis tones de granades convencionals per fer rendir els seus defensors el dia 29. Graziani sol·licità llavors autorització a Mussolini per emprar l'armament químic per a «operacions defensives» (dissenyat per rebutjar l'assalt de l'exèrcit del ras Desta Damteu contra les línies italianes a Dolo, a final de desembre de 1935), el qual va obtenir ràpidament i amb un mandat ampli, fins que les formacions enemigues fossin eliminades.
Entre el 22 de desembre de 1935 i inicis de gener de 1936, Badoglio rebé l'ordre de fer servir les bombes químiques aèries sobre el front Nord, passant a l'ofensiva a Scire. L'ordre, que ja s'estava aplicant (llançant una pluja mortal de gasos contra els civils, el bestiar i les collites) va ser suspesa per motius polítics davant d'una reunió de la Societat de Nacions prevista a Ginebra el 5 de gener. Badoglio, però, va fer cas omís i prosseguí el bombardeig químic fins al dia 7, i novament el 12 i el 18 de gener.
El 19 de gener, Mussolini tornà a autoritzar expressament la guerra química:
| «                                                  | Autoritzo a Vostra Excel·lència a emprar tots els mitjans de guerra, dic tots, siguin aeris com terrestres. Màxima decisió. | » |
| — Telegrama secret de Mussolini a Pietro Badoglio. | |   |

El bombardeig químic de l'artilleria i l'aviació seguí al Front Nord (fins al 29 de març de 1936) i al Sud (fins al 27 d'abril), arribant-se a llançar 350 tones d'arques químiques. En aquest context, cap a la fi del mes de gener, quan malgrat l'ús generalitzat d'armes i vehicles l'exèrcit italià es trobava en grans dificultats (tant que Badoglio, pressionat per les forces del ras Cassa va estar a punt d'ordenar l'evacuació de Macalle), Mussolini no dubtà en preveure l'ús general de les armes químiques. Badoglio expressà la seva oposició, fent veure a Mussolini la reacció internacional que aquest fet provocaria i als propis temors sobre les conseqüències incontrolables de l'ús d'una arma que mai no s'havia experimentat. Mussolini valorà aquestes objeccions i el 20 de febrer retirà la proposta.
L'ús de les armes químiques s'amagà a l'opinió pública italiana, i Mussolini ordenà que es neguessin les poques denúncies que apareixien a la premsa internacional sobre el seu ús com a alimentades per sentiments «anti-italians». Els crims serien negats durant molt de temps, fins i tot després de la guerra, amb personatges com Indro Montanelli, que seguiren la historiografia dictada per Mussolini. El 7 de febrer de 1996, el llavors Ministre de Defensa, general Domenico Corcione, confirmà davant del Parlament l'ús d'armes químiques per part italiana durant la guerra d'Etiòpia.
La conducció de la guerra contra els etíops no es limità a l'ús de l'armament químic, sinó que també el terror s'estengué amb altres instruments, com l'ordre de no respectar els senyals de la Creu Roja de l'enemic, destruint-se un mínim de 17 hospitals de campanya (incloent-ne un de suec, la qual cosa provocà un conflicte diplomàtic) i les instal·lacions mèdiques abissínies, o l'ús de tropes ascaris líbies musulmanes contra la població abissínia de coptes, encara que els italians insistien en el fet que els objectius eren els rebels. Les tropes líbies, que pertanyien a tribus que recordaven la violència dels ascaris eritreus emprats contra els rebels libis durant la guerra italo-turca, van ser responsables de les matances de civils i presoners, fins al punt que el general instituí una recompensa de cent lires per cada presoner viu que se li lliurés.
Els crims continuaren tot i quan la guerra havia acabat, almenys fins a 1940 en contra dels rebels, així contra la població i contra els monjos abissinis als santuaris coptes, que van ser massacrats a centenars a Debra Libanos i a altres llocs. Quan Rodolfo Graziani, el Virrei d'Etiòpia va ser gairebé assassinat durant una cerimònia oficial, amb una bomba de la guerrilla explotant entre el públic, seguí una reacció molt violenta contra les guerrilles, incloent-hi aquelles que eren presoneres sota la Creu Roja Internacional. No va ser fins al final de la campanya de l'Àfrica Oriental el 1941 que Itàlia va perdre els seus territoris a l'est africà davant una coalició de 14 països.

#### Guerra Civil espanyola

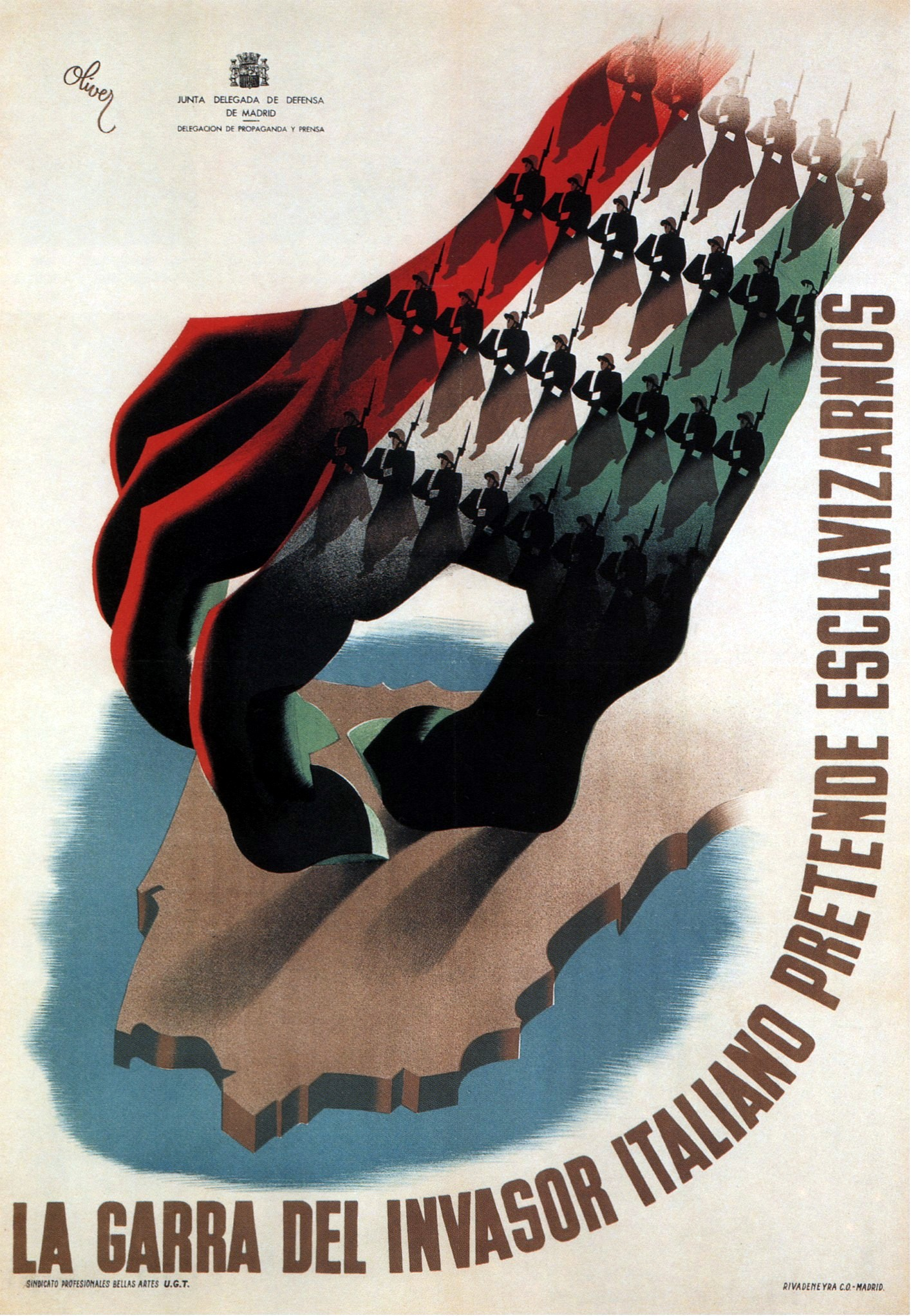
Cartell republicà contra «l'invasor italià».

El 27 de juliol de 1936, amb l'ajut de les gestions fetes pel deposat rei Alfons XIII el primer esquadró d'avions italians enviats per Mussolini, format per 12 Savoia-Marchetti SM.81 (dels quals 3 s'estavellaren creant un incident amb França), arribaren a Espanya;
i entre agost i novembre de 1936 el temor italià que els comunistes prenguessin el poder a Espanya va anar augmentant (Mussolini no estava disposat a permetre que pogués establir-se un règim comunista a Espanya.) A la darrera setmanta d'agost de 1936 el govern italià havia incrementat l'ajut als rebels: ja no només enviava material bèl·lic, sinó que també començà a enviar soldats. Els Nacionals arribarien a disposar durant la guerra de 73.000 soldats del Regio Esercito, tota la flota naval (que dominaria la Mediterrània, torpedinant una part de l'ajut que arribava des de la Unió Soviètica i amb possibilitats de forçar un bloqueig de la República fins a rendir-la) i uns 5.700 membres de la Regia Aeronautica, vitals no només a l'hora de combatre, sinó que també en la formació dels militars revoltats. Els bombarders Savoia-Marchetti SM.79 i SM.81 es demostrarien extremadament mortífers, car tenien la capacitat de bombardejar qualsevol objectiu (marcant primer com a objectiu els ports, les vies de comunicació, fàbriques, etc., i després qualsevol lloc de la rereguarda). El 28 de novembre de 1936 va signar-se un acord secret a Salamanca, segons el qual Franco acceptava la política mediterrània de Mussolini a canvi d'ajut militar. Però les ànsies de glòria de Mussolini van exigir un comandament independent i formacions italianes recognoscibles als camps de batalla, organitzant-se el Corpo di Truppe Volontarie, a les ordres del general Mario Roatta.
El 1937, les furibundes crítiques de Mussolini cap a Franco per com conduïa la guerra van fer que aquest acceptés la creació d'un Estat Major Conjunt germano-italià. En llançar-se la batalla de Guadalajara, 35.000 italians lluitaren de manera conjunta: per a Mussolini això era important, car la victòria significaria glòria per a Itàlia. En començar l'ofensiva, Mussolini va fer una estranya proposta a Franco, que consistia en el fet que, assolida la victòria, els problemes d'Espanya podien quedar resolts amb l'ascens al tron espanyol del Duc d'Aosta (cosí del rei d'Itàlia i net d'Amadeu I). La derrota a Guadalajara, però, va enfurismar tant a Mussolini que proclamà que cap italià tornaria viu d'Espanya llevat que aconseguissin una victòria.
El març de 1938, sense consultar-ho amb Franco, Mussolini ordenà al general Vincenzo Velardi, cap de l'aviació italiana a Mallorca, que bombardegés Barcelona, en un bombardeig que s'estengué durant tres dies i provocà uns mil morts i uns dos mil ferits. El bombardeig provocà un rosari de crítiques internacionals, les quals van divertir a Mussolini, i Ciano senyalà que «[Mussolini] s'ha sentit satisfet pel fet que els italians aconsegueixin suscitar horror per la seva agressivitat en lloc de complaença amb les seves mandolines». Durant la celebració de la trobada de Múnic al setembre de 1938, Chamberlain parlà amb Mussolini sobre la guerra civil espanyola i suggerí la possibilitat que les grans potències fessin una crida per a un armistici; suggeriment a la que Mussolini es mostrà receptiu, car ja no considerava que existís el perill que Espanya caigués sota el domini comunista; però no trigà a oferir a Franco més divisions de refresc, tot i que llavors hi havia 40.000 combatents italians a Espanya.
El gener de 1939 Mussolini ordenà que qualsevol italià capturat que hagués combatut a les files republicanes fos executat immediatament, car els morts no expliquen la història. A inicis de juny de 1939 els italians tornaren al seu país, celebrant-se una desfilada de la victòria a Roma davant del Rei i de Mussolini.
L'ajut militar italià a Espanya va ascendir a més de 8.300 milions de lires, però al maig de 1940 s'acordà que ascendia a un total de 5.000 milions de lires (uns 3.000 milions d'euros).
El fill de Mussolini, Bruno, arribà a l'octubre de 1937 a Espanya i comandà una de les esquadrilles de bombarders S-79 que recolzaven el CTV al front d'Aragó.

#### La victòria a Etiòpia, l'apogeu de Mussolini i del fexisme
El 7 de maig de 1936 Mussolini va rebre de Víctor Manuel III la Gran Creu de Cavaller de l'Orde Militar de Savoia. El rei, condecorant a Musolini amb la màxima condecoració militar del regne, reconegué el paper portat a terme per Mussolini amb la seva direcció directa de la guerra: «El Ministre de les Forces Armades va preparar, va conduir i va vèncer la major guerra colonial que la història recorda». El 9 de maig, des del balcó del Palazzo Venezia, anuncià el final de la guerra d'Etiòpia i proclamà el renaixement de l'Imperi (el rei assumí el títol d'Emperador d'Etiòpia. Al seu discurs proclamà que «el poble italià ha creat l'imperi amb la seva sang. El fecundarà amb el seu treball i el defensarà contra qualsevol amb les seves armes». Mentrestant, a Etiòpia, que el 1935 havia estat senyalat per un dels països on encara hi havia una gran quantitat d'esclaus, l'esclavatge va ser oficialment abolit.
La campanya abissínia representà el moment de màxim consens dels italians vers el feixisme. Mussolini declarà que, quan s'indiqués la data als documents oficials i als diaris, havia de referir-se a l'any a partir del 28 d'octubre de 1922 (aquesta disposició ja existia des del 31 de desembre de 1926), acompanyat pel de la fundació de l'Imperi (per exemple, 1936 s'indicava com «any 1936, XIV de l'Era Feixista, I any de l'Imperi»).
El 4 de juliol la Societat de Nacions decretà com a finalitzada l'aplicació de l'article XVI i el 15 es derogaren les sancions (l'únic estat que s'oposà va ser Sud-àfrica); i el 30 de març de 1938 Mussolini va ser nomenat mariscal d'Itàlia.
El 9 de juny va nomenar el seu gendre Galeazzo Ciano com a Ministre d'Exteriors.
L'1 de novembre anuncià en un discurs la creació (sancionada el 24 d'octubre) de l'Eix Roma-Berlín; que encara no es tractava d'una aliança militar, que resia estipulada mitjançant el Pacte d'Acer, signat al maig de 1939 per cadascun dels seus ministres d'exteriors. El rei Víctor Manuel III estava amoïnat pel pacte, car simpatitzava més amb els aliats tradicionals d'Itàlia, com França.

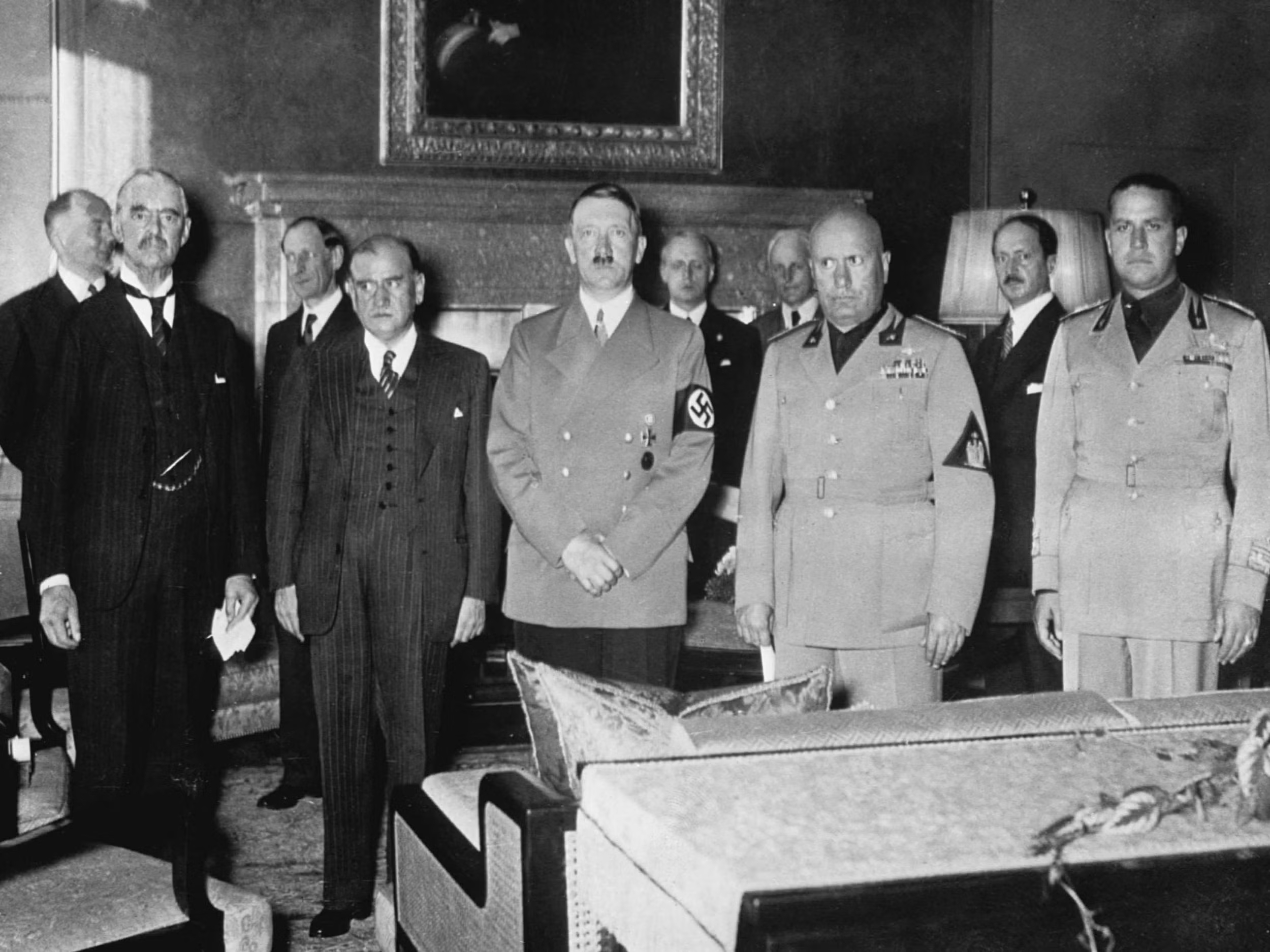
D'esquerra a dreta, Chamberlain, Daladier, Hitler, Mussolini i el Ministre d'Exteriors italians, el comte Ciano, mentre que es preparaven per signar els Acords de Múnic.

El 2 de gener de 1937 es realitzà un acord de cavallers entre Itàlia i el Regne Unit, amb el qual es definien els drets d'entrada, sortida i trànsit a la Mediterrània i s'establí que per evitar la modificació del «estatus relatius a la sobirania nacional dels territoris de la Mediterrània», Espanya inclosa. Aquest acord es confirmaria mitjançant el Pacte de Pasqua del 16 d'abril de 1938.
El 28 de març, a l'oasi de Bugara, proper a Trípoli, Mussolini va rebre del cap berber Iusuf Kerbisc la «espasa de l'Islam», feta d'or, símbol de l'aprovació d'una part de la societat líbia del règim de Mussolini, mentre que la propaganda el presentava com el «Protector de l'Islam». El 21 d'abril inaugurà Cinecittà, concebuda com a seu de la indústria cinematogràfica italiana, sempre finançada pel govern italià, i que el 1937 presentaria el primer gran èxit de taquilla:  Scipione l'Africano 
El 22 d'abril es reuní a Venècia amb el canceller austríac Schuschnigg, i no es declarà contrari a l'annexió d'Àustria amb Alemanya. També a l'abril es reuní amb el ministre alemany de l'aviació, Hermann Göring i amb el ministre d'exteriors Von Neurath. El 25 i el 29 de setembre es reuniria amb Hitler, primer a Múnic i després a Berlín. El 6 de novembre Itàlia s'afegí al Pacte Anticomintern, signat prèviament entre Alemanya i Japó com un pacte antisoviètic. El 3 de desembre se signà a Bangkok un tractat d'amistat, comerç i navegació amb Siam. L'1 de desembre anuncià la sortida d'Itàlia de la Societat de Nacions; i entre el 3 i el 9 de maig de 1938 acollí a Hitler, de visita a Itàlia.
Gràcies a la mediació de Mussolini, davant a la possibilitat d'un esclat d'un conflicte entre el bloc anglo-francès i Alemanya, el 29 i el 30 de setembre se celebrà la Conferència de Múnic. Van assistir-hi Mussolini, Hitler, Daladier en representació de França i Chamberlain per la Gran Bretanya, i es reconegué la legitimitat d'Alemanya en la seva política vers Txecoslovàquia. Després dels acords, Mussolini va ser presentat com el «salvador de la pau», per haver evitat el conflicte.
Entre l'11 i el 14 de gener es reuní amb Roma amb el ministre d'exteriors britànic Frederik Halifax. El 19 de gener de 1939 la Cambra de Diputats va eliminar-se, sent substituïda per la Cambra dels Fasci i les Corporacions. A l'abril, Mussolini ordenà l'ocupació i annexió d'Albània; derrotant-la en només 5 dies, forçant al rei Zogú a marxar, quedant així Albània sota Itàlia. Itàlia havia gaudit durant molts anys d'una forma no-oficial de protectorat d'aquell país, i la «invasió» es degué probablement al desig de Mussolini de mostrar la seva força als seus aliats alemanys.

### L'assoliment del consens

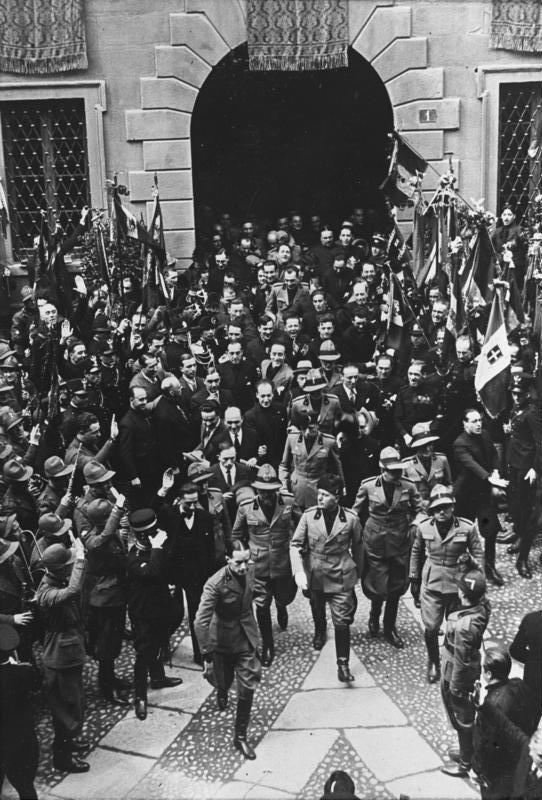
Mussolini, envoltat de jerarques feixistes, en una visita a Milà al maig de 1930.

L'estabilitat de la dictadura feixista s'atribueix, en gran part, a la capacitat de Mussolini per generar un gran consens al voltant de la seva pròpia figura. L'habilitat mostrada en la fabricació del culte a la seva personalitat es mostra no només en l'aprovació que gaudí de la societat italiana, si no a l'admiració que aconseguí de moles caps d'estat estrangers, intel·lectuals i, més en general, de l'opinió pública internaciona, especialment als Estats Units i al Regne Unit. Des d'aquest punt de vista Mussolini esdevingué un model d'inspiració per a molts futurs dictadors, sobretot per a Hitler, així com a moltes figures polítiques importants dels estats democràtics.
La popularitat de Mussolini trobà possiblement el seu origen a la desafecció del poble italià en la confrontació de les classes dirigents liberals per via dels tractats de pau, considerats com a desfavorables, que Itàlia va haver d'acceptar en acabar la I Guerra Mundial, tot i els més de 650.000 morts i els enormes sacrificis que el país va haver de suportar. No és estrany, doncs, que Gabriele D'Annunzio parlés de la Victòria mutilada. Itàlia guanyà territorialment només una porció del que se li havia promès mitjançant el Tractat de Londres. Mussolini va ser capaç d'aprofitar aquest incompliment, i la por al «perill roig», que s'incrementà durant el bienni roig: es presentà com el restaurador de l'ordre i de la pau social que volia «normalitzar» la situació política. Des d'aquest punt de vista, mots squadristi intransigents criticaren la col·laboració (entre 1922 i 1924) del Partit Feixista a nivell de govern amb els vells partits, així com el fet que molts qüestors i prefectes que eren aliens, si no hostils al feixisme, encara ocupaven els seus càrrecs. A partir de 1925, amb la promulgació de les anomenades lleis feixíssimes i l'inici de la dictadura, tota forma de col·laboració amb els partits tradicionals va ser abandonada.
El consens va ser alimentat gràcies al control de la premsa i el món cultural italià. Mussolini, en tant que periodista, coneixia bé el poder de la premsa i, per tant, va voler controlar-lo. Al seu «Col·loqui» amb Emil Ludwig justificà la censura imposada als diaris amb el fet que a les democràcies liberals els diaris no eren lliures, sinó que obeïen a una oligarquia dels patrons, diferent de la de l'Estat: partits i financers plutocràtics.
Per un altre costat, tota forma de dissidència que desagradés a Mussolini era perseguida mitjançant l'OVRA, els tribunals especials i l'ús massiu dels exiliats polítics. Tot i això Mussolini tolerà, i obligà a tolerar, algunes «veus fora del cor», com les de Salvemini, Croce o Bombacci), tant per alimentar la pròpia imatge d'un home fort però no la d'un tirà, per tant que mantenia oberts canals de diàleg amb l'antifeixisme militant.
Mussolini demostrà tenir una personalitat carismàtica, com ho demostres els discursos pronunciats davant les masses, així com una notable habilitat oratòria, que va atraure en part l'exemple d'Annunzio. L'increment de la seva popularitat presentant-se com «el fill del poble», recorrent totes les organitzacions, les crides a participar en qualsevol iniciativa, així com el suport que rebé de molts intel·lectuals preeminents (com Gabriel D'Annunzio, Mario Sironi, Ezra Pound, els futuristes o Giovanni Gentile), i d'homes d'una gran capacitat de govern.
Mussolini va ser capaç d'explotar hàbilment, com mai abans no s'havia fet a Itàlia, els nous mitjans de comunicació (la ràdio, el cinema i els noticiaris), així com els èxits esportius aconseguits per la Itàlia feixista (com les Copes del Món de Futbol de 1934 i de 1938, o el campionat del món dels pessos pessants aconseguit per Primo Carnera), que van ser àmpliament emprats per la propaganda. A això s'uní la primacia aeronàutica assolida per Itàlia (el vol transatlàntic del Decennale, la conquesta del Pol Nord i les marques de velocitat dels hidroavions) i les navals (el transatlàntic SS Rex)
Mussolini a vegades no interpretà correctament la voluntat de la majoria dels italians, aplicant importants mesures de desenvolupament social, sanitari, de seguretat social, econòmic i cultural.
També cal destacar que la política de poder inaugurada per la Itàlia feixista va ser vista favorablement per gran part de la població. Mussolini volia fer d'Itàlia un país temut i respectat, restaurant l'esplendor de l'Imperi Romà, recuperant els territoris irredents i assolint el control de la Mediterrània (el Mare Nostrum Italià). Aquesta política, truncada per l'esclat de la Segona Guerra Mundial, no produí els resultats esperats, i només aconseguí aïllar Itàlia dels seus antics aliats, empenyent a Itàlia cap a una aliança cada cop més estreta i definitiva amb l'Alemanya Nazi.
Hitler considerava a Mussolini com el seu mestre:
| «                                    | […] tinc una profunda admiració per un gran home del sud dels Alps que, ple d'un amor ardent pel seu poble, no va arribar a un acord amb l'enemic interior italià, sinó que va voler eliminar-lo amb qualsevol mitjà. El que farà que Mussolini estigui entre els grans d'aquesta Terra és la decisió de no dividir Itàlia amb el marxisme, sinó salvar-la del marxisme, destruint-lo a la seva pàtria. | » |
| — Adolf Hitler, Mein Kampf, cap. XV. | |   |

El 1933, Churchill el definí com «el legislador viu més gran» (sobretot amb relació a la promulgació del nou codi penal, aprovat el 1930 pel ministre Alfredo Rocco i encara vigent), i encara el 1940 va dir que era «un gran home».
El 13 de febrer de 1929, Pius XI, dos dies abans del Tractat del Laterà, pronuncià un discurs a Milà a una audiència concedida als professors i estudiants de la Universitat Catòlica del Sagrat Cor, que passà a la història perquè afirmà que Benito Mussolini era «l'home de la Providència»:
| «                                         | Les condicions de la religió a Italia no es podien regularitzar sense un acord previ entre les dues parts, sense un acord previ amb els que s'oposaven a la condició de l'Església a Itàlia. Així que per a fer lloc perquè el Tractat anés a arreglar les condicions, mentre que les condicions necessàries per restaurar el Concordat. Llavors, què? La solució no va ser fàcil, però hem de donar gràcies al Senyor per haver-ho fet, i veure que es podia fer-ho veure als altres. La solució va consistir a caminar per les dues coses juntes. I així, amb el Tractat, s'ha estudiat un Concordat pròpiament dit i s'ha estat capaç de revisar i reelaborar i, en la mesura del possible, reorganitzar i ajustar tot l'immens munt de lleis, directament o indirectament en contra dels drets i prerrogatives de l'Església, les persones i els béns de l'Església; tot un embolic de coses, en realitat una massa tan gran, tan complicat, tan difícil, de vegades fins i tot donava vertigen. I a vegades ens sentim temptats a pensar, com podem dir confiadament a vostès, fills feliços, tant de bo, que potser per respondre a la pregunta que si realment volíem un Papa muntanyenc, un escalador lliure de vertigen i s'acostumat a fer front als més durs ascensos, com de vegades pensem que potser també voldríem un Papa bibliotecari, que sol baixar a investigar història i documents, perquè els llibres i documents, és evident, han de ser consultats per molts. Hem de dir que ens quedem a l'altra banda noblement secundada. I potser el va portar a un home com que la Providència ens ha fet conèixer; a un home que no tenia les preocupacions de l'escola liberal, pels homes pels quals totes aquestes lleis, tots els ordenaments, o més aviat els disordenaments, totes aquestes lleis, deiem, i tots aquests reglaments eren tant de fetitxes i, igual que els fetitxes, eren tant intangibles i venerables com lleigs i deformes. I amb la gràcia de Déu, amb molta paciència, molta feina, amb la reunió de molts nobles, hem estat capaços, tamquam per medium profundam eundo, a la conclusió d'un Concordat que, si no el millor del que es podia fer, és sens dubte un dels millors que he arribat fins aquí, i és amb gran plaer que creiem que Déu ha estat restaurat a Itàlia i Itàlia a Déu. | » |
| — Pius XI, allocuzione Vogliamo anzitutto | |   |

El 1932 el Papa Pius XI li conferí l'Orde de l'Esperó d'Or; i eren molts a Europa que el 1933 l'anomenaven «el salvador de la pau». El President dels Estats Units Franklin Delano Roosevelt li dedicà encesos elogis, i Gandhi afirmà que «el Duce és un estadista de primeríssim ordre, completament desinteressat, un superhome», mentre que Pius XII el definí com «l'home més gran que he conegut i el més profundament bo». L'escriptor americà Ezra Pound, que es trobà personalment amb Mussolini el 1933, el celebrà al llibre Jefferson and/or Mussolini.
Sobre la capacitat del Duce d'edificar al seu voltant un notable consens, és significatiu el punt de vista expressat pel periodista Enzo Biagi a «Lui, Mussolini»: «Mussolini era un gegant, considerà la seva carrera política com una obra mestra. Si no s'hagués aventurat a la guerra al costat de Hitler, hauria mort aclamat al seu llit. El poble italià era feliç de ser governat per ell; era un consens sincer.»

### La Segona Guerra Mundial

#### De la «no-bel·ligerància» a la «guerra paral·lela»
| «                                                        | Combatents de terra, mar i aire! Camises Negres de la Revolució i de les Legions, homes i dones d'Itàlia, de l'Imperi i del Regne d'Albània. Escolteu! (...) La declaració de guerra ha estat lliurada als ambaixadors de la Gran Bretanya i de França (...) L'ordre és una sola, categorica i imperativa per a tots. Ja s'estén el cor dels Als i de l'oceà Índic: vèncer! I vencerem, per donar finalment un llarg període de pau amb justícia a Itàlia, a Europa, al món. | » |
| — Anunci de la declaració de guerra, 10 de juny de 1940. | |   |

El 22 de maig de 1939, Galeazzo Ciano, ministre d'exteriors italià, signà el Pacte d'Acer amb Alemanya, sancionant oficialment el naixement d'una aliança vinculant italo-alemanya.
El 30 de maig Mussolini ordenà al general Ugo Cavallero que lliurés un memorial a Hitler, afirmant que si bé la guerra era ineviatble, el cert és que Itàlia no estaria preparada per participar-hi abans de tres anys. Galeazzo Ciano advertí a Hitler que això comportaria la guerra contra els aliats. Hitler no va fer cas del comentari de Ciano, preveient que en canvi la Gran Bretanya i la resta de països i la resta de països occidentals es retirarien, i suggerí que Itàlia podria envair Iugoslàvia. L'oferta va ser temptadora per Mussolini, però en aquella etapa una guerra mundial seria un desastre per Itàlia, car la seva situació armamentística. Més significativament, el Rei demandà neutralitat en la disputa. Així doncs quan la II Guerra Mundial esclatà a Europa l'1 de setembre de 1939 amb la invasió alemanya de Polònia provocant la resposta de França i Gran Bretanya declarant la guerra a Alemanya, Mussolini declarà la «no bel·ligerància», gràcies a la qual Itàlia no entrà al conflicte momentàniament. Quan la II Guerra Mundial esclatà, Ciano i el vescomte Hallifax van mantenir diverses converses telefòniques secretes. Els britànics volien mantenir Itàlia del seu costat contra Alemanya, igual que havia passat a la I Guerra Mundial. L'opinió del govern francès s'inclinava vers l'acció contra Itàlia, planejant atacar Líbia. El setembre del 1939, França s'inclinà cap a l'altre costat, acceptant entrar en discussions amb Itàlia, però com que els francesos no estaven disposats a discutir sobre Còrsega, Niça i Savoia, Mussolini ni tan sols va respondre. Hitler afirmà el novembre que «mentre que el Duce visqui, hom pot estar segur que Itàlia aprofitarà totes les oportunitats per assolir els seus objectius imperialistes».
El 10 de març Mussolini rebé a Roma el ministre d'exteriors alemany Joachim von Ribbentrop, i el dia 18 es trobà amb Hitler a Brenner, rebent grans pressions per entrar a la guerra al costat d'Alemanya. El 16, 22, 24 i 26 d'abril rebria missatges de Winston Churchill, de Paul Reynaud, del Papa Pius XII i de Franklin Delano Roosevelt, que li demanaven que seguís neutral. Fins i tot Churchill, que era un gran admirador de Mussolini, va garantir-li que, en cas que seguís neutral, la Gran Bretanya donaria suport a les aspiracions italianes, com les que tenia sobre Niça o Tunísia.

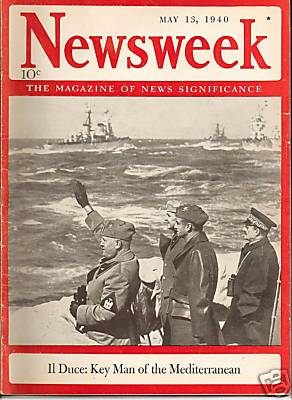
Portada del Newsweek del 13 de maig de 1940 (anterior a l'entrada d'Itàlia a la guerra), amb una imatge de Mussolini i el títol «Il Duce: l'home clau a la Mediterrània

Davant dels èxits extraordinaris i inesperats dels alemanys durant l'abril i maig de 1940, Mussolini creia que el resultat de la guerra ja estava decidit i, que per poder obtenir alguna mena de compensacions territorials, així com pel temor d'una invasió alemanya d'Itàlia, el 10 de juny declarà la guerra a França i la Gran Bretanya. Davant de les contradiccions i queixes d'alguns col·laboradors propers i dels caps de les forces armades (incloent-hi a Pietro Badoglio, Dino Grandi, Galeazzo Ciano i el general Enrico Caviglia), Mussolini contestà que: «necessito uns quants milers de morts per poder seure a la taula de negociacions.»
Al front italià, les tropes italianes van adoptar inicialment una actitud defensiva, a causa de la mancança d'artilleria i d'aviació (no hi havia hagut temps per mobilitzar tots els departaments), o bé a causa dels dubtes a atacar primers passant pels Alps. En conseqüència, els primers que van prendre la iniciativa van ser els aliats: avions britànics, enlairant-se des d'aeroports francesos, van bombardejar Torí la nit de l'11 i del 12 de juny. Com a represàlia, avions italians van rebre l'ordre de bombardejar bases militars franceses a Ieras i a Toló. El 14 la zona industrial de Gènova va ser bombardejada, i en conseqüència, l'exèrcit italià va rebre l'ordre de passar decisivament a l'ofensiva, programant-se pel 18. els italians van atacar Bizerta, Bàstia i Calvi.
El 22 de juny, França signà l'armistici amb Alemanya. El 18, després que als Alps només hi hagués hagut enfrontaments marginals entre les tropes franco-britàniques i les italianes, Mussolini participà en una reunió a Múnic amb Hitler per discutir les condicions de pau exigides per Mussolini (l'ocupació i administració de Còrsega, Tunísia, la Somàlia francesa i la zona francesa de la vall del Roine, la concessió de bases militar a Oran, Alger i Casablanca, el lliurament de la flota i de l'aviació i la denúncia de l'aliança amb el Regne Unit), amb un èxit parcial, car només se li reconegueren les exigències de l'ocupació (a la zona ocupada de França pels italians estava la major part de Niça i d'altres comtats del sud-est). El 24 de juny França signà l'armistici amb Itàlia, reconeixent les demandes d'ocupació, incloent-hi la cessió d'una porció de territori francès fronterer i la desmilitarització d'una franja de terreny a la frontera franco-italiana i entre Líbia i Tunísia de 50 milles (80 km).
Davant la notícia de l'imminent desembarcament alemany a Anglaterra (l'operació Lleó Marí, el 25 de juny Italo Balbo, governador de Líbia, rebé l'ordre d'avançar cap a Egipte, protectorat britànic. Però el 28, mentre que sobrevolava Tobruk, que havia estat bombardejada pels britànics, va ser abatut per la mateixa artilleria antiaèria italiana, que el van confondre amb un enemic.
Les victòries parcials demostraren ser efímeres, car la guerra es prolongà més del previst, fent palesa la manca de preparació, la desorganització i les deficiències de l'exèrcit italià. A l'Àfrica, les forces de l'Àfrica Oriental Italiana atacaren els britànics al Sudan, a Kenya i a la Somàlia britànica, en el que passà a conèixer-se com la Campanya de l'Àfrica Oriental. La Somàlia britànica va ser conquerida i el 3 d'agost de 1940 passà a formar part de l'Àfrica Oriental Italiana, i va haver-hi avenços italians al Sudan i a Kenya. Però al desembre de 1940 els britànics llançaren una vigorosa contraofensiva que els portaria a conquerir l'Àfrica Oriental Italiana el juny de 1941, amb les darreres tropes italianes rendint-se a Gondar el 21 de novembre. La superioritat numèrica i tecnològica britànica i la progressiva pèrdua de la iniciativa de la Regia Marina conduïren sense remei a la derrota. Poc després, els enfrontaments entre la Royal Navy i la Regia Marina es limitaria, per part italiana, a la guerra submarina, a la protecció de les rutes de subministraments entre Sicília i Líbia, a esporàdiques temptatives d'interceptar els combois britànics de la ruta Gibraltar-Alexandria, i a les operacions temeràries (com els MAS, els barchini –petits vaixells armats amb torpedes i metralladores que causaren l'enfonsament de diversos vaixells britànics- o els Maiale, torpedes humans).
El 13 de setembre el Desè Exèrcit italià comandat pel General Rodolfo Graziani penetraren des de la Líbia italiana a Egipte on hi havia tropes britàniques; iniciant la campanya del Desert Occidental. Els avanços van tenir èxit, però els italians van haver d'aturar-se a Sidi Barrani esperant que arribessin els subministraments. El 25 d'octubre de 1940, Mussolini envià el Cos Aeri Italià a Bèlgica, participant durant dos mesos a la batalla d'Anglaterra.
El 27 de setembre de 1940 Itàlia, Alemanya i Japó signaren el Pacte Tripartit, al qual s'unirien durant la guerra Hongria (20 de novembre de 1940), Romania (23 de novembre), Eslovàquia (24 de novembre). Bulgària (1 de març de 1941) i Iugoslàvia (27 de març).
El 4 d'octubre de 1940 Mussolini es reuní amb Hitler a Brenner per establir una estratègia militar de comú acord; però el dia 12 els alemanys van prendre el control de Romania, situada a la zona d'influència italiana i rica en jaciments petrolers sense advertir els italians. Consegüentment, Mussolini decidí embarcar-se en una «guerra paral·lela» al costat dels alemanys, a fi de no dependre massa de la iniciativa política i militar de Hitler; sempre convençut que la Gran Bretanya arribaria a un acord amb el Führer i que el principal front de la guerra es conclouria. El 19 de novembre Hitler va remetre-li una carta on li comunicava la seva intenció d'atacar Grècia. Hitler viatjà fins a Florència el 28 d'octubre per tal de dissuadir a Mussolini de l'empresa, però aquest l'advertí, assumint una actitud semblant a la del seu aliat respecte a la invasió de Romania, que l'atac havia començat feia unes hores.
L'atac a Grècia va concloure amb un desastre: l'hivern i el terreny muntanyós van obstaculitzar les temptatives d'avanç, a causa d'una equipació absolutament inadequada. L'exèrcit grec, reforçat amb l'arribada de 70.000 soldats britànics, es mostrà molt més guerrer i organitzat que el previst, a més que estava reforçat per nombroses esquadrilles aèries i navals britàniques que resultaren determinants. Els italians van veure's obligats a replegar-se fins a territori albanès, perdent una quarta part d'Albània, i al desembre de 1940 van haver de bloquejar la contra-ofensiva enemiga, transformant en conflicte en una guerra de posicions.

#### La «guerra alemanya»
El 19 i 20 de gener, Hitler i Mussolini es reuniren a Berchtesgaden. Allà, Hitler va prometre l'enviament de contingents alemanys a Grècia i al nord d'Àfrica en suport de les tropes italianes que allà combatien, quedant cada vegada Itàlia més depenent de l'ajut del seu aliat. La trobada representà l'abandonament definitiu per part italiana de l'estratègia de la «guerra paral·lela» (que es demostrà insostenible i fracassada), i es traduí en una conducció del conflicte sempre conforme als interessos alemanys. Paral·lelament a les operacions al nord d'Àfrica, els britànics també atacaren els italians a l'Àfrica Oriental on, malgrat oposar resistència, van veure's superats a Keren i la defensa italiana començà a desfer-se fins a la derrota a la batalla de Keren. Quan s'adreçà als italians sobre els fets, estava absolutament obert a la situació tot dient, «Diem pa al pa i vi al vi, i quan l'enemic guanya una batalla és inútil i ridícul buscar, com els anglesos fan en la seva incomparable hipocresia, amagar-ho o negar-ho». Part d'aquest comentari estava en relació als èxits anteriors que els italians havien tingut a l'Àfrica, abans de ser derrotat pels Aliats.
El 9 de febrer, la Royal Navy bombardejà Gènova. L'11 de febrer, Mussolini es trobà amb Francisco Franco per a convèncer-lo que entrés a la guerra conjuntament amb l'Eix, però fracassà en el seu intent. A partir del 12 de febrer arribà a Líbia l'ajut militar promès pel Führer: el Deutsches Afrikakorps, format principalment per vehicles cuirassats i reforç aeri, comandats pel general Erwin Rommel.
Assumint de facto el paper de comandant suprem de les tropes italianes a la regió (tot i que oficialment era un subordinat del general Italo Gariboldi), la guineu del desert reorganitzà ràpidament i conduí una ofensiva eficaç, iniciada el 24 de març, contra l'exèrcit britànic del major general Richard O'Connor, que ja havia conquerit la Cirenaica mitjançant l'operació Compass ocasionant grans pèrdues al Regio Esercito. Al maig les tropes de l'Eix ja havien reconquerit el control de Líbia (a excepció de Tobruk, que resisití un llarg setge des del 10 d'abril), rebutjà una contraofensiva (l'operació Brevity) i conquerí una part del territori fronterer egipci. Com a resultat de les derrotes, el general Claude Auchinleck va ser nomenat cap de les forces britàniques a la zona, el qual llançà l'operació Destral de Guerra a fi d'alleugerir el setge de Tobruk al novembre i desembre, fracassant en el seu intent.
El 27 de març Iugoslàvia, que només dos dies abans s'havia unit al Pacte Tripartit, va tenir un cop d'estat organitzat pels anglesos, que portà al poder al general nacionalista serbi Dušan Simović (el regent Pau va haver d'exiliar-se i el Primer Ministre va ser destituït). El nou govern iugoslau signà un tractat d'amistat amb la Unió Soviètica el 5 d'abril. Davant del risc d'un reforçament de la presència britànica als Balcans i de l'eventual aliança anti-Eix entre Iugoslàvia i la Unió Soviètica, Alemanya, Hongria i Bulgària van atacar Iugoslàvia. El mateix dia Itàlia també li declarà la guerra. L'avanç italià per Eslovènia i Dalmàcia va resultar un èxit i Iugoslàvia capitulà de seguida. El rei Pere II fugí a Londres. Itàlia va obtenir la major part de la costa dàlmata i la província de Ljubljana, mentre que el Kosovo quedà annexionat a l'Albània italiana.

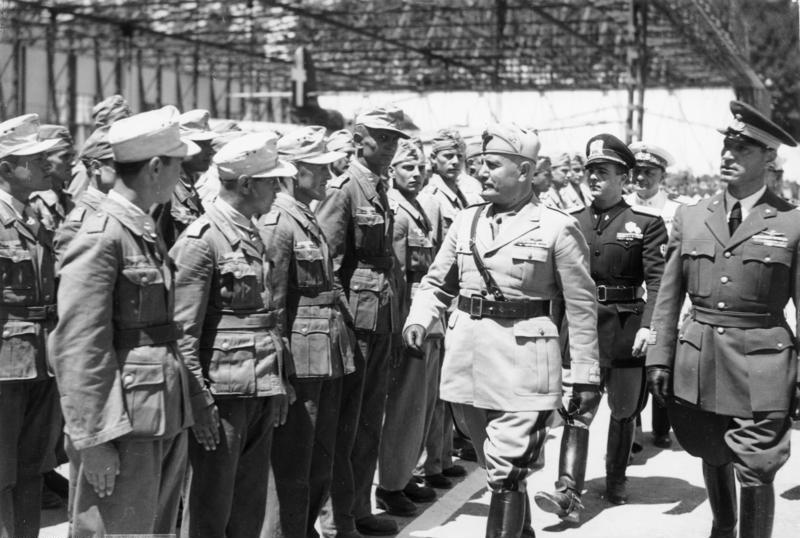
Mussolini passant revista a tropes alemanyes

Mentrestant, les tropes italianes van reprendre l'avanç a Albània (13 d'abril), que va ser totalment reconquerida en pocs dies, i a Epir. També al mes d'abril els exèrcits italià i alemany llançaren conjuntament un nou atac sobre Grècia, que no trigà a signar la rendició amb els alemanys (21 d'abril). Mussolini, que se sentí humiliat a causa de l'exclusió d'Itàlia en el tractat de pau, pretenia ser respectat. Per ordre de Hitler, la cerimònia de la signatura es repetí dos dies després amb la presència d'autoritats italianes. El 3 de maig, tropes italoalemanyes desfilaren per Regne d'Itàlia, i l'1 de juny va caure Creta, darrera posició enemiga a la regió. Malgrat la conquesta dels Balcans va ser exclusivament gràcies a la intervenció dels alemanys, Mussolini va obtenir el dret d'ocupar les illes jòniques i la major part de Grècia, que quedaren fora de la influència alemanya.
El 2 de juny de 1941 Mussolini tornà a trobar-se amb Hitler, qui ordenà que la Unió Soviètica fos atacada el dia 22. Al juliol el Cos Expedicionari Italià a Rússia (Corpo di Spedizione Italiano in Russia- CSIR), format per 58.000 soldats sota les ordres del general de cos d'exèrcit Giovanni Messe, penetraren a la Unió Soviètica per reforçar l'avanç alemany. El 25 d'agost, al Quarter General alemany de Rastenburg, Mussolini passà revista a les tropes al costat de Hitler.
El 7 de desembre, la flota japonesa atacà la base naval estatunidenca de Pearl Harbor, determinant l'entrada dels Estats Units a la guerra. El 12 de desembre, Itàlia declarà la guerra als Estats Units, seguint les passes d'Alemanya, que els havia declarat la guerra el dia anterior. El ministre d'exteriors Ciano va escriure al seu diari: «Ribbentrop ha trucat a la nit. Està molt content per l'atac japonès contra els americans. Està molt content i jo m'alegro per ell, tot i que no estic segur dels avantatges finals del que ha succeït. Almenys ara hi ha una cosa certa, que Amèrica entrarà al conflicte i que el conflicte serà tan llarg que serà capaç de llançar totes les seves forces potencials. Aquest matí li ho he dit al Rei, que estava content pel fet. Ha acabat admetent que, a llarg termini, potser tinc raó. Mussolini també estava content. Durant molt de temps volia una clarificació definitiva de les relacions entre Amèrica i l'Eix.» El 18 de desembre, una incursió italiana al port d'Alexandria causà diversos danys a la Royal Navy.

#### El canvi de tendència a la guerra: l'inici del final
A partir del 15 de febrer de 1942 arribaren nombrosos reforços italians a Rússia per col·laborar en l'avanç alemany: en 5 mesos s'enviarien 160.000 soldats més. El 9 de juliol el general Italo Gariboldi passà a comandar el CSIR, en substitució del general Giovanni Messe, modificant el nom pel dARMata Italiana a Rússia (ARMIR), que arribaria a comptar amb més de 200.000 homes. L'exèrcit italià es distingí pel seu coratge al front soviètic, en particular a Donetsk, on es va fer palesa l'evidència de l'equipament totalment inadequat que tenien les tropes. La batalla de Stalingrad es revelà decisiva pel destí de la campanya de Rússia i, més en general, pel final de la guerra: el 2 de febrer de 1943 les tropes alemanyes assetjades a la ciutat es rendiren. El cos expedicionari italià va ser derrotat a partir del 16 de desembre de 1942 a la segona batalla defensiva del Don; veient-se obligat a retirar-se després d'una pèrdua ingent d'homes i material. Entre abril i maig de 1943 els supervivents arribarien a Itàlia, però 60.000 soldats van quedar com a presoners de guerra, que moririen als anys posteriors als gulags soviètics.
El 29 d'abril de 1942 Mussolini es trobà amb Hitler a Salzburg: en aquesta trobada els dos caps de govern acordaren llançar una gran ofensiva a l'Àfrica septentrional. Entre el 26 de maig i el 21 de juny les tropes de l'Eix realitzaren un victoriós avanç a Líbia (batalla de Gazala), que portà la caiguda de Tobruk el 20 de juny, després d'un setge d'un any: l'exèrcit de Rommel es trobava a només 100 kilòmetres d'Alexandria, i d'acord amb les previsions, cauria en poc temps. El 29 de juny Mussolini viatjà a Líbia, on va estar-se fins al 20 de juliol. Entre l'1 i el 29 de juliol va tenir lloc la Primera Batalla d'El Alamein, on italians i alemanys intentaren travessar les línies defensives britàniques. Entre el 31 d'agost i el 5 de setembre, a la batalla d'Alam el Halfa, va tenir lloc el darrer intent dels exèrcits de l'Eix per conquerir Egipte. A la Segona Batalla d'El Alamein, combatuda entre el 23 d'octubre i el 3 de novembre, les tropes de la Commonwealth del general Bernard Montgomery (que a l'agost havia substituït al general Claude Auchinleck) derrotaren les tropes de l'Eix, obligant-les a una desastrosa retirada.
L'avanç britànic es mostrà imparable: el 8 de novembre de 1942 l'Àfrica francesa (administrada per la França de Vichy, teòricament neutral) va ser conquerida per les tropes anglo-americanes (l'operació Torxa), Líbia va ser veloçment conquerida (Trípoli va caure el 23 de gener), i entre el 19 i el 25 de febrer les forces italo-alemanyes van tenir una darrera victòria al Pas de Kasserine, a Tunísia (que l'Eix havia ocupat al gener). El 3 de maig les darreres tropes de l'Eix, a les ordres del general Messe, van rendir-se. Mussolini havia ordenat a Messe que acceptés la rendició, nomenant-lo mariscal.
Al novembre i al desembre de 1942, Mussolini, abatut i deprimit, va acceptar ser substituït per Ciano en dues entrevistes amb Hitler. El 2 de desembre, després de 18 mesos de silenci, tornà a parlar al poble italià des del Palau Venezia.
Entre el 7 i el 10 d'abril Mussolini es trobà amb Hitler a Klessheim. Cada vegada més pessimista sobre el resultat de la guerra, li proposà d'arribar a un armistici amb els soviètics a fi de concentrar els principals esforços per fer front a l'esperada invasió aliada d'Itàlia. Mussolini temia que amb les pèrdues a Tunísia i al nord d'Àfrica, el següent pas lògic pels exèrcits d'Eisenhower travessarien la Mediterrània i atacarien la península italiana. Hitler, però, es mostrà inamovible en la seva posició. Hitler va entendre que Mussolini volia retirar Itàlia del conflicte, la qual cosa crearia un precedent davant la resta de nacions de l'Eix.
Mentrestant a Itàlia es pressionà al Rei per tal que destituís a Mussolini i iniciés converses amb els britànics i els americans, sota la mediació de la Santa Seu. Aquestes demandes provenien principalment dels ambients militars, pels quals la guerra ja estava perduda. Però també la idea que si el Rei apartava a Mussolini del govern, el poble italià se salvaria d'un desastre major brollava a les altes esferes del règim. Pel seu costat, Berlín era coneixedor d'aquestes temptatives gràcies als informadors situats a la península.
La nit del 9 de juliol els aliats desembarcaren a Sicília, avançant a través de l'illa, fent obvi que l'exèrcit de Mussolini estava al llindar del col·lapse. El front intern italià també es trobava en males condicions a causa dels bombardeigs aliats. Les fàbriques es trobaven virtualment aturades per tot el país a causa de la mancança de matèries primeres, així com de carbó i petroli. A més, i havia una mancança generalitzada de menjar, i el que hi havia es pagava a preus desorbitats. L'abans omnipresent màquina propagandística del règim va perdre la seva presència entre la gent; una gran quantitat d'italians començaren a escoltar Ràdio Vaticana o Radio London per a una cobertura més acurada de les notícies. El descontentament arribà al seu punt màxim al març de 1943, amb una onada de vagues al nord industrial, sent la primera vegada que succeïa des de 1925. També al març, algunes de les principals fàbriques a Milà i Torí aturaren la producció per assegurar l'autorització a l'evacuació de les famílies dels treballadors. La presència física dels alemanys a Itàlia havia posat l'opinió pública contra Mussolini, per exemple, quan els aliats envaïren Sicília, la majoria de la població els rebé com a alliberadors.
El 13 de juliol un grup de jerarques, comandats per Dino Grandi, convocaren la reunió del Gran Consell del Feixisme, que no es convocava des del 1939. Mussolini la rebutjà, però el 16 es realitzà una nova convocatòria.

### Caiguda i detenció de Mussolini
vegeu també: Caiguda del règim feixista a Itàlia
Itàlia havia estat envaïda per les tropes aliades, i Mussolini va escriure a Hitler per manifestar-li la impossibilitat que Itàlia continués al conflicte. Però el Führer va agafar-lo a contrapeu quan li anuncià que aniria a Itàlia perquè es trobessin personalment. La cimera se celebrà entre el 19 i el 21 de juliol prop de Feltre, a la vil·la del senador Achille Gaggia. La intenció de Mussolini era comunicar a Hitler que Itàlia estava «obligada a buscar una manera de sortir de l'aliança i de la guerra». Malgrat això, davant del Führer, Mussolini quedà en silenci. La reunió, que estava previst que durés 3 dies, va resoldre's en 3 hores i mitja.
Mussolini explicà el seu estat d'ànim després del fracàs de la cimera de Villa Gaggia, en resposta a les veus que l'instaven a treure Itàlia del conflicte:
| « | Creu vostè que aquest problema no em fa sentir inquiet dins del meu esperit pertorbat? Admeto la possibilitat de l'alliberament d'Alemanya: la cosa és simple, si emet un missatge per ràdio a l'enemic. Quines serien les conseqüències? A més, és senzill dir a Alemanya que ens retirem. Creu que Hitler ens donaria llibertat d'acció? | » |

En tornar de la reunió amb Hitler va ser sorprès pel bombardeig de Roma, que va tenir lloc durant la reunió i del que va ser informat mentre que es trobava amb Hitler. La ciutat havia estat atacat per una flota de prop de 200 avions, afectant principalment la zona de San Lorenzo.
Alguns dels membres més preeminents del govern es giraren contra Mussolini en aquest punt (entre ells estava el seu confident, Dino Grandi, així com el seu gendre, Galeazzo Ciano). Amb diversos dels seus col·legues prop de la revolta, el 21 de juliol Mussolini acceptà la convocatòria del Gran Consell pel dissabte 24, tot i que ordenà no divulgar-ho a la premsa. El 22 al matí es dirigí a veure al Rei per celebrar l'entrevista habitual, durant la qual li comentà la trobada amb Hitler i la convocatòria del Gran Consell. S'analitzaren els pros i contres d'un eventual canvi d'aliances, fent-se palesa la possibilitat que Alemanya volgués annexionar-se els territoris conquerits per Itàlia al final de la I Guerra Mundial (el Tirol del Sud, Ístria, Fiume i Dalmàcia).
Ambdós van convergir en la decisió de treure Itàlia del conflicte, deixant l'Eix a la seva sort, però el requisit indispensable era que el Duce abandonés el poder. El Rei recordà a Mussolini que després de la conferència de Casablanca la seva presència al govern era considerada com un obstacle per a qualsevol temptativa amb els anglo-americans. A la tarda rebé i revisà l'orde del dia (acompanyat de les signatures dels mandataris que li eren fidels) que Dino Grandi volia presentar a la reunió del Gran Consell. El definí com a «inadmissible i covard». Després rebé en audiència a Grandi. Ambdós discutiren sobre els darrers esdeveniments polítics i l'ordre del dia; i Grandi demanà a Mussolini que presentés voluntàriament la dimissió. Mussolini l'escoltà sense deixar veure cap emoció.
A la tarda del dissabte 24 de juliol, en secret, va tenir lloc una llarga sessió del Gran Consell, que va concloure a primera hora de l'endemà. Quan Mussolini anuncià que els alemanys pensaven evacuar el sud, Grandi llançà un encès atac sobre ell. Grandi presentà una resolució demanant al rei que reprengués tots els seus poders constitucionals, en efecte, una moció de confiança sobre Mussolini. La moció resultà amb un marge de 19-7; i s'acabà aprovant l'ordre del dia presentat per Dino Grandi. S'aprovà la destitució de Mussolini dels seus càrrecs al govern. La votació, però, encara que votaven els màxims representants del Partit, no tenia cap valor, car el cap del govern era únic responsable de les seves accions i només havia de retre comptes al rei, que era l'únic amb poder per destituir-lo.
El matí del diumenge 25 de juliol, malgrat aquesta forta reprimenda, Mussolini va anar a treballar com de costum al seu despatx del Palau Venezia per tractar els afers corrents. Ell veia el Gran Consell merament com un cos conseller i no pensava que la votació tingués cap mena d'efecte real. Mussolini va ser convocat pel rei (que ja feia temps que planejava com desfer-se de Mussolini), demanant-li si podria anticipar l'habitual trobada del dilluns, acceptant presentar-se immediatament, juntament amb el seu secretari Nicola De Cesare a Vil·la Saboia. Quan Mussolini intentà comentar al rei la reunió, aquest el tallà i va comunicar-li que havia estat substituït pel Mariscal Pietro Badoglio, garantint la seva seguretat. Mussolini, però, no estava al corrent de les intencions reals del monarca, que havia posat vigilància Mussolini, a més que dos-cents carabinieri envoltaven l'edifici.
El tinent coronel Giovanni Frignani, que coordinava l'operació, comunicà per telèfon als capitans Paolo Vigneri i Raffaele Aversa les ordres del Rei. Els carabinieri van fer sortir a Mussolini i a De Cesare amb una ambulància de la Creu Roja Italiana, sense especificar el destí però assegurant-los la necessitat de protegir la seva seguretat. En realitat, el Rei havia ordenat la detenció de Mussolini.
En aquells moments, el descontentament amb Mussolini era tal que quan es donà la notícia de la seva destitució per la ràdio no hi va haver resistència. Donada la gran presència alemanya a Itàlia, Badoglio anuncià que «la guerra continuaria conjuntament amb el nostre aliat alemany», amb l'esperança que es pogués evitar el caos existent i les represàlies nazis contra els civils. L'armistici entre Itàlia i els aliats, signat el 3 de setembre i anunciat al vespre del 8 sense instruccions precises per a les tropes italianes, abocà Itàlia al caos. Itàlia es dividí en una guerra civil entre els que recolzaven els aliats (que controlaven la part meridional de la península i Sicília) i els que volien continuar el conflicte al costat dels alemanys (que encara controlaven una gran part de la península, trobant poca resistència per part de les tropes italianes de la frontera i de la rodalia de Roma). Immediatament després que s'anunciés la rendició italiana, les tropes alemanyes començaren a ocupar la península italiana per la força com a part de l'operació Achse, ocupant Roma el 10 de setembre.
Mentrestant, el Rei i la seva família, Badoglio i els seus principals col·laboradors fugiren a Puglia, posant-se sota la protecció dels seus anteriors enemics; on constituïren un govern sota la supervisió aliada, que declarà la guerra a Alemanya el 13 d'octubre des de Malta; i milers de tropes van ser llançades a la lluita contra els alemanys, encara que molts es negaren a canviar de fidelitat i s'uniren als alemanys. El govern Badoglio acordà una treva social amb els partisans d'esquerra pel bé d'Itàlia i per expulsar els alemanys del país.

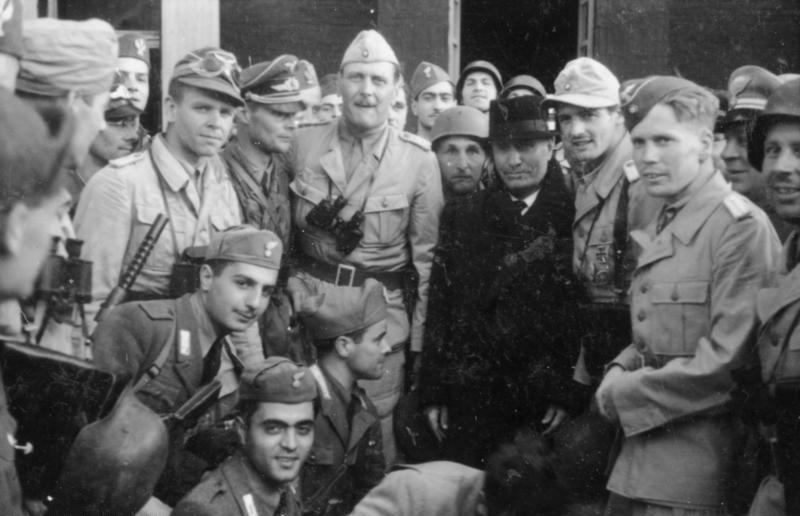
Mussolini amb Otto Skorzeny i soldats italians i Fallschirmjäger alemanys, després del seu rescat.

Mussolini, després de la seva detenció, estava retingut a una caserna dels carabinieri a Roma. A petició seva, Badoglio pensà a transferir-lo a Rocca delle Caminate, però el prefecte de Forlì, Marcello Bofondi, un feixista de primera hora, que va interceptar la transmissió, s'oposa rotundament, afirmant que si era així no podria garantir l'ordre públic. Així doncs, Mussolini va ser traslladat a l'Illa de Ponça el 27 de juliol. Però els alemanys estaven rere les seves passes. Per despistar-los, va ser portat a l'illa de Maddalena (7-27 d'agost) i, finalment, a Campo Imperatore, un refugi als Abruzzo, on estava totalment aïllat i es considerava inexpugnable. Mussolini, que se sentia acabat, intentà suïcidar-se tallant-se les venes, però només va fer-se ferides superficials i va poder ser curat. Només dos mesos després que Mussolini hagués estat destituït i detingut, va ser rescatat de la seva presó a l'Hotel Campo Imperatore mitjançant l'operació Roure, realitzada el 12 de setembre de 1943 per una unitat de Fallschirmjäger, comandats pel hauptsturmführer de les SS Otto Skorzeny. El rescat salvà Mussolini de ser lliurat als aliats, segons es decidí en l'armistici. Hitler planejà detenir el rei, el príncep hereu, Badoglio i la resta del govern, i restablir Mussolini en el poder, però la fugida cap al sud del govern frustrà aquests plans.

### La República Social Italiana
Tres dies després del seu rescat, Mussolini va ser portat a Alemanya, on el 14 de setembre es trobà amb Hitler a Rastenberg, el seu quarter general a la Prússia Oriental. Malgrat les declaracions públiques de suport, Hitler quedà sorprès per l'aspecte deixat i cansat de Mussolini, així com per la seva manca de decisió per perseguir els homes que l'havien enderrocat a Roma. En aquells moments, Mussolini patia mala salut a causa de l'estrès sever que li provocava la situació d'Itàlia a la guerra i volia retirar-se de la política. Hitler va dir-li que, a menys que tornés a Itàlia i creés un nou estat feixista, els alemanys destruirien Milà, Gènova i Torí. Sentint que havia de fer el que fos per mitigar la repressió nazi, Mussolini acceptà formar un nou règim, la República Social Italiana, anomenada de manera informal la República de Salò, car la seva administració es trobava a la ciutat de Salò, on s'instal·là només 11 dies després de ser rescatat pels alemanys. El 18 de setembre, a Múnic, Mussolini pronuncià el seu primer discurs des de la seva detenció, el 25 de juliol:
| « | ...Després d'un larg silenci us arriba de nou la meva veu, de ben segur que la reconeixereu... | » |

Després d'una llarga exposició del que havia succeït a Itàlia, culpà de la seva destitució al rei, als generals i als jerarques feixistes, als que acusà d'alta traïció. Al final del discurs anuncià la reconstrucció de l'Estat, de les seves forces armades i del Partit Feixista, amb la nova denominació de Partit Feixista Republicà (Partito Fascista Repubblicano  - PFR).
Mussolini tornà a Itàlia el 23 de setembre, constituint un nou govern, que es reuní per primera vegada el 27 de setembre a la Rocca delle Caminate (la residència que Mussolini tenia a Predappio des del 1927).
De fet, la nova República Social Italiana (RSI) era un estat controlat principalment pels alemanys, i Mussolini hi tenia molt poca llibertat d'acció. Només disposaven d'una certa economia sobre l'àmbit econòmic i sobre l'organització militar dels soldats de la RSI. El nou règim va haver d'encarar nombroses pèrdues territorials: a més de perdre les terres italianes en poder dels aliats i del govern Badoglio, Hitler, pel seu costat, havia posat sota el control del Tercer Reich tota la zona nord-oriental italiana (és a dir, les províncies de Trento, Bolzano, Belluno van quedar sota administració alemanya a la Zona d'Operacions Prealpina; i les províncies d'Udine, Gorizia, Trieste, Ístria, Fiume i Lubiana van quedar incorporades a la Zona Operativa del Litoral Adriàtic alemany. A més, els alemanys ocuparen les províncies dàlmates de Spalato i Cattaro, que van ser annexionades pel règim feixista croat. Els guanys territorials italians a Grècia i Albània també van passar a mans alemanyes, a excepció de les illes italianes de l'Egeu, que nominalment continuaren sota el mandat de la República Social Italiana. Mussolini s'oposava a qualsevol pèrdua territorial de l'Estat italià i afirmà: «No estic aquí per renunciar ni un metre quadrat del territori de l'Estat. Tornarem a la guerra per això. I ens rebel·larem contra qui sigui per això. On ha onejat la bandera italiana, la bandera italiana onejarà de nou. I on ara no ha estat arriada, ara que estic allà, no s'arriarà. He dit tot això al Führer».
Entre el 23 i el 27 de setembre de 1943 Mussolini s'instal·là a Gargnano, sobre el llac de Garda, tot i que la major part del seu govern estava instal·lat a les poblacions de la rodalia, fins a Brescia. L'agència de segells oficials s'instal·là a Salò, origen del nom informal de la «República de Salò», a causa de les instal·lacions dels comunicats radiofònics.
El 14 de novembre se celebrà a Verona la primera assemblea del Partit Feixista Republicà, durant la qual es redactà el Manifest de Verona, programa de govern del PFR. Mussolini (que recobrà el càrrec de «duce, cap de govern» de la república de facto, amb aquests càrrecs estant previstos al manifest però que no es refrendaren en unes eleccions) anuncià que un cop finalitzat el conflicte es convocaria una assemblea constitucional del partit per redactar-ne els estatuts, preveient-se la data del 13 d'octubre.
El 8 de desembre es constituí la Guàrdia Nacional Republicana, sota el comandament de Renato Ricci. Hi confluïren efectius dels Reali Carabinieri (cos que quedà dissolt), de la Policia Italiana de l'Àfrica i de la Milizia Volontaria per la Sicurezza Nazionale. A més, alguns milers de reclutes italians van ser enviats a Alemanya per rebre entrenament i formar quatre divisions (Monterosa, San Marco, Littorio i Itàlia).
Entre el 8 i el 10 de gener va tenir lloc el procés de Verona, durant el qual es jutjaren els jerarques «traïdors» que havien votat contra Mussolini el 25 de juliol de 1943: entre ells va ser condemnat el gendre de Mussolini, Galeazzo Ciano. No se sap si Mussolini hauria volgut salvar la vida del marit de la seva filla (i dels seus antics col·laboradors) o si realment no va ser capaç d'influir en els veredictes dels jutges, a causa de l'absoluta ingerència alemanya. Això no obstant, és pràcticament segur que la instància de gràcia feta pels presoners no va ser enviada directament a Mussolini per voluntat d'Alessandro Pavolini, el qual, per una banda, va voler evitar un possible «col·lapse emocional» del duce i el conseqüent placet a la gràcia, i, per l'altre, va voler salvar al duce de l'agonia de l'aprovació.
El 21 d'abril Mussolini es reuní amb Hitler a Klessehim, i el 15 de juliol viatjà fins a Alemanya per inspeccionar les quatre divisions italianes que els oficials alemanys estaven entrenant. El 20 de juliol, el dia de l'atemptat de Von Stauffenberg, Mussolini va veure Hitler per darrer cop.
El 16 de desembre, al Teatre Líric de Milà pronuncià el seu únic discurs en públic de l'època de la RSI. Parlà de «l'exèrcit secret alemany», del qual Hitler li havia donat proves, i de la possibilitat de mantenir la vall del Po amb dents i ungles. A més, reafirmà la voluntat de la RSI de procedir a la socialitació d'Itàlia.
Durant dos anys, Mussolini va viure a Gargano, sobre el llac Garda, a Llombardia. Tot i que insistia en públic que tenia el control, sabia que era poc més que el cap d'un estat titella sota la protecció dels seus alliberadors alemanys. Tot i ser el cap de l'Estat i ministre d'Afers Exteriors de la República Social Italiana, Mussolini va emprar gran part del seu temps per escriure les seves memòries. Juntament amb els seus escrits autobiogràfics de 1928, aquests escrits van ser combinats i publicats per Da Capo Press com «El meu ascens i caiguda». En una entrevista feta el gener de 1945, pocs mesos abans de ser capturat, afirmà: «Fa set anys, era algú interessant. Ara, sóc poc més que un cadàver. […] Sí, senyora, estic acabat. La meva estrella ha caigut. No em queda cap lluita. Treballo i intento, encara que sé que tot és una farsa... Espero el final de la tragèdia i, estranyament deslligat de tot, no em sento més un actor. Em sento com si fos el darrer espectador».
A l'abril, cada cop més aïllat i impotent, després que el front de la Línia Gòtica hagués cedit i les forces alemanyes a Itàlia es trobessin en retirada, Mussolini es traslladà a Milà. El 25 d'abril es reuní amb el cardenal Ildefonso Schuster, que estava intentant fer de mitjancer amb el Comitè d'Alliberament Nacional de l'Alta Itàlia (Comitato di Liberazione Nazionale Alta Italia - CLNAI) per la rendició de les tropes feixistes, amb l'esperança d'evitar vessaments de sang inútils. La indecisió de Mussolini i la intransigència de les parts van fer impossible cap acord. El comandant de les SS, Obergruppenführer Kart Wolf, tot just abans de l'arribada del duce, va fer saber al cardenal que no el necessitava, havent fet mentrestant un pacte per separat amb els aliats (a esquena de Hitler, òbviament), i amb homes propers al CLN. Quan Schuster li comunicà la notícia, Mussolini se sentí traït i definitivament abandonat pels alemanys, va interrompre la discussió i abandonà l'arxiprestat a correcuita.
Tot i les opinions contràries de part del seu seguici, Mussolini decidí abandonar Milà. Els motius d'aquesta decisió no són de tot clars (el dia abans es parlava d'una darrera resistència en un possible reducte de la Valtellina. Alguns sostenen que si la intenció només era fugir, Mussolini podria haver emprat un trimotor SM79 des de l'aeroport de Bresso, amb el qual alguns personatges menors de la RSI i part de la família Petacci van fugir a Espanya el 26 d'abril. També se suposa que Mussolini, davant la impossibilitat de sortir indemne, volia evitar com fos caure en mans aliades car sens dubte sabia que, si queia en mans partisanes seria executat.
La tarda del 25 d'abril, la caravana de Mussolini marxà de la Prefectura fins a Como, per continuar immediatament cap a Menaggio, a la riba occidental del llac (en lloc de seguir la riba oriental, com proposà Alessandro Pavolini). Mussolini passà la seva darrera nit lliure en un alberg al poble de Grandola, a pocs quilòmetres de la frontera amb Suïssa. L'endemà, juntament amb alguns fidels i amb Claretta Petacci, es dirigí cap al llac. A l'autopista Regina s'uní a una columna d'artilleria antiaèria alemanya que es retirava, i a la columna Pavolini havia arribat a Como durant el matí i havia seguit la vora del llac.
La comitiva va ser aturada a Musso a les 6.30 hores per partisans de la 52a Brigada Garibaldi Luigi Clerici, a les ordres de Pier Luigi Bellini delle Stelle anomenat «Pedro». Després de llargues negociacions s'arribà a l'acord que els alemanys podrien seguir després de ser escorcollats, mentre que els italians haurien de quedar-se. Mussolini va ser convençut pel tinent de les SS Birzer, encarregat de custodiar-lo des de la seva sortida de Gardano, que s'amagués en un camió alemany i es posés un capot de sotsoficial i un casc. Després d'uns quilòmetres, la columna va ser aturada a Dongo i, durant la inspecció, Mussolini va ser reconegut pel partisà Giuseppe Negri «Biondino» i detingut a correcuita pel vicecomissari Urbano Lazzaro «Bill».

A Dongo, Mussolini va ser retingut a l'ajuntament; i cap a les set del vespre, per motius de seguretat, va ser traslladat a la caserna de la Guardia di Finanza a Germasino. Durant la nit es reuní amb Claretta Petacci i es pensà de portar-los a Brunate i després a Milà, per lliurar-los a algú de major rang, però durant el camí, els seus custodis Luigi Canali «Neri», Michele Moretti «Pietro» i Giuseppina Tuissi «Gianna» desistiren i buscaren un nou destí. Per aquest motiu Mussolini va ser portat a Bonzanigo.

### Mort de Mussolini

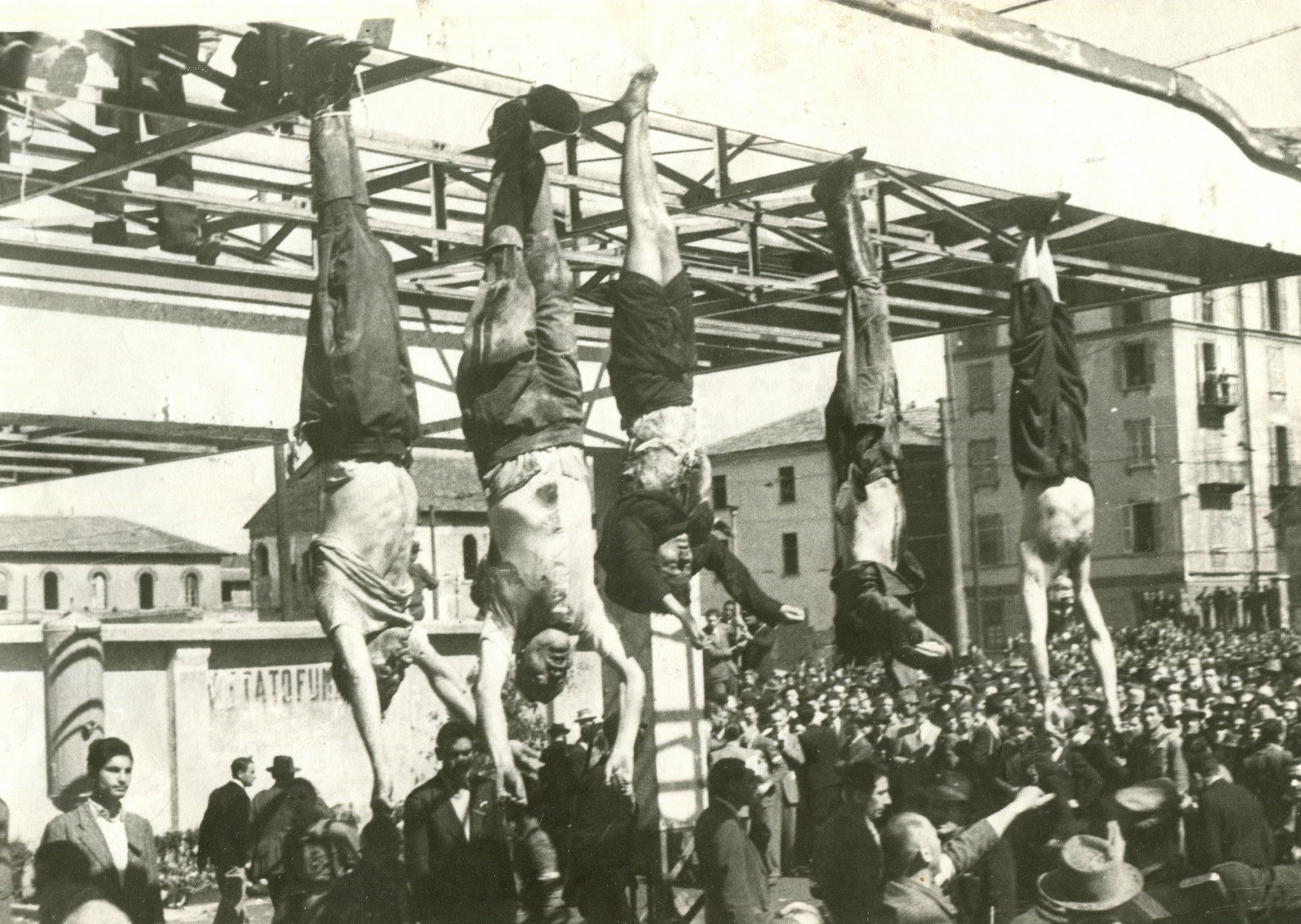
Els cossos de Nicola Bombacci, Mussolini, Claretta Petacci, Alessandro Pavolini i Achille Starace exposats a la plaça Loretto de Milà.

Uns dies abans de la seva captura, el Comitè d'Alliberament Nacional (Comitato di Liberazione Nazionale  - CLN) on s'expressava la necessitat d'un renaixement social i polític d'Itàlia, que només seria possible amb la mort de Mussolini i la destrucció de tots els símbols del Partit Feixista. El document estava signat per tots els membres del CLN (el Partit Comunista, el Partit Socialista Italià d'Unitat Proletària, el Partit Democràtic del Treball, el Partit d'Acció, la Democràcia Cristiana i el Partit Liberal).
La decisió de donar curs pràctic al comunicat de premsa va ser presa per aquells que tindrien a Mussolini en unes poques hores, en un context on era molt difícil contactar amb Roma i de convocar el Comitè. Els partisans que l'havien capturat informaren (mitjançant el telèfon d'una central hidroelèctrica) al comandament de Milà, que envià de seguida un destacament de partisans recent arribats de Oltrepò Pavese i alguns emissaris polítics (Aldo Lampredi, Pietro Vergani i Walter Audisio).
D'acord amb Raffaele Cadorna, donada la impossibilitat de contactar amb el CLN es va prendre la millor decisió pels interessos d'Itàlia. Cardona va dir que si Mussolini hagués estat lliurat als Aliats hagués significat entrar en un procés de 20 anys de política italiana on hagués estat impossible separar la responsabilitat d'un poble de la del seu comandant. Amb el consegüent descrèdit, l'eventual supervivència de Mussolini no hagués estat de cap utilitat.
El matí del 28 d'abril Leo Valiani portà a Cardona un ordre d'execució signat pel CLNAI, senyalant-li que la decisió havia estat presa conjuntament per ell mateix, Luigi Longo, Emilio Sereni i Sandro Pertini; calia executar a Mussolini sense judici, donada la urgència.
L'execució va tenir lloc el 28 d'abril de 1945. El lloc i l'hora no són gaire clars i hi ha moltes inconsistències en la versió oficial dels fets, segons què Mussolini hauria sigut afusellat juntament amb Claretta Petaci a Giulino di Mezzegra, a la via XXIV de Maig, a la paret de la reixa de Vila Belmonte, a 21 kilòmetres de Dongo. El moment i la forma d'execució van ser dictades per evitar la interferència dels aliats, que haurien preferit capturar viu Mussolini i processar-lo davant un tribunal internacional.Sempre segons la versió oficial, els afusellaments van ser duts a terme pel Colonnello Valerio, el nom real del qual era Walter Audisio. Audisio era el comandant partisà que rebé l'ordre de matar Mussolini del Comitè d'Alliberament Nacional. Quan Audisio entrà a la cambra on s'estaven Mussolini i la resta de feixistes, anuncià: «He vingut a rescatar-los!... Tenen alguna arma?» Llavors els carregaren a un transport i conduïren una curta distància. Audisio ordenà «Baixeu»; Petacci s'agafà a Mussolini i es negà a separar-se d'ell mentre que els portaven a un espai buit. Es van disparar alguns trets i Petacci va caure. Llavors, Mussolini s'obrí la jaqueta i cridà «Dispareu-me al pit!», i Audisio complí la seva voluntat i va ser allà on el va disparar. Mussolini va caure però no va morir, respirant dificultosament. Audisio s'apropà i li disparà un nou tret al pit. La cara de Mussolini expressava dolor. Audisio va dir al seu conductor:«Mira la seva vara, les emocions de la seva cara no el vesteixen».
Mentrestant, a Dongo, un altre grup de partisans de la Brigada Garibaldi afusellà els comandants del seguici de Mussolini, encloent el filòleg Goffredo Coppola (rector de la Universitat de Bolonya), Alessandro Pavolini (secretari del Partit Feixista Republicà), Nicola Bombacci (que havia estat un dels fundadors del Partit Comunista i que s'havia unit a la República Social Italiana, Paolo Zerbino (ministre d'economia), Ferdinando Mezzasoma (ministre de cultura popular) i Marcello Petacci (germà de Claretta, que s'havia unit a la columna a Como per intentar convèncer a la seva germana que no seguís a Mussolini).
Els cossos de Mussolini i de la resta d'executats van ser carregats a un camió i portats a Milà i descarregats Allà, a les 3 de la matinada, van ser llançats a terra al piazzale Loreto, al mateix lloc on l'any anterior havien estat afusellats i exposats al públic quinze partisans com a represàlia per un atemptat no reivindicat; i la plaça havia passat a anomenar-se Piazza Quindici Martiri. La gent de la plaça comença a insultar i a escopir els cadàvers entre altres ultratges.
Després d'haver estat afusellats, colpejats i ultratjats, els cossos van ser penjats cap per avall en uns ganxos de carnisser del sostre d'una benzinera Esso. Llavors, els cossos van ser apedregats per la gent. Això es va fer tant per descoratjar els feixistes que volguessin seguir amb la lluita, així com un acte de venjança pels molts partisans que havien estat penjats del mateix lloc per les autoritats feixistes. El cadàver del deposat líder va ser objecte d'abús i burla. Achille Starace, també feixista, també va ser capturat i sentenciat a mort; va ser portat a la Piazzale Loreto on se li mostrà el cos de Mussolini. Starace, que havia afirmat de Mussolini que «És un déu», saludà el que quedava del seu líder abans de ser afusellat. El seu cos va ser penjat al costat del cos de Mussolini.

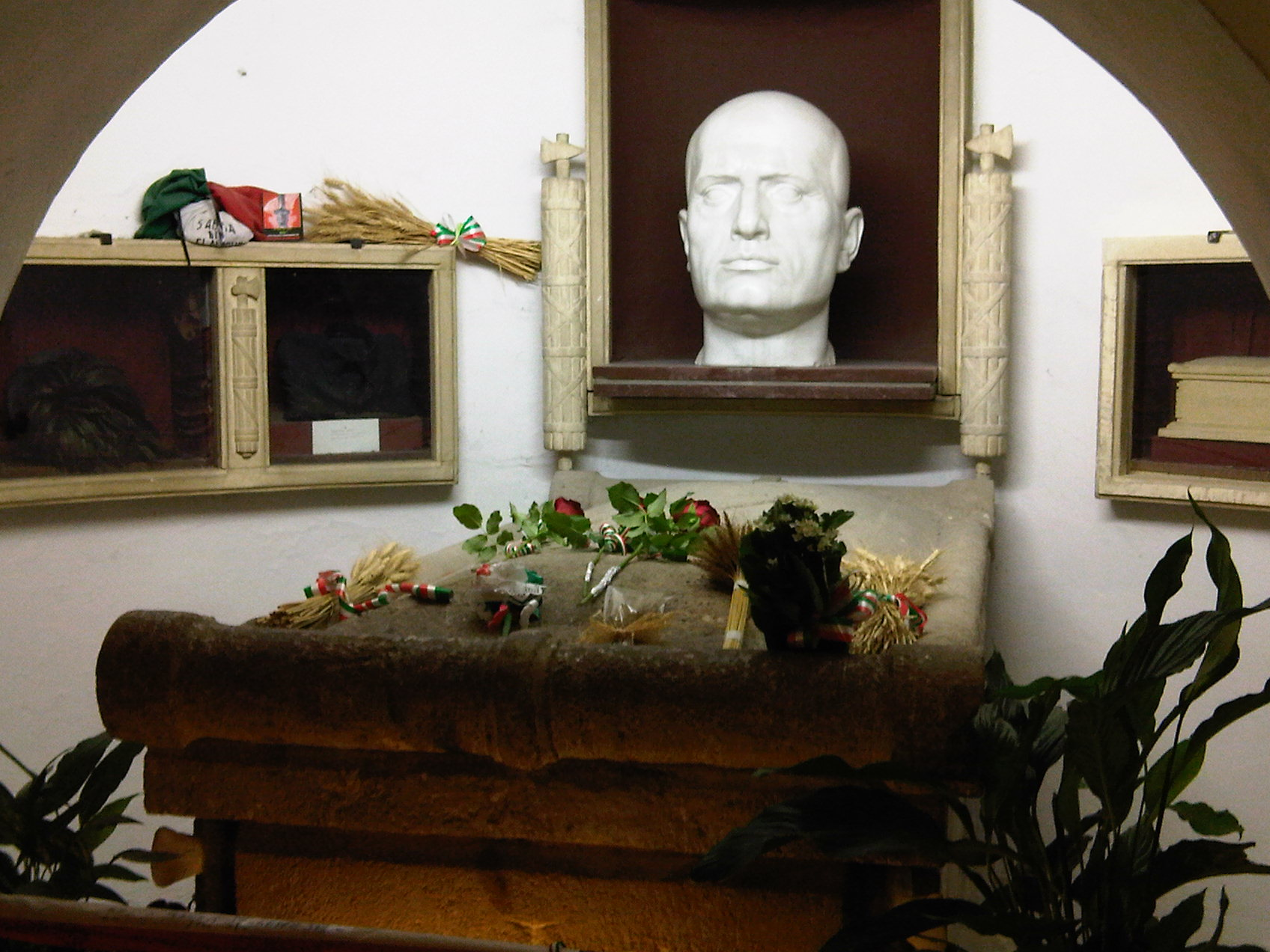
Tomba de Mussolini a la cripta familiar al cementiri de Predappio.

Passades un parell d'hores, i sota pressió de les autoritats militars aliades preocupades pel manteniment de l'ordre públic, els cossos van ser despenjats i traslladats al dipòsit. El cadàver e Mussolini va ser sotmès a un exhastiu control, mentre que el de Petacci simplement es posà a un taüt. L'assassinat de Mussolini i de Petacci i la decisió d'exposar els seus cossos a l'escarni públic va ser objecte de grans crítiques, fins i tot provinents de membres de la Resistència Antifeixista. El mateix Ferruccio Parri, cap del CLN, definí la vivència com «un espectacle de carnisseria mexicana»; i Sandro Pertini declarà que Al Piazzale Loreto la insurrecció ha quedat deshonrada. Encara avui en dia alguns s'interroguen sobre la legitimitat dels actes i de les motivacions que els van portar a terme. No és possible assolir una valoració única i objectiva, si no es tenen en compte les circumstàncies i el context històric. L'únic fet que es pot observar és que a Itàlia no va tenir lloc un procés judicial contra els jerarques feixistes comparable al que va tenir lloc a Nuremberg contra el nazisme.
Mussolini va ser enterrat en una tomba sense marcar al cementiri municipal de Musoco. El Diumenge de Pasqua de 1946 el seu cadàver va ser localitzat i desenterrat per Domenico Leccisi i dos neo-feixistes més. Van endur-se'n el cadàver, deixant un missatge a la tomba oberta que deia: «Finalment, oh Duce, estàs amb nosaltres. Et cobrirem amb roses, però el perfum de les teves virtuts superarà el de les roses.»
Sense saber on estava el cadàver durant mesos, i a causa d'una gran ansietat de la nova democràcia italiana, el cos del Duce va ser finalment trobat a l'agost, amagat a un petit tronc a la cartoixa de Pavia, als afores de Milà. Dos frares franciscans van ser acusats d'amagar el cos, tot i que en una investigació posterior es descobrí que havia estat contínuament en moviment. Sense saber què fer, les autoritats van abandonar les restes en una mena de llimbs polític durant 10 anys, abans d'acordar que tornés a ser enterrat a Predappio, a la Romanya, el seu poble natal, després d'una campanya encapçalada per Leccisi i el Moviment Social Italià.
Leccisi, un diputat feixista, va escriure la seva autobiografia, Amb Mussolini abans i després del Piazzale Loreto. Adone Zoli, el primer ministre en aquells moments, contactà Donna Rachele, la vídua del dictador, per dir-li que li tornarien les restes, car necessitava el suport dels partits de dretes del Parlament, Leccisi inclòs. A Predappio, Mussolini va ser enterrat a una cripta (l'únic honor pòstum atorgat a Mussolini). La seva tomba està flanquejada per feixos de marbre i està presidida per un bust de Mussolini.

#### Altres reconstruccions de la seva mort
La reconstrucció de la mort de Mussolini es basa en la narració del coronel Valerio (Walter Audisio), el comandant partisà encarregat de portar a terme la decisió del CLN, i que sempre va ser confirmada pels historiadors de la resistència. És una reconstrucció discutida en diverses parts i diversos punts (responsables, temps, lloc, modalitat), considerant-se una narració impossible i presentant reconstruccions alternatives. Segons una, la considerada «pista anglesa», l'execució va ser realitzada pel partisà sota la direcció d'un agent secret britànic, el «capità John», que havia d'aconseguir una correspondència misteriosa que Mussolini hauria mantingut amb Churchill, i que seria comprometedora per aquest darrer. La recerca d'aquestes cartes seria el motiu real que el Primer Ministre britànic passés una nit al llac de Como al setembre de 1945 durant el seu viatge turístic per la Mediterrània.
Segons una altra versió, l'execució hauria estat sempre ordenada pel CNL, però portada a terme per un important dirigent polític del CLN al qual Walter Audisio li hauria donat la cobertura necessària. La presència de Luigi Longo a Dongo i a Giulino di Mezzegra s'indicaria pel testimoni d'alguns partisans i alguns habitants d'ambdues localitats, que reconegueren en algunes fotos com «l'home de l'impermeable blanc» a Longo i no a Audisio. La hipòtesi de la pista anglesa no seria incompatible amb la presència de Longo.

## Pensament polític
| «                                                                                           | La llibertat sense ordre ni disciplina significa la dissolució i la catàstrofe. | » |
| — Extret d'un discurs pronunciat al vestíbul de l'ajuntament de Torí, 24 d'octubre de 1923. |                                                                                 |   |

El 1932, presumiblement amb Giovanni Gentile (o potser sota la seva influència), Mussolini va escriure l'entrada «feixisme» per a l'enciclopèdia italiana.
Mussolini va reconèixer que no hi va haver un principi inspirador precís que portés a la creació del moviment, sinó que s'originà «a partir d'una necessitat d'acció i va ser acció». Per aquest motiu, durant els seus 20 anys de durada, el Feixisme es caracteritzà per la coexistència al seu interior d'un cert caos, amb diferents corrents de pensament minoritaris clarament diferenciats i, aparentment, poc compatibles entre si.
Emblemàticament, segons aquest punt de vista, és el programa del Sant Sepulcre, amb el que el moviment dels Fasci di Combattimento es presentaren a les eleccions de 1919. Allà s'expressà amb força propostes clarament progressistes, moltes de les quals van ser abandonades pel moviment entre l'octubre de 1922 (com el caràcter antimonàrquic i anticlerical del feixisme, que haurien perjudicat els compromisos amb la monarquia italiana i amb el clergat), per ser reafirmades, encara que majoritàriament només amb finalitats propagandístiques, del Partit Feixista Republicà. El feixisme sansepolcrista demanà la concessió del sufragi universal, una reforma electoral de manera proporcional, la reducció de l'edat per votar als 18 anys i la reducció de l'horari laboral a 8 hores, el salari mínim garantit, la gestió estatal (o més aviat mitjançant cooperatives de treballadors) dels serveis públics, la progressivitat dels impostos, la nacionalització de la indústria d'armaments, l'eliminació de la nominació reial pel Senat i la convocatòria d'una assemblea que permetés als ciutadans d'elegir si Itàlia havia de ser una monarquia o una república.
Tornant al que ja s'ha esmentat, la nota dominant del pensament mussolinià va ser l'activisme (aquest va ser un dels motius principals pels que el feixisme exaltà l'enginy i la vitalitat de la joventut, convertint la cançó Giovinezza  en l'himne, i la idea d'un home altament competitiu i preparat); no importava el que s'havia fet, si no el que calia fer.
Amb aquest propòsit, les ambicions principals del feixisme van ser:

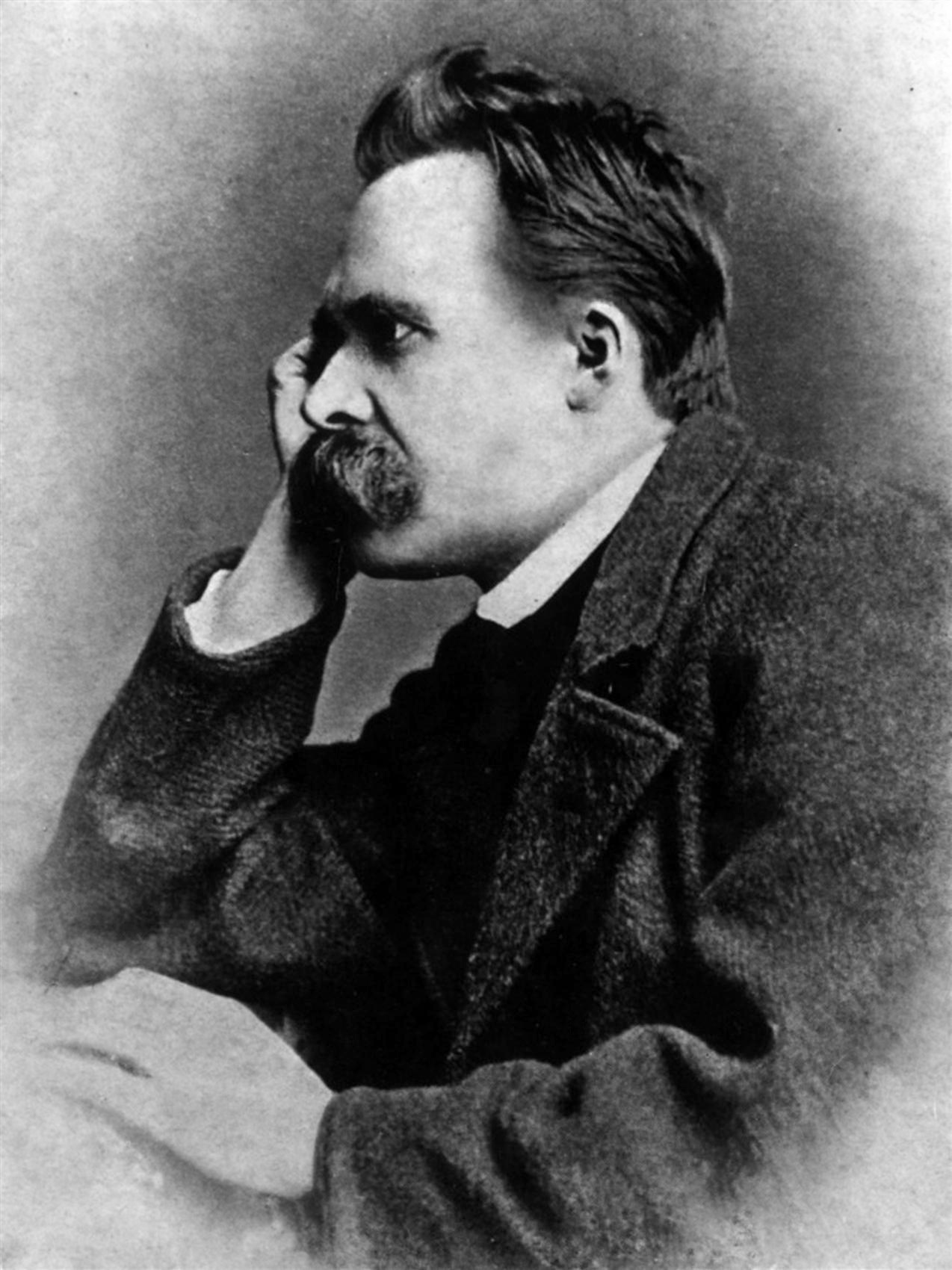
Friedrich Nietzsche.

- La refundació de l'Imperi Romà, mitjançant una política agressiva (la guerra és «positiva» perquè «atorga un segell de noblesa al poble que l'afronta»), per mitjà de la qual Itàlia hauria d'ascendir al paper de guia i model per a la resta de nacions en l'àmbit polític, econòmic i espiritual. Amb aquesta finalitat s'insistí en la necessitat d'un exèrcit fort i ben preparat (encara que no s'arribà a un resultat concret en aquest àmbit). És emblemàtic, des d'aquest punt de vista, la voluntat mussoliniana, àmpliament explicitada.[237][238]
- La creació d'un «italià nou», heroic, amb un sentit de pertinença a la nació, capaç de forjar la història amb les seves accions, sumat en un estat que resumeix les seves aspiracions. Això hauria de realitzar-se mitjançant la completa superació de l'individualisme i del concepte relacionat de la llibertat individualista: l'individu ha d'explicar la pròpia llibertat no de manera egoista, en una perspectiva competitiva amb els altres temes, si no que d'una manera ordenada i disciplinada, com a part d'una col·lectivitat (la nació italiana encarnada a l'estat feixista), dirigida cap a un fi comú i no dividit per l'odi classista (s'abandonà el concepte socialista de la lluita de classes). Amb aquesta finalitat, s'afermà la necessitat d'enfortir el sentiment de pertinença nacional mitjançant l'exaltació de l'esperit patriòtic italià i de la història italiana. En aquest context ideològic, l'Estat va ser concebut hegelianament com un estat ètic,[239] concebut com un fi i no com un mitjà. Per tant, l'interès estatal preval sobre l'interès individual en no de la consecució del bé comú i té la seva pròpia missió i consciència: exaltar l'essència nacional. El feixisme no s'esgota en l'estat feixista, però és l'estat de tots els italians. Hegel, però, només contribuí en part a la seva formació. L'únic filósof que Mussolini estudià en profunditat va ser Friedrich Nietzsche, que en la seva joventut se sentí fascinat per la doctrina del superhome, prenent el seu significat mitjançant la revolució feixista.[240]
- la unificació de totes les terres considerades com italianes en una única nació italiana, oferint així el moviment feixista com la solució a les qüestions de l'irredemptisme i de la Victòria mutilada (mitjançant l'annexió violenta de les terres irredemptes) i conseqüentment (sent l'objectiu originari del Risorgimento la unificació dels territoris italians en un únic estat) com la coronació del risorgimento.[241]

El feixisme es caracteritzà, en la seva realització històrica, com un moviment autoritari, nacionalista i antidemocràtic. El 1931 Mussolini manifestà el seu propi rebuig de la democràcia, definint la desigualtat com a «fructífera i beneficiosa» i a la «Doctrina del Feixisme» va escriure que «els règims democràtics poden ser definits com aquells en què, de tant en tant, es dona a la gent la il·lusió d'ésser sobirà, tot i que la sobirania real està en mans d'unes forces irresponsables i secretes».
Finalment, és important remarcar que el feixisme sempre va ser considerat pels seus seguidors com un moviment revolucionari, poc convencional i rebel (emblemàtic en aquest sentit era el lema de «no m'importa») en un contrast radical amb el liberalisme de la Itàlia pre-feixista. Encara que a principis protegís els interessos de la burgesia industrial, Mussolini rebutjà qualsevol suggeriment de connivència amb ella.

### L'educació i moviments juvenils

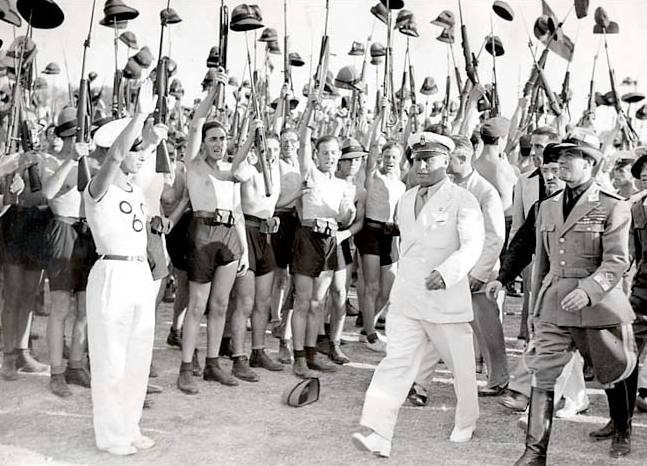
Benito Mussolini i les joventuts feixistes al 1935.

Els nacionalistes als anys de la postguerra es trobaren combatent tant els liberals com les institucions dominants creades pels gabinets com el de Giovanni Giolitti, incloent l'educació tradicional. El Futurisme, un moviment cultural revolucionari que serví com catalitzador pel feixisme, demanava una «escola pel coratge físic i el patriotisme», com expressà Filippo Tommaso Marinetti el 1919. Marinetti expressà el seu desdeny pel «l'actualment prehistòric i troglodita dels cursos de grec i llatí», argumentant la seva substitució per model exercit pels soldats Arditi («aprenent a avançar en les mans i els genolls al front davant el foc d'una metralladora; esperant amb els ulls oberts a un travessany per moure's cap als costats sobe els seus caps, etc.») Va ser en aquests anys que es formaren els primers grups jovenils feixistes: la Avanguardia Giovanile Fascista el 1919 i els Gruppi Universitari Fascisti el 1922.
Després de la Marxa sobre Roma que portà a Mussolini al poder, els feixistes començaren considerant els camins per ideologitzar la societat italiana, amb un accent sobre l'escola. Mussolini assignà l'exardito i vicesecretari per l'Educació Renato Ricci la tasca de «reorganitzar la joventut a partir d'un punt de vista moral i físic». Ricci buscà inspiració en Robert Baden-Powell, el fundador de l'escoltisme, reunint-se amb ell a Anglaterra, així com amb els artistes Bauhaus a Alemanya. Es creà l'Opera Nazionale Balilla mitjançant un decret de Mussolini del 3 d'abril de 1926, dirigida per Ricci els següents onze anys. Incloïa nens entre els 8 i els 18 anys, agrupats com els Balilla i els Avanguardisti.
D'acord amb Mussolini: «L'educació feixista és moral, física, social i militar: es dirigeix a crear un humà completa i harmoniosament desenvolupat, un feixista d'acord les nostres opinions.» Mussolini estructurà aquest procés tenint en punta el costat emocional de la infantesa: «La infància i l'adolescència no pot ser només alimentada mitjançant concerts, teories i ensenyament abstracte. La veritat és que ens dirigim a ensenyar-los hauria de fer una crida davant tot a la seva fantasia, als seus cors i, només llavors, a les seves ments».
El «valor educatiu situat mitjançant l'acció i l'exemple» havia de substituir els mètodes establerts. El feixisme oposà aquesta versió de l'idealisme per prevaldre el racionalisme, i va usar l'Opera Nazionale Balilla per eludir la tradició educativa imposant el col·lectiu i la jerarquia, així com el culte a la personalitat cap a Mussolini.

### Lleis racials
Mussolini era sensible en particular a les acusacions alemanyes que els italians eren una raça mestissa. Va respondre amb sorna referint-se a la pròpia mancança de puresa racial alemanya en diverses ocasions. Quan discutien el decret nazi sobre que els alemanys havien de portar un passaport on s'indiqués la seva afiliació racial ària o jueva, a l'estiu de 1934, Mussolini es preguntava com es designarien als membres de la «raça alemanya»:
| «                         | Però quina raça? Existeix una raça alemanya? Ha existit alguna vegada? Podrà existir? Realitat, mite o broma dels teòrics? Ah, bé, responem, una raça alemanya no existeix. Diversos moviments. Curiositat. Estupor. Repetim. No existeix. No ho diem nosaltres. Ho diuen els científics. Hitler ho diu | » |
| — Benito Mussolini, 1934. | |   |

Quan el periodista judeoalemany Emil Ludwig li preguntà sobre les seves opinions sobre la raça, Mussolini exclamà:
| «                         | Raça! És un sentiment, no una realitat: en un 95%, almenys, és un sentiment. Res em farà creure que es pugui demostrar que avui existeixen races biològicament pures. Sorprenentment insuficient, ningú d'aquests que proclamen la "noblesa" de la raça teutònica és ell mateix un teutó. Gobineau era francès, Chamberlain, un anglès; Woltmann, un jueu; Lapouge, un altre francès. | » |
| — Benito Mussolini, 1933. | |   |

En un discurs a la Província de Bari, reiterà la seva actitud vers el racisme alemany:
| «                         | Trenta segles d'història ens permeten mirar amb una pietat suprema certes doctrines que es prediquen més enllà dels Alps pels descendents d'aquells que eren analfabets quan Roma tenia a Cèsar, a Virgili i a August. | » |
| — Benito Mussolini, 1934. | |   |

El rebuig de Mussolini tant al racisme com a la importància de la raça el 1934 durant l'apogeu del seu antagonisme amb Hitler contradiu les seves pròpies declaracions sobre la raça, com la que va fer el 1928 emfatitzant la importància de la raça:
| «                         | [Quan la ciutat] mor, la nació, privada de la sàvia nova de les noves generacions, es compon ara de gent vella i degenerada i no pot defensar-se a si mateixa contra un poble jove que llança un atac sobre les fronteres ara sense protegir […] Això succeirà, i no només sobre les ciutats i nacions, sinó sobre quelcom a una escala infinitament major: tota la raça blanca, la raça occidental pot veure's ofegada per d'altres races de color que es multipliquen a una velocitat desconeguda per a la nostra raça. | » |
| — Benito Mussolini, 1928. | |   |

Tot i que el feixisme italià modificà les seves posicions oficials sobre la raça entre la dècada de 1920 i 1934, ideològicament el feixisme italià no discriminà originàriament la comunitat jueva italiana: Mussolini reconeixia que un petit contingent vivia allà «des dels temps dels Reis de Roma» i calia «seguir sense destorbar-los». Fins i tot havia alguns jueus al Partit Feixista, com Ettore Ovazza, que el 1935 fundà el diari jueu feixista La Nostra Bandiera.
Malgrat això, a partir del 1938, d'acord amb l'aliança amb Alemanya, el règim feixista promulgà una sèrie de decrets que, en conjunt, es coneixen com les lleis racials, que introduïren mesures segregacionistes contra els jueus italians i contra els súbdits de color de l'Imperi. Van llegir-se per primera vegada el 18 de setembre de 1938 a Trieste, amb motiu de la visita de Mussolini a la ciutat.
Entre els diversos documents i lleis que formes el cos de les lleis racials figura el Manifest de la Ciència Racial, publicat de forma anònima la primera vegada al Giornale d'Italia el 15 de juliol de 1938, sota el títol de «El Feixisme i els problemes de la raça», i tornat a publicar al número 1 de La difesa della razza el 5 d'agost de 1938.
El 25 de juliol, després d'una trobada entre el 10 redactors de les tesis, el ministre de cultura popular Dino Alfieri i el secretari del Partit Feixista Achille Starace, es va fer públic el text final de l'obra, la llista sencera de signataris i adhesions, els membres i simpatitzants del Partit Feixista. Al reial decret del 5 de setembre de 1938 s'establien «les mesures per a la defensa de la raça a l'escola feixista»; i al del 7 de setembre que establia «Mesures contra els jueus estrangers», seguides el 6 d'octubre per una «declaració sobre la raça» emesa pel Gran Consell del Feixisme. Totes aquestes declaracions van ser successivament adoptades per l'Estat mitjançant un reial decret publicat el 17 de novembre. La influència alemanya en la política italiana va resultar molt impopular entre els italians, i el mateix Papa Pius XII envià una carta a Mussolini protestant contra aquestes lleis.
S'ha especulat àmpliament sobre que el raonament de Mussolini per adoptar el Manifest de la Raça el 1938 va ser merament tàctic, per tal d'enfortir les relacions italianes amb Alemanya. Al desembre de 1943, Mussolini va fer una confessió a Bruno Spampanato que sembla indicar que lamentava el Manifest de la Raça
| «                         | Es podria haver evitat el Manifest Racial. Es tracta sobre l'hermetisme científic d'una colla de professors i periodistes, un assaig alemany fet a consciència i mal traduït a l'italià. Està lluny del que jo he dit, escrit i signat sobre el tema. Li suggereixo que consulti els vells exemplars de Il Popolo d'Italia. Per aquest motiu estic molt lluny d'acceptar el mite de Rosenberg | » |
| — Benito Mussolini, 1943. | |   |

Entre 1943 i 1943, el govern de la República Social Italiana declarà els jueus com «estrangers que pertanyen a una nació hostil durant la durada de la guerra» i procedí a la concentració de molta gent de confessió jueva, en particular al camp de presoners de Fossoli. Al territori italià sota control alemany, a Risiera di San Sabba, prop de Trieste, es creà un camp de presoners que també serví com a lloc de reunió pel transport de jueus als camps de concentració alemanys. Al camp les autoritats alemanyes assassinaren antifeixistes locals i s'hi instal·là un forn crematori per eliminar els cadàvers dels presoners morts o executats.

## El culte a la personalitat

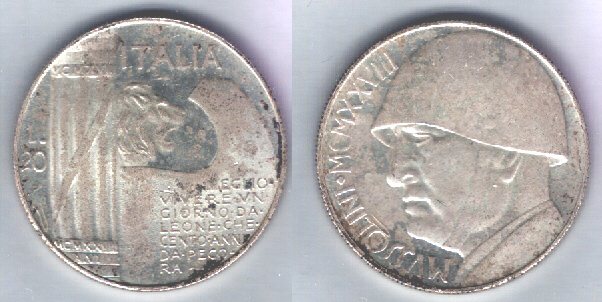
Moneda falsa de 20 lires on es veu a Mussolini amb casc.

Mussolini deia que el feixisme perseguia el naixement d'una nova classe d'italians, amb un major esperit col·lectiu, més sans i treballadors, amb major obstinació vers el triomf: concretament, la seva proposta era que els italians se semblessin el màxim possible a ell mateix i, per tant, procurà ser un guia digne d'imitació.
Segons les cròniques oficials de l'època, la seva jornada començava a les 7 del matí, es banyava en aigua freda, bevia un got de llet i practicava equitació durant una hora. A més, practicava assíduament l'esquí, la natació o l'esgrima, especialitat en la que se'l considerava un expert. L'esport es convertí en una qüestió d'estat a la Itàlia feixista i per tant, les capacitats esportives de Mussolini es van presentar com un paradigma i van rebre sempre molta publicitat. El primer exemplar de la revista Sport Fascista mostrava els seus respectes al Duce «aviador, espadatxí, genet, el primer esportista d'Itàlia». L'empenta del règim donà resultats, i els esportistes italians aconseguiren durant aquell decenni resultats excel·lents (entre ells, el segon lloc al medaller dels Jocs Olímpics de 1932 i dos mundials de futbol, el 1934 i el 1938).
Les fotografies i les notícies de premsa mostraven al Duce no només com un esportista impecable, sinó també com un superhome, pilot intrèpid al volant d'un automòbil, d'una motocicleta o d'un avió. Igualment circularen per tot el país milions de targetes postals que el presentaven com un home d'una ferma convicció i una capacitat de treball inesgotable, amb escenes molt variades. S'estima que van posar-se en circulació entre 8 i 30 milions de postals que el mostraven en més de 2.500 situacions, postures i contexts diversos. Fidel al seu personatge, Mussolini es complaïa a mostrar el seu pit nu abans d'esquiar o durant la seva col·laboració a la sega.
Per a les dones italianes, el Duce es convertí fins i tot en un model de virilitat, no exempt de connotacions sexuals. Els rumors sobre el pretès vigor sexual de Mussolini amb les seves nombroses amants (es deia que cada dia estava amb alguna dona) mai no van ser desmentits pel règim, sinó que es consideraven com a molt beneficiosos pel seu carisma.

## Vida personal
Mussolini tenia dos germans més petits: Arnaldo i Edvige.
El 1914 Mussolini es casà amb Ira Dalser a Trento. La parella tindria un fill un any més tard, que es diria Benito Albino Mussolini. Quan Mussolini ascendí políticament la informació sobre aquest primer matrimoni va ser eliminada i tant Ira com el seu fill serien perseguits. El 1915 es casà mitjançant ritus civil a Treviglio amb Rachele Guidi, la seva dispesera des de 1910, i filla de la nova companya del seu pare. El 28 de desembre de 1925 Mussolini i Rachele es casarien pel ritu catòlic.
Rachele i Benito Mussolini van tenir cinc fills: Edda (1910-1995), que es casà amb Galeazzo Ciano el 24 d'abril de 1930; Vittorio (1916-1997); Bruno (1918-1941), oficial pilot, mort el 7 d'agost de 1941 en un accident aeri; Romano (1927-2006), notori pianista de jazz; i Anna Maria (1929-1968).
Alessandra Mussolini, filla d'Anna Maria Scicolone, germana petita de l'actriu Sophia Loren, i de Romano Mussolini és una neta del Duce.

### Amants i fills il·legítims
A Mussolini se li han atribuït diverses amants, principalment durant la seva joventut. De totes les seves amants les més conegudes són Margherita Sarfatti, escriptora i intel·lectual jueva que el 1925 publicà una famosa biografia de Mussolini a Anglaterra, i Claretta Petacci, que va voler compartir amb ell la seva sort els darrers dies de la República Social Italiana i que va ser afusellada amb ell.
Encara que la quantitat exacta de les dones amb les que va mantenir relacions no és cert, es creu que almenys va tenir quatre fills fora de casament: un nen nascut a Trento el 1909 amb una jove socialista, Fernanda Oss Facchinelli, i el nen no hauria sobreviscut més que uns pocs mesos. Benito Albino, fill d'Ida Dalser, que va reconèixer com a fill natural donant-li el seu cognom.
Hauria tingut una tercera filla, de nom Elena Curti, que hauria nascut a Milà filla d'Angela Curti Cucciati. Elena va ser secretària d'Alessandro Pavolini i assistent de Mussolini fins a la seva captura a Dongo. El 1929 hauria tingut un altre fill amb Romilda Ruspi, presumpta rival de Claretta Petacci al paper d'amant.

### Creences religioses

#### Ateisme i anti-clericalisme
Mussolini va ser criat per una mare catòlica devota i per un pare anticlerical. La seva mare va batejar-lo segons la fe catòlica i portava els seus fills a missa cada diumenge. El seu pare no hi anava mai. Mussolini veia el temps que passà en un internat religiós com un càstig, comparant l'experiència amb l'infern, i recordava que «una vegada que no vaig voler anar a missa al matí van haver d'arrossegar-me a la força.»
Mussolini es convertiria en anti-clerical com el seu pare. De jove es definí com a «ateu i que en diverses vegades ha intentat sorprendre al públic reclamant a Déu que el fulminés». Denuncià els socialistes que es mostraven tolerants vers la religió, o que feien batejar els seus fills. Creia que la ciència ja havia demostrat que no hi havia Déu, i que el Jesús històric era ignorant i boig. Considerava la religió com una malaltia psicològica, i acusava el cristianisme de promoure la resignació i la covardia.
Mussolini era un admirador de Friedrich Nietzsche. D'acord amb Denis Mack Smith, «En Nietzsche trobà justificació per la seva creuada contra les virtuts cristianes de la humilitat, resignació, caritat i bondat.» Valorava el concepte nietzschià del superhome, «L'egoisme suprem que desafià tant Déu i les masses, que menysté l'igualitarisme i la democràcia, que creu que el més feble anirà a la paret i els empenyerà si no anaven prou de pressa.»
Mussolini feia vitriòlics atacs contra el cristianisme i l'Església Catòlica, «que acompanyava amb comentaris blasfems sobre l'hòstia consagrada i sobre una relació amorosa entre Crist i Maria Magdalena.» Creia que els socialistes que eren cristians o que acceptaven casar-se per l'Església haurien de ser expulsats del Partit. Denunciava l'Església Catòlica «pel seu autoritarisme i per la seva negativa a permetre la llibertat de pensament». El diari de Mussolini, La Lotta di Classe, sovint tenia editorials anti-cristians.

#### Els Pactes del Laterà
Malgrat aquests atacs, Mussolini intentà aconseguir suport popular tranquil·litzant la majoria catòlica a Itàlia. El 1924, Mussolini va fer que tres dels seus fills rebessin la comunió. El 1925 va fer que un capellà fes una cerimònia de casament religiós per a ell i la seva esposa Rachele, que s'havien casat deu anys abans en una cerimònia civil. L'11 de febrer de 1929 signà un concordat i tractat amb l'Església Catòlica Romana. Sota el Tractat del Laterà, la Ciutat del Vaticà va rebre el reconeixement de ser un estat independent, situada sota la llei eclesial (i no pas la llei italiana), i el catolicisme va ser reconegut com la religió estatal italiana. L'Església també va tornar a obtenir autoritat sobre el matrimoni, el catolicisme podia tornar a ensenyar-se a les escoles secundàries, la masoneria i el control de natalitat quedaven prohibits i el clergat rebé subsidis de l'estat, així com rebia l'excepció fiscal. El Papa Pius XI lloà Mussolini, i el diari oficial catòlic afirmà que «Itàlia ha tornat a Déu i Déu ha tornat a Itàlia».
Després d'aquesta conciliació, afirmà que l'Església estava subordinada a l'Estat, i «es referí al Catolicisme com, en el seu origen, una secta de menor importància que s'estengué més enllà de Palestina només perquè penetrà l'organització de l'imperi romà.» Després del concordat, confiscà més propietats dels diaris catòlics en tres mesos que en els set anys anteriors. Durant aquesta època Mussolini va estar a prop de ser excomunicat per l'Església Catòlica.
Mussolini es reconcilià públicament amb Pius XI el 1932, però tingué cura que no es publiqués cap fotografia seva de genolls o mostrant deferència vers el Papa. Volia convèncer els catòlics que «el feixisme era catòlic i que ell mateix era un creient que resava cada dia…» El mateix Papa començà a referir-se a Mussolini com «un home enviat per la Providència». Malgrat els esforços de Mussolini per semblar pius, per ordre del seu partit, els pronoms que es referissin a ell, «havien d'estar en majúscules, com quan es refereixen a Déu…»
El 1938 Mussolini tornà a mostrar el seu anticlericalisme. A vegades es referia a si mateix com i, en una ocasió, va dir al seu govern que «l'Islam potser era una religió més efectiva que el cristianisme» i que «el Papat era un tumor maligne al cos d'Itàlia i que ha de ser extirpat d'una vegada per totes, car no hi havia espai a Roma pel Papa i per a ell mateix». Públicament es retractà d'aquestes afirmacions anti-clericals, tot i que continuà fent-les en privat.
Després de la seva caiguda del poder el 1943, Mussolini començà a parlar «més de Déu i de les obligacions de consciència», tot i que va admetre que «no feia servir gaire els capellans ni els sagraments de l'Església». També començà a traçar paral·lelismes entre ell mateix i Jesucrist. La vídua de Mussolini, Rachele, afirmà que el seu marit havia estat «bàsicament irreligiós fins als darrers anys de la seva vida». Mussolini va rebre un funeral catòlic el 1957.

## Llegat
A Mussolini li va sobreviure la seva esposa, Rachele Mussolini, dos fills, Vittorio i Romano, i les seves filles Edda (vídua del comte Ciano) i Anna Maria. El seu fill Bruno va morir en un accident aeri mentre volava un bombarder P108 en una missió de prova, el 7 d'agost de 1941. El seu fill gran, Benito Albino Mussolini, fill d'Ida Dalser, se li ordenà que deixés d'afirmar que Mussolini era el seu pare i el 1935 va ser internat a la força en un manicomi a Milà, on va ser assassinat el 26 d'agost de 1942.
Alessandra Mussolini, neta del Duce, va ser membre del Parlament Europeu representant el partit d'extrema dreta Alternativa Sociale, i actualment exerceix a la Cambra de Diputats com a membre del Popolo della Libertà.
La caiguda del feixisme i el temor al ressorgiment de tendències neofeixistes durant la postguerra van determinar que s'introduís el delicte d'apologia del feixisme. El Partit Nacional Feixista de Mussolini va ser prohibit a la Constitució Italiana redactada en la postguerra, però han aparegut diversos partits neo-feixistes per seguir el seu llegat. Històricament el partit neo-feixista més poderós va ser el Movimento Sociale Italiano (MSI), que va ser dissolt el 1995 i va ser substituït per Alleanza Nazionale, que es distancià ell mateix del feixisme (el seu líder Gianfranco Fini declarà que el feixisme era «una maldat absoluta»). Tots aquests partits van ser unificats per la coalició Casa delle Libertà de Silvio Berlusconi el 2009, una coalició de partits de dreta, que incloïen la Alleanza Nazionale de Gianfranco Fini i Azione Sociale d'Alessandra Mussolini, que es fusionarien per crear Popolo della Libertà, liderat pel primer ministre Berlusconi.

## Mussolini a la cultura popular

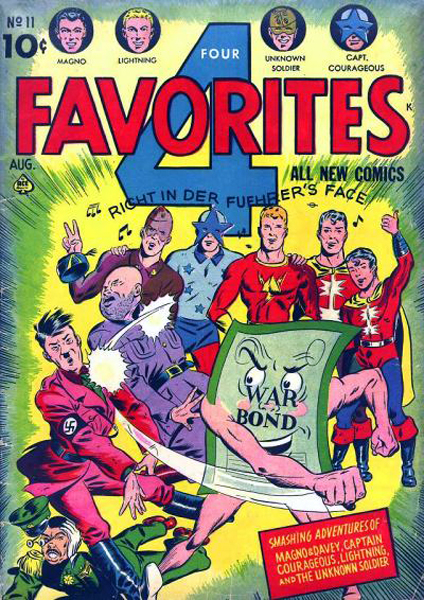
Un còmic de l'època de la guerra mostra Mussolini, Hitler i Hirohito colpejats per superherois.

La pel·lícula The Great Dictator, de Charlie Chaplin (1940), satiritza Mussolini sota el nom de «Benzino Napaloni», interpretat per Jack Oakie. A I'll Never Heil Again de Three Stooges, Cy Schindell interpreta «Chizzolini», a partir de l'insult tòpic chisler (triler).
Entre les descripcions biogràfiques més serioses s'inclouen una mirada dels darrers dies de la vida de Mussolini a la pel·lícula de Carlo Lizzani Mussolini: Ultimo atto (1974), protagonitzada per Rod Steiger i la mini-sèrie televisiva Mussolini: The Untold Story, protagonitzada per George C. Scott (1985).
Una altra pel·lícula també de 1985 va ser Mussolini and I, on Bob Hoskins interpretà el Duce amb Susan Sarandon interpretant la seva filla Edda i Anthony Hopkins com el Comte Ciano. Antonio Banderas també interpretà Mussolini a la pel·lícula Benito (1993), que abraçava els seus anys de mestre d'escola i fins a l'inici de la Primera Guerra Mundial, abans del seu ascens com a dictador. Mussolini també apareixia a les pel·lícules Tea with Mussolini, Lion of the Desert (de nou amb Steiger) i a la guanyadora de l'Oscar Vincere.
Al capítol «Calés» de la sitcom britànica The Young Ones, en Balowski apareix vestit com a Mussolini, participant en un concurs de cançons com «Il Duce».

## Condecoracions

### Condecoracions italianes
Orde Suprem de la Santíssima Anunciació (1924)
 Gran Creu de Cavaller de l'Orde de Sant Maurici i Sant Llàtzer (1924)
 Gran Creu de Cavaller de l'Orde de la Corona d'Itàlia (1924)
 Gran Creu de Cavaller de l'Orde Militar de Savoia (7 de maig de 1936) R.D. n. 177
 Gran Creu de Cavaller de l'Orde Colonial de l'Estrella d'Itàlia
 Gran Creu de Cavaller amb Estrella de l'Orde de la Besa
 Gran Creu de Cavaller de l'Orde de Skandeberbeg
 Gran Creu de Cavaller de l'Orde Civil i Militar de l'Àguila Romana (classe militar)
 Creu al Mèrit de Guerra
 Medalla commemorativa de la guerra italo-austríaca 1915-1918
 Medalla commemorativa italiana de la Victòria de 1918
 Medalla commemorativa de la Unitat d'Itàlia 1848-1918
 Medalla Commemorativa de la Marxa sobre Roma en or
 Creu de l'Antiguitat al Servei de la Milícia Voluntària per la Seguretat Nacional (20 anys)
 Cap i Gran Canceller de l'Orde Civil i Militar de l'Àguila Romana (R.S.I.) (2 de març de 1944)
 Cap i Gran Canceller de l'Orde dels Sants Patrons d'Itàlia (R.S.I.) (11 de febrer de 1945)

### Condecoracions estrangeres
Cavaller de l'Orde de l'Esperó d'Or (Vaticà)
 Gran Creu de Cavaller de l'Orde de Pius IX (Vaticà)
 Gran Creu de Cavaller de l'Orde del Sant Sepulcre de Jerusalem (Vaticà)
 Gran Creu d'Honor i Devoció del Sobirà Orde Militar de Malta (2 d'abril de 1923)
 Gran Creu d'Or i Diamants de l'Orde de l'Àliga Alemanya (Alemanya) (25 de setembre de 1937)
 Collar de l'orde de Carles III (Espanya)
 Gran Collar de l'Orde Imperial del Jou i les Fletxes (Espanya)
 Orde de Lāčplēsis (Letònia)
 Gran Creu de Cavaller de l'Orde del Bany (Regne Unit) (1923, expulsat al 1940)
 Creu de la Llibertat (Estònia)
 Gran Creu de Cavaller de l'Orde Nacional de la Creu del Sud (Brasil) (12 de gener de 1934)
 Cavaller de l'Orde del Serafí (Suècia)
 Cavaller de l'Orde de l'Elefant (Dinamarca)
 Gran Cordó de l'Orde del Crisantem (Japó)
 Gran Creu de Cavaller de l'Orde de l'Estrella de Romania
 Gran Creu de Cavaller de l'Orde del Segell de Salomó (Etiòpia)

## Galeria

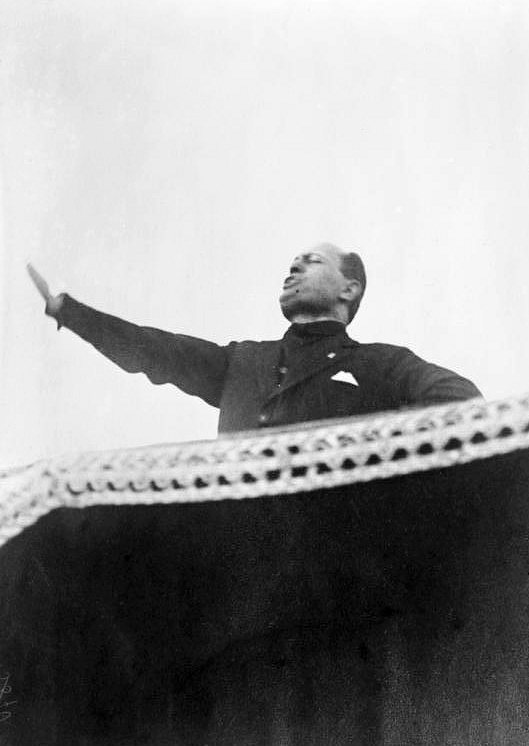
Mussolini fent la salutació feixista
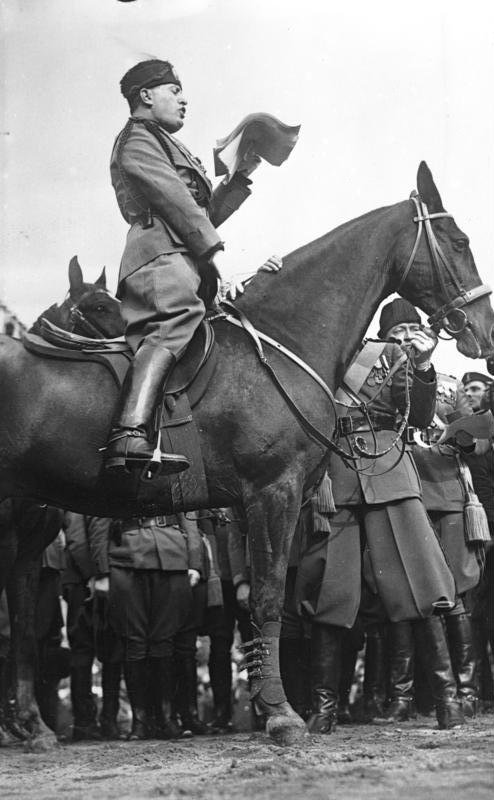
A cavall.
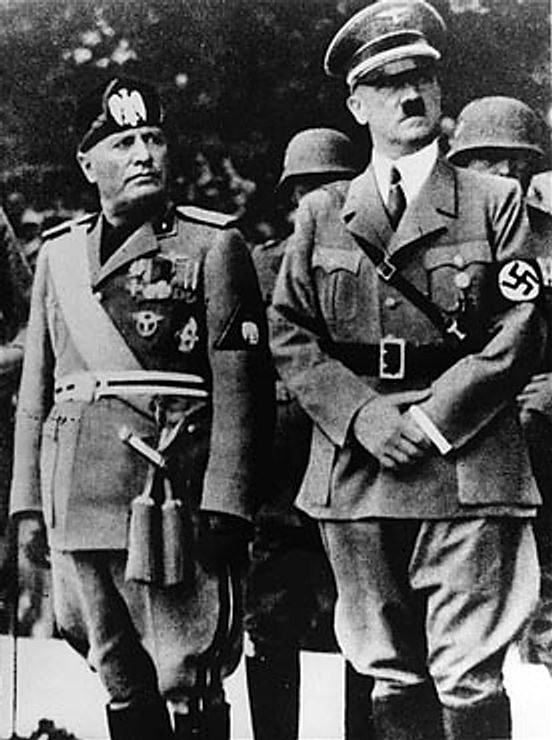
Mussolini amb Adolf Hitler.
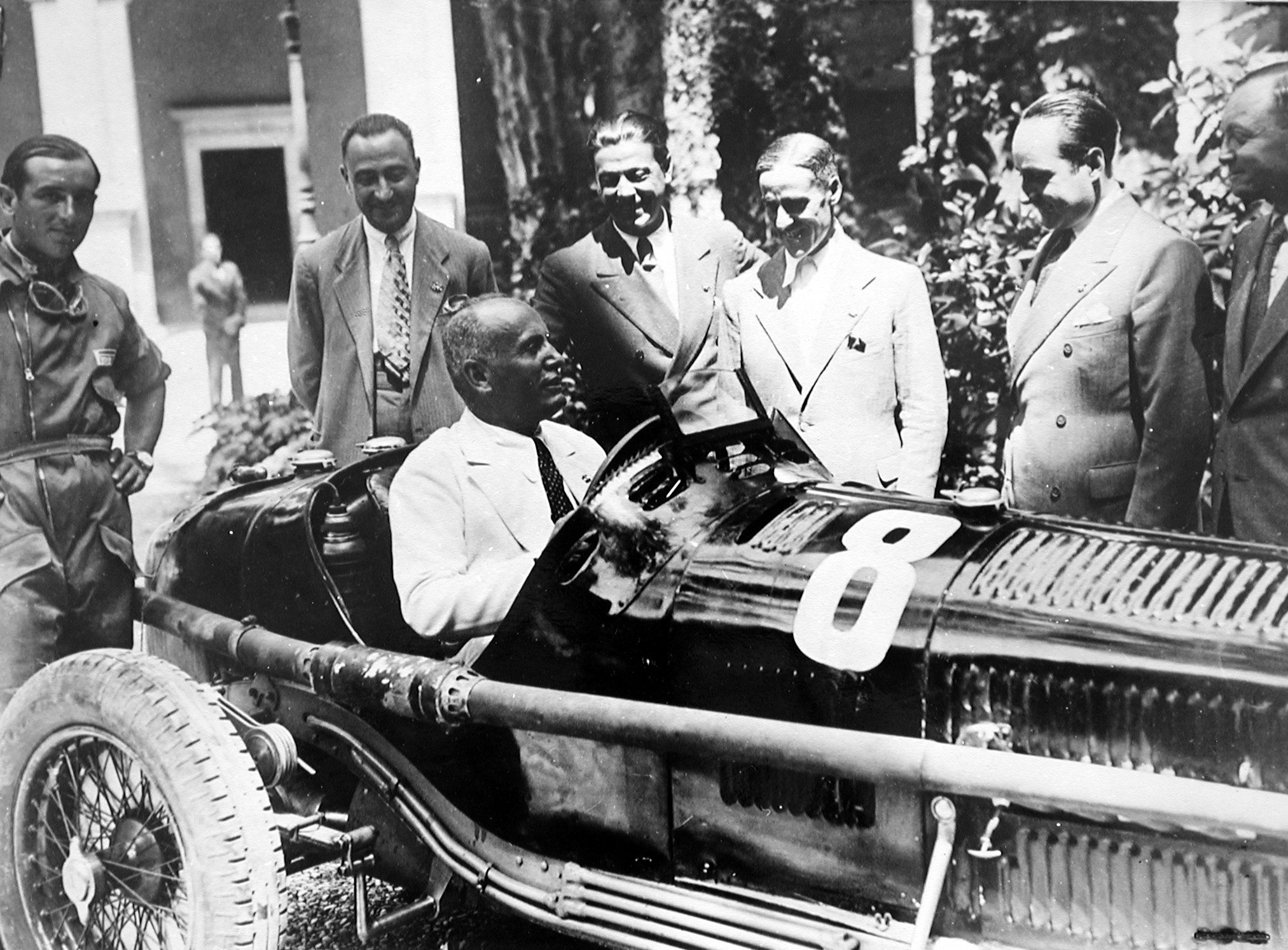
Al volant d'un Alfa Romeo de competició.
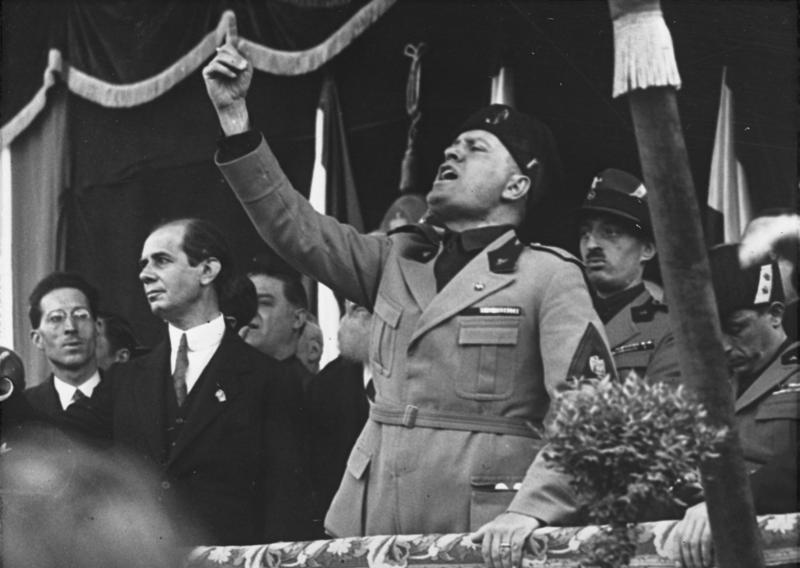
Pronunciant un discurs a Milà.